# Église Notre-Dame-des-Champs de Maffliers

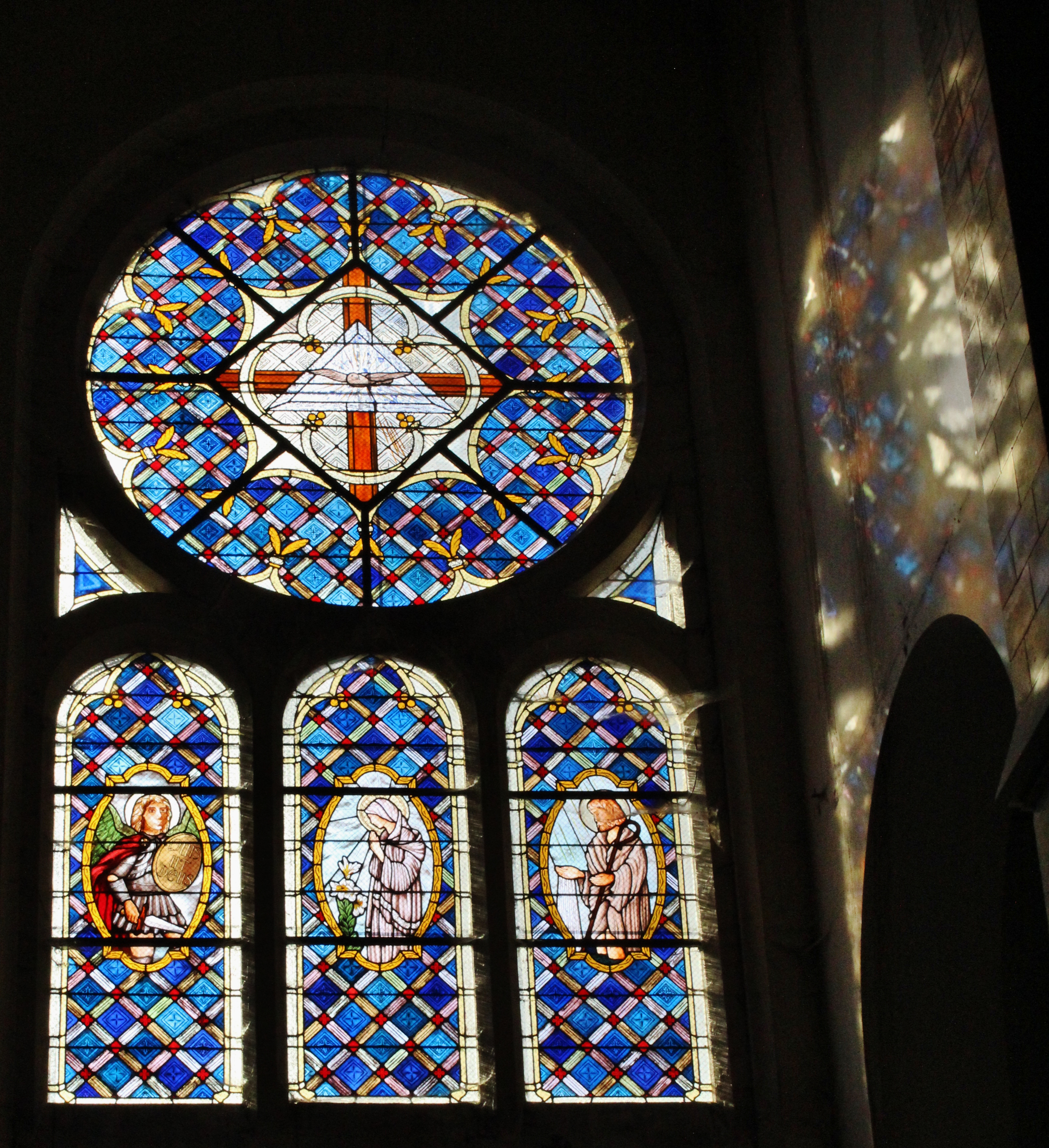

L'église Notre-Dame des Champs, officiellement dédiée à Notre-Dame-de-l'Assomption, est une église catholique paroissiale située à Maffliers, dans le Val-d'Oise, en France. Elle remplace probablement une ancienne chapelle dédiée à Saint-Blaise. L'église paroissiale primitive était la chapelle Notre-Dame-des-Champs, qui se situait rue de Beaumont, et qui a été démolie en 1793. Seule une statue en bois de la Vierge à l'Enfant du début du XIVe siècle en subsiste. Restaurée en 1875, elle est installée dans l'église, et connue désormais comme Notre-Dame-des-Champs, ce qui explique le vocable d'usage de l'église. Celle-ci se compose d'un clocher de 1574 ; d'une haute nef unique bâtie dans un délai de neuf mois en 1859 ; et d'un chœur Renaissance avec deux chapelles latérales et abside pentagonale des années 1554-1556. Ses parties orientales sont remarquables, et d'une facture élégante, et se caractérisent par les hautes colonnes engagées supportant la voûte de l'abside, et ses chapiteaux d'ordre dorique et corinthien, surmontés de sections d'entablement. L'extérieur est également soigné. L'église est inscrite au titre des monuments historiques par arrêté du 2 février 1931, et restaurée entre 1980 et 1983. Aujourd'hui, le chœur est encombré par des étais. Depuis 1946, Maffliers fait partie d'un regroupement paroissial avec Baillet-en-France, Montsoult et Nerville-la-Forêt, et les messes dominicales ne sont plus célébrées qu'occasionnellement en l'église Notre-Dame-des-Champs.

## Localisation

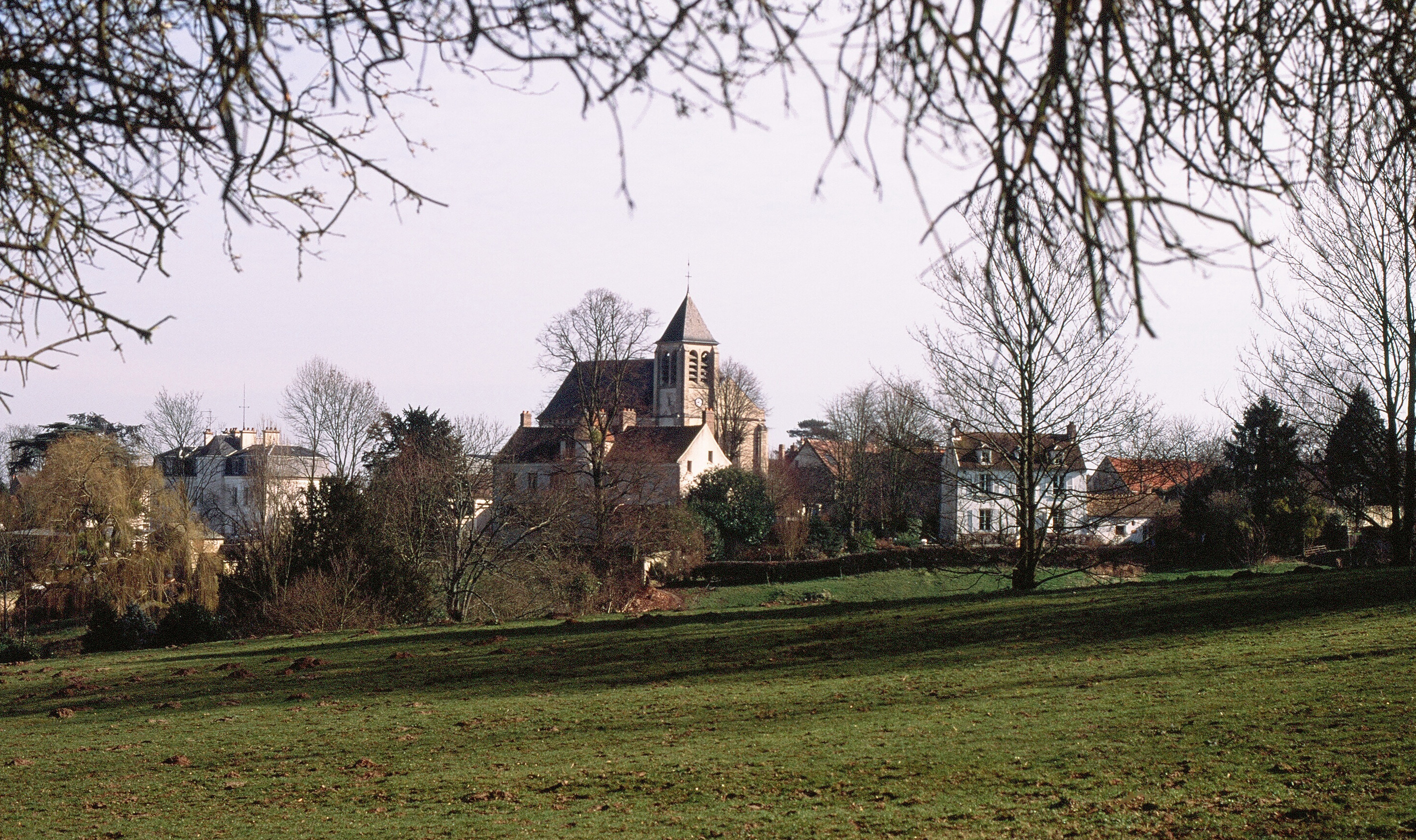
Vue sur le village et l'église depuis le nord-ouest.

L'église est située en France, en région Île-de-France et dans le département du Val-d'Oise, en pays de France, sur le versant oriental de la forêt de L'Isle-Adam, sur la commune de Maffliers, rue de la Mairie (RD 64), à environ 150 m au-dessus du niveau de la mer. La façade occidentale est mitoyenne de l'ancienne mairie du côté sud (à droite). La rue de la Mairie passe devant la façade et l'élévation septentrionale, et débouche sur un carrefour à l'est du chevet. Depuis ce carrefour, la rue du Four retourne vers le sud et le centre du village. Elle délimite, avec la rue de la Mairie, la partie libre de l'élévation méridionale de l'église et son chevet, une place publique. Ainsi l'église est en plus grande partie dégagée d'autres bâtiments, mais l'on ne peut pas en faire le tour, et seulement le chevet peut être contemplé en prenant du recul.

## Historique

### L'histoire de la paroisse

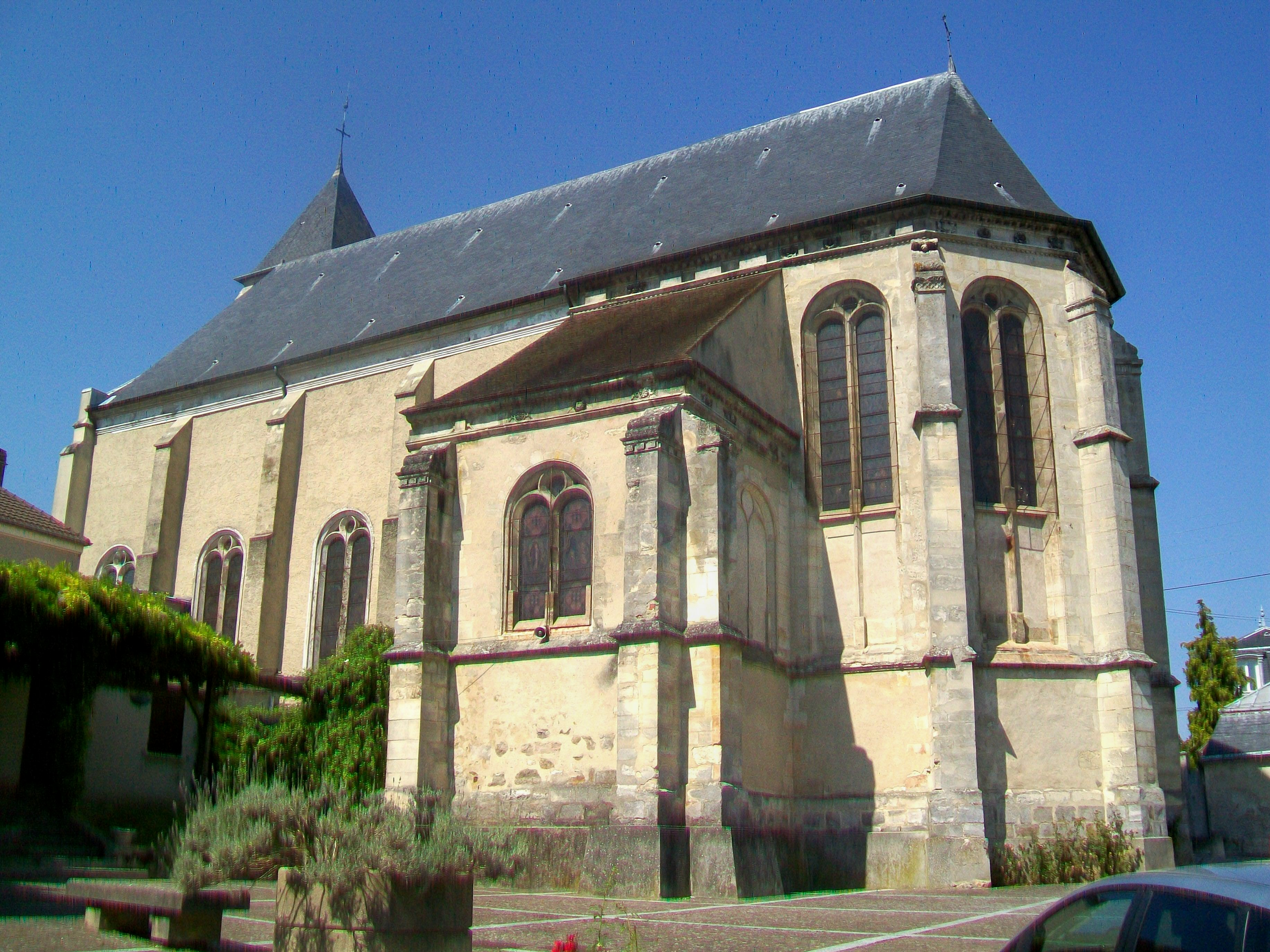
Vue générale depuis le sud.

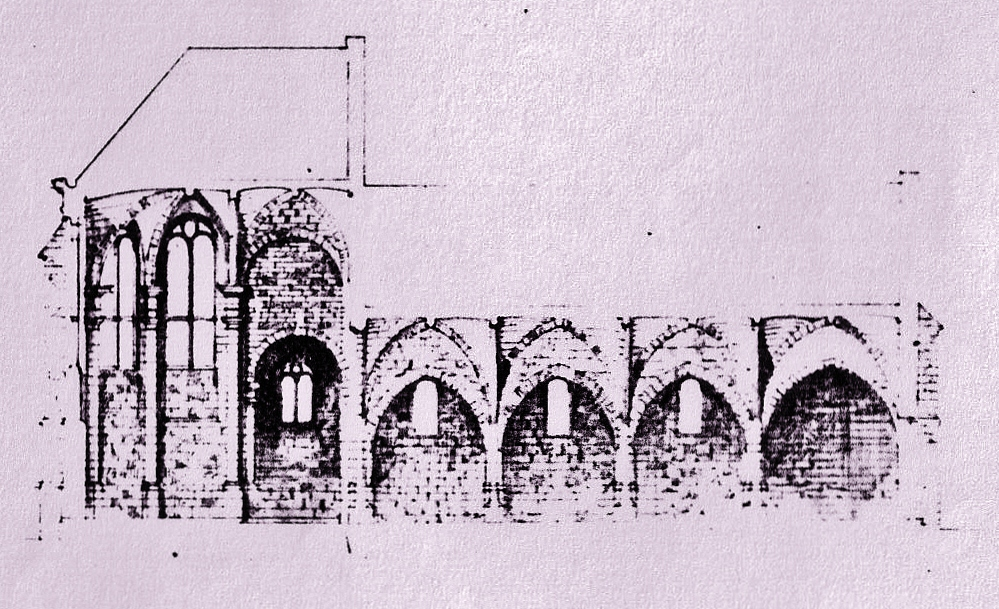
L'élévation nord avant reconstruction de la nef au XIXe siècle.

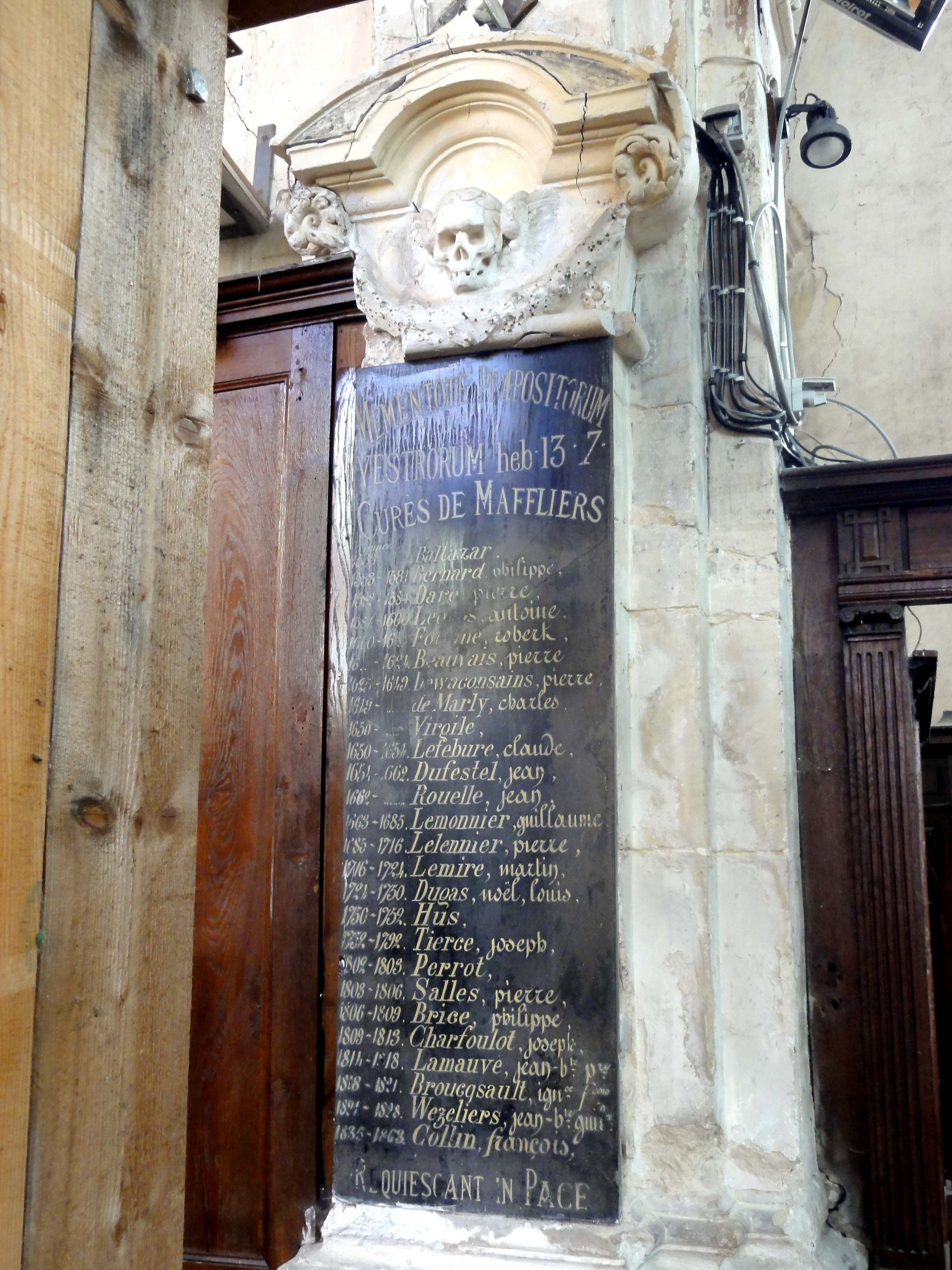
Plaque des curés.

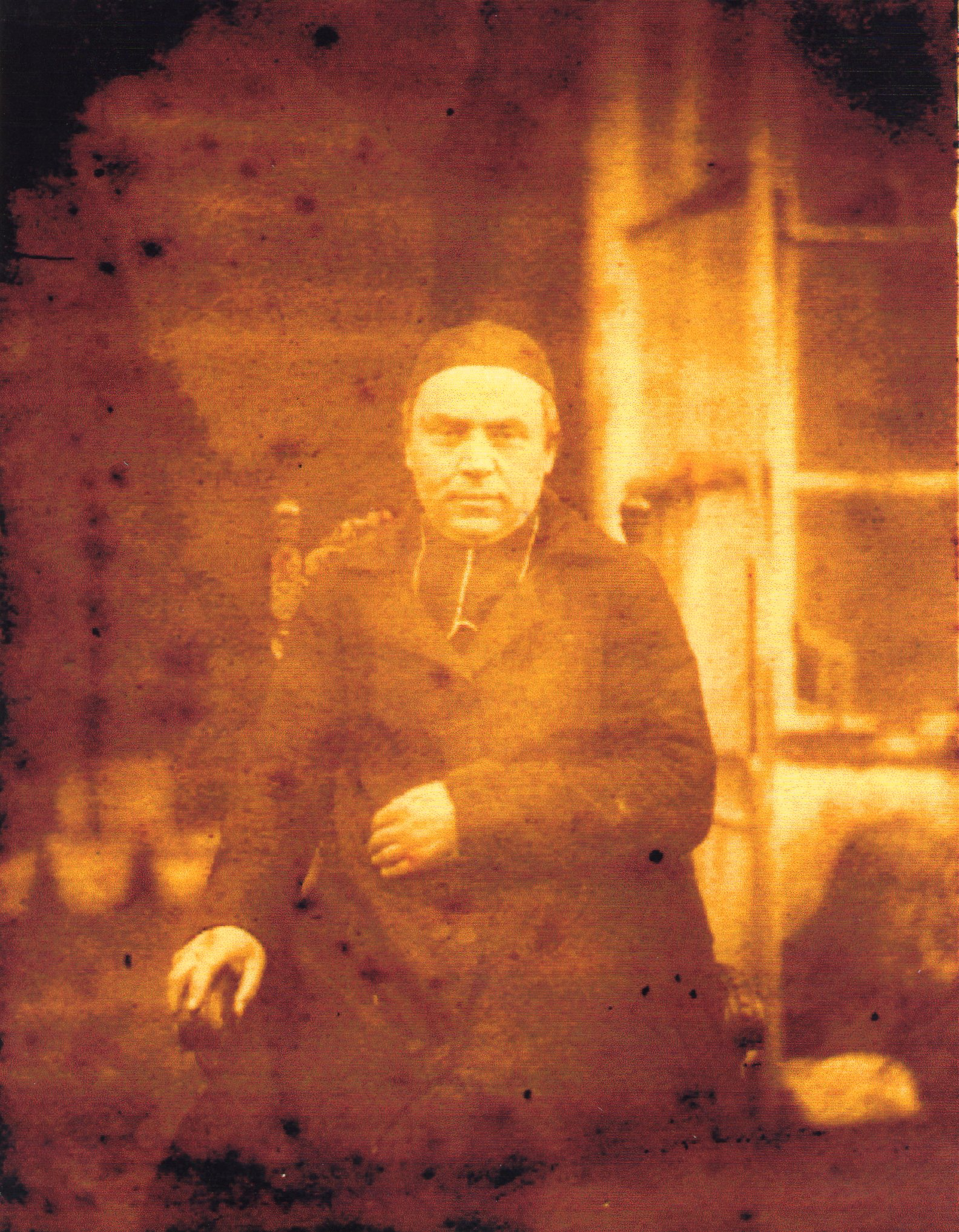
L'abbé Collin, curé de Maffliers de 1835 à 1863.

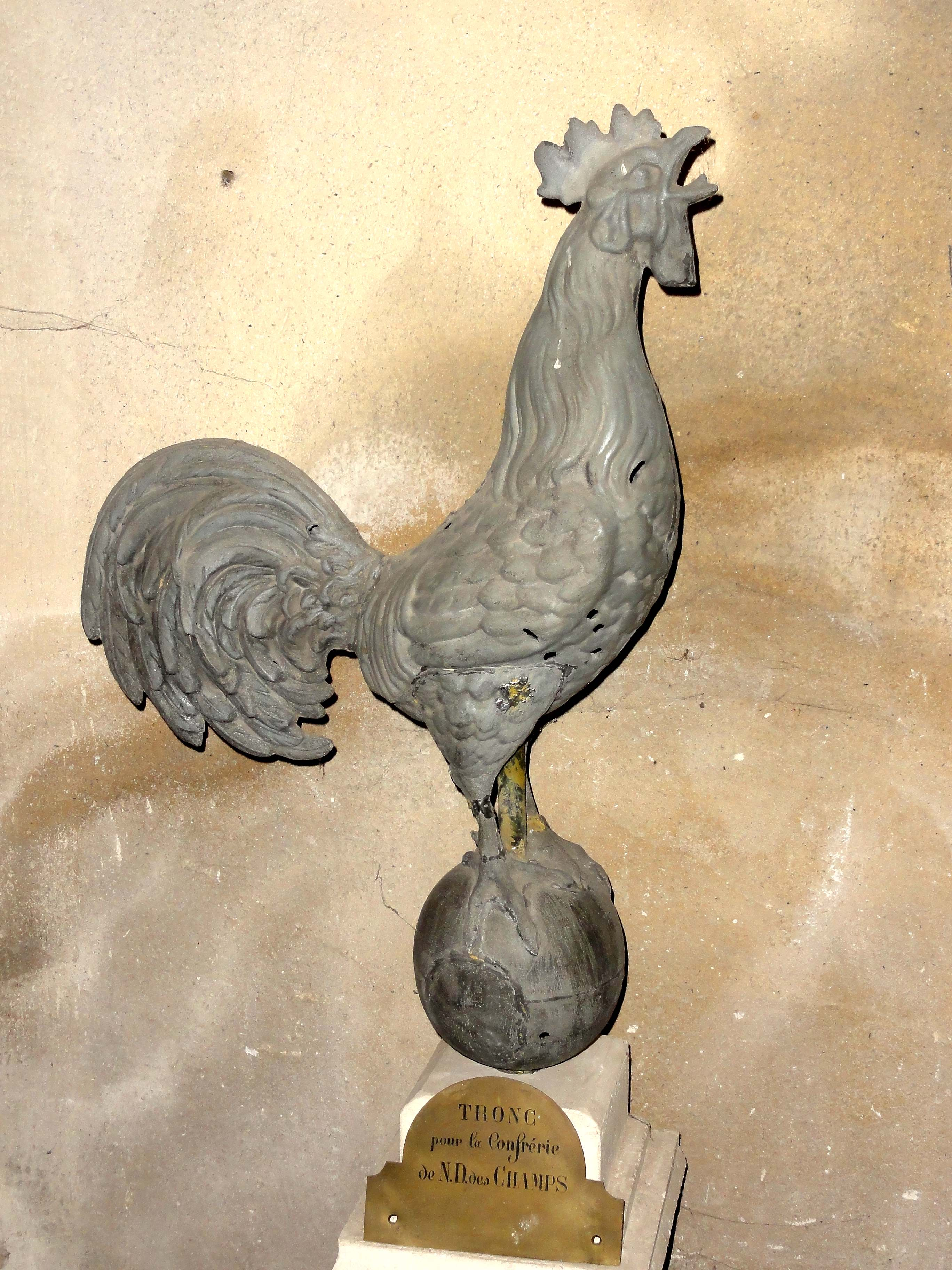
Coq-girouette du clocher.

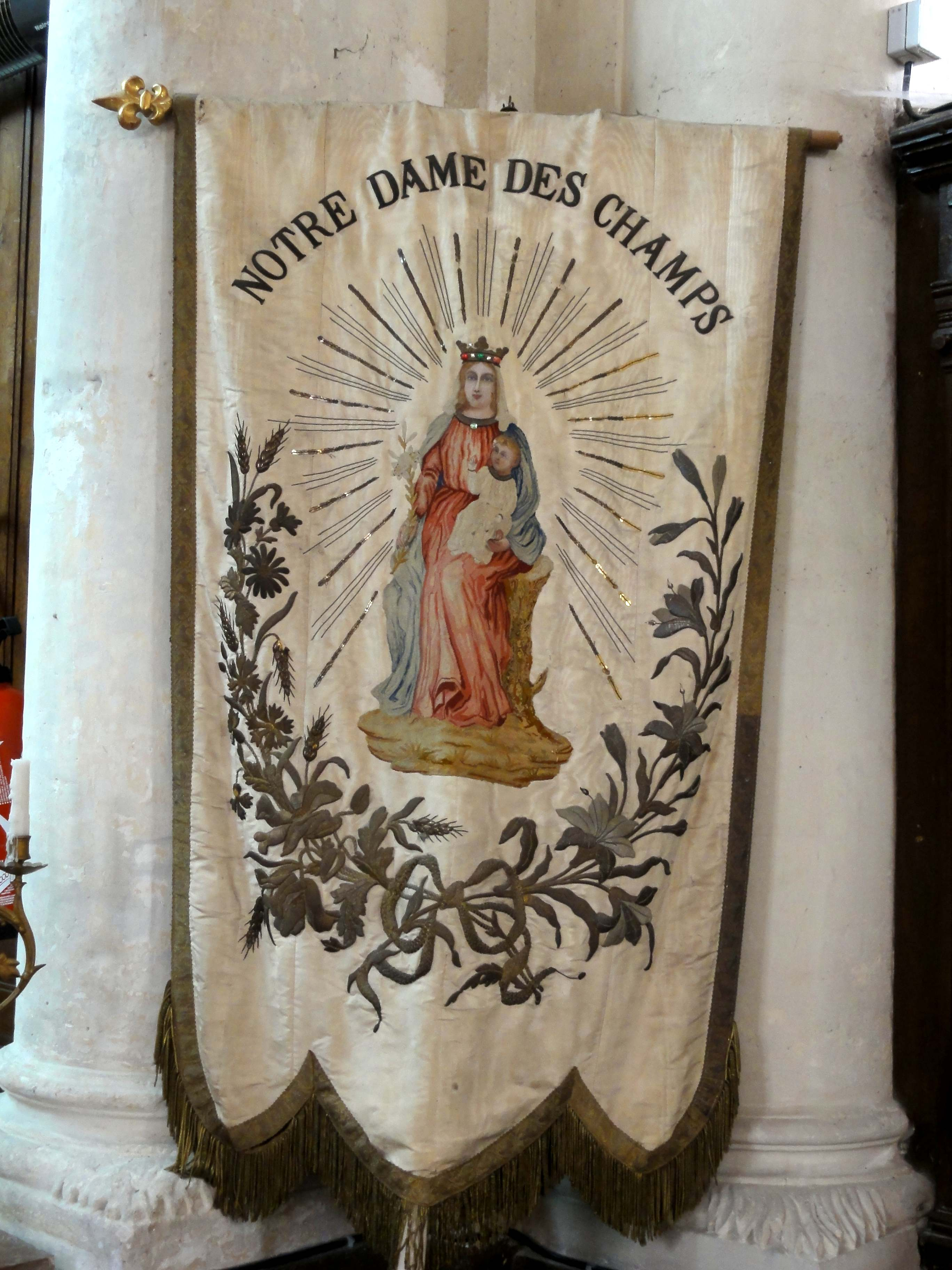
Bannière de procession - Notre-Dame-des-Champs.

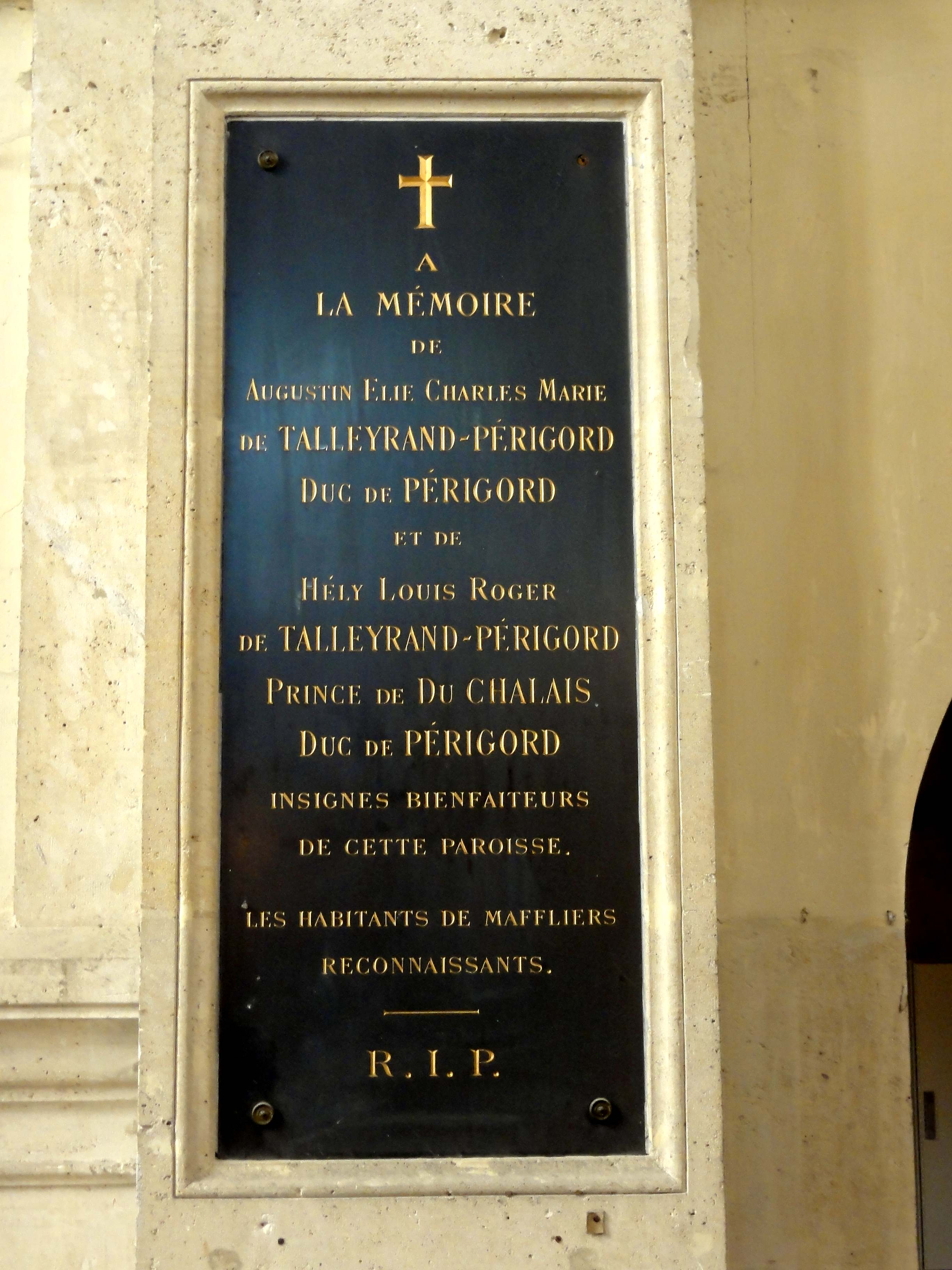
Plaque commémorative pour le duc de Périgord et le prince du Chalais.

Maffliers est mentionné pour la première fois dans un acte de l'abbaye de Saint-Denis de 832, qui règle les détails du partage des revenus entre les moines et l'abbé Hilduin. Celui-ci assigne aux moines plusieurs villages pour leurs besoins en vêtements et chaussures, dont Maffliers et plusieurs localités voisines. L'abbaye bénédictine devient donc seigneur de Maffliers en partie. Les termes du partage des biens sont approuvés par une charte donnée par Charles II le Chauve en 862. La date de fondation de la paroisse est inconnue. Dominique Foussard la situe au XIIe siècle, sans qu'il soit possible de savoir comment se justifie son hypothèse. Le premier lieu de culte catholique ne se situe probablement pas à l'emplacement de l'église actuelle, mais à mi-chemin entre le village et l'ancienne route nationale 1, aux bords de l'actuelle rue de Beaumont. C'est la chapelle connue comme Notre-Dame-des-Champs, qui est entourée d'un cimetière attesté par des fouilles, et nommée « vieille Église des Champs » dans un acte de 1368. Cette chapelle est à nef unique, avec une chapelle latérale du côté nord, et abrite un Saint-Sépulcre avec des statues en bois de grandeur presque naturelle. Le clocher est bâti (ou rebâti) en 1647. Sous la Révolution française, la chapelle est vendue comme bien national et démolie. Au milieu du XIXe siècle, le mur du cimetière est encore debout, et selon l'abbé Collin, curé de Maffliers à cette époque, des débris de colonnes, niches et statues avaient été employés pour ses fondations. Seulement la statue de la Vierge à l'Enfant vénérée dans la chapelle est sauvée, et transférée en l'église paroissiale, qui en tient son vocable d'usage. Les origines de l'église paroissiale remontent seulement au XVe siècle selon Éliane et Jean-Pierre Beau, voire au XIIIe siècle selon Dominique Foussard, et elle est dédiée à la Vierge Marie, sous le vocable particulier de Notre-Dame de l'Assomption. L'église se substitue apparemment une ancienne chapelle dédiée à Saint-Blaise,. Sous tout l'Ancien Régime, Maffliers relève du doyenné de Beaumont, de l'archidiaconé de Clermont et du diocèse de Beauvais.
Sous la Révolution française, en 1790, l'ensemble des paroisses du département de Seine-et-Oise sont regroupées dans le nouveau diocèse de Versailles, qui subsiste avec ces limites jusqu'en 1966. Le curé, l'abbé Joseph Tierce, d'origine picarde, prête serment à la constitution civile du clergé, mais se rétracte le jour même. Il meurt à Maffliers en 1792 à l'âge de soixante-dix-huit ans, et il lui est donc épargné de vivre l'interdiction du culte à l'automne 1793. En effet, cette restriction n'a pas d'impact direct sur la paroisse de Maffliers, car le successeur de l'abbé Tierce, l'abbé Parmentier, se marie avant la fin de l'année 1792, et il n'est plus remplacé. Le presbytère est vendu comme bien national en 1796. Après le Concordat de 1801, il faut attendre un an avant de trouver un nouveau curé, avec la personne de l'abbé Perrot, dont l'arrivée met un terme à une période de dix ans sans célébration eucharistique. Parmi les quinze curés qui se succèdent à la tête de la paroisse du XIXe siècle au cours du XIXe siècle, l'histoire retient surtout l'abbé François Collin, né le 17 juin 1808 à Voimhaut (Moselle). Sa première affectation est Goussainville, où il officie du 23 mars 1833 au 30 septembre 1835. L'abbé Collin est l'instigateur de la construction de la nef actuelle, et en tant que grand érudit, il laisse également un manuscrit volumineux sur l'histoire des seigneurs de Maffliers. Le presbytère étant en mauvais état, le duc de Périgord décide de racheter l'ancien presbytère en 1853, et le met à la disposition du curé pour un loyer symbolique. En 1863, l'abbé Collin meurt en raison de sa santé fragile. À partir de 1877, le curé de Maffliers dessert aussi l'église Saint-Claude de Nerville-la-Forêt. La paroisse de Nerville avait été érigé en 1867 à la suite de la création de la commune, qui était jusqu'en 1863 une dépendance de Presles, mais la petite taille du village ne justifie finalement pas l'affectation d'un prêtre.
En 1906, la loi de séparation des Églises et de l'État apporte l'expropriation du presbytère par la commune, mais Georges Provot l'achète en même temps que le château, et l'offre au diocèse. En 1946, le dernier curé de Maffliers, l'abbé Victor Auguste Barenton, né le 23 juin 1902, quitte Maffliers. L'église est désormais desservie par le curé de Montsoult, qui depuis 1920 est un pères Oratorien, car le noviciat et le séminaire de l'ordre sont implantés à Montsoult. C'est la naissance de l'actuel regroupement paroissial avec Baillet-en-France, Montsoult et Nerville-la-Forêt. Jusqu'en 1965, une procession en l'honneur de Notre-Dame-des-Champs a lieu le dernier jeudi de mars, proche de la fête de l'Annonciation (25 mars). Beaucoup d'enfants y participent. L'itinéraire comporte plusieurs stations-reposoirs, dont à la croix de Montsoult, à la villa Béthanie à Montsoult, à l'école Saint-Sulpice, etc. Les bannières utilisées lors de la procession sont aujourd'hui exposées dans la chapelle de la Vierge. En 1966, le redécoupage des départements d'Île-de-France apporte la création du département du Val-d'Oise et l'érection du diocèse de Pontoise, dont la paroisse de Montsoult fait désormais partie. Deux ans plus tard, le départ des Oratoriens de Montsoult entraîne la mutation d'un prêtre diocésain vers le secteur. Les curés nommés depuis 1968 sont l'abbé Harauchamps, l'abbé François Lecour et l'abbé Guibert,,. Aujourd'hui, les messes dominicales sont célébrées à Maffliers pas plus souvent qu'une fois par mois, le dimanche à onze heures, en remplacement de la messe de Montsoult.

### L'histoire de l'église
L'église actuelle s'élève probablement à l'emplacement d'une chapelle dédiée à saint Blaise. Une église dédiée à Notre-Dame est bâtie au XIIIe, ou au XVe siècle, en fonction des auteurs. Œuvre remarquable de la Renaissance, son chœur est rebâti sous le seigneur Claude de La Fayette, entre 1554 et 1556, quand l'abbé Philippe Bernard, natif de Baillet-en-France, est curé (son ministère dure de 1533 jusqu'en 1581). Éliane et Jean-Pierre Beau émettent l'hypothèse que Philibert Delorme soit l'architecte, sans que l'on sache pour quelle raison. Dominique Foussard ne tient pas compte de cette hypothèse. — La Fayette se serait engagé de reconstruire aussi le reste de l'église sur un plan judicieux, et dans cette prévision, la fabrique lui aurait abandonné toutes ses dîmes, à l'exception de deux muids de blé et d'un d'avoine. Mais une fois le chœur terminé, il refuse de tenir son engagement, et se convertit vers le Calvinisme. Quand il meurt en 1583, les honneurs de la sépulture chrétienne lui sont refusés. L'église est achevée sous l'initiative de l'abbé Bernard, qui aurait financé le clocher, bâti en 1574, sur des propres deniers. Le nom du curé se lit sur une poutre de la charpente,. Le 2 février 1701, une tempête d'une rare violence s'abat sur Maffliers, et l'église est endommagée. Sa nef n'est apparemment jamais correctement réparée. Au milieu du XIXe siècle, elle menace ruine. Elle est considérée comme « une masse de constructions sans goût et sans élégance » par l'abbé Collin, et les différents architectes consultés estiment que le temps est venu pour la faire rebâtir entièrement. Selon un plan dressé au début de l'année 1859, la nef comporte quatre travées, et s'accompagne de deux bas-côtés. Le bas-côté nord fait suite à la chapelle au nord du chœur ; il se rétrécit successivement vers l'ouest, et ne compte que trois travées. L'emplacement de la première travée est occupé par le clocher actuel. Contrairement à la nef actuelle, la façade est située en avant du clocher. La nef est plus étroite que le chœur, de sorte que ses grandes arcades du sud ne concordent pas avec le mur méridional du chœur, et que le bas-côté sud débouche sur le chœur.
Le projet du remplacement de la vieille nef se concrétise à partir du milieu des années 1850. Deux options sont examinées : suivre le plan indiqué par le chœur de la Renaissance, avec une nef plus large que l'ancienne, et deux bas-côtés faisant suite aux chapelles, ou se contenter d'une nef unique, en observant également la hauteur et la largeur du vaisseau central du chœur. Même cette dernière option, plus économique, dépasse les moyens de la paroisse. Finalement, Augustin Élie Charles Marie de Talleyrand-Périgord, duc de Périgord offre les 150 000 francs portés sur le devis de l'architecte Prévost. Le chantier démarre le 1er mars 1859. Malheureusement, les ouvriers commettent une négligence et ne donnent pas la largeur prévue à la nef, qui devient de 60 cm moins large que prévu par le devis. L'erreur n'est découverte que quand les murs s'élèvent déjà à une hauteur de trois mètres. L'inauguration est célébrée le jour de la Toussaint, le 1er novembre 1859. En 1874, la maçonnerie de la chapelle latérale sud du chœur, primitivement dédiée à Saint-Michel archange, est entièrement reprise, et la voûte est consolidée. La statue de Notre-Dame-des-Champs, retrouvé des combles et restauré par l'abbé Gallet, curé de Presles, y est placée, et la chapelle est désormais dédiée à la Vierge. La chapelle latérale nord est également fortement restaurée au XIXe siècle. Initialement dédiée à saint Blaise, puis passée au titre de Saint-Nicolas et enfin au vocable de Sainte-Anne, elle devient la chapelle Sainte-Cécile après la restauration. Celle-ci est financée en effet par Julie Courmont, née Lutton, propriétaire du domaine de Montbrun, qui offre un vitrail au sujet de sainte Cécile, qui y est représentée sous les traits de sa sœur Cécile, morte à l'âge de vingt ans. Le clocher est en grande partie rebâti en 1882. Les vitraux de la nef sont inaugurés le 4 août 1912 par l'abbé Delanoue. Le dallage de l'allée centrale est refait en 1930. De nouveaux fonts baptismaux sont installés sous le père de Josez, entre 1953 et 1958.
En 1971, l'église se trouve de nouveau dans un état de délabrement qui motive sa fermeture au public au mois d'octobre. Elle est inscrite au titre des monuments historiques par arrêté du 28 juin 1974. Grâce aux efforts du maire, M. Marin, des travaux de restauration peuvent être engagés en septembre 1980. Dans ce contexte, la sacristie et un local pour les cantonniers au pied de l'abside, à l'emplacement de l'ancien ossuaire du cimetière, sont démolis. Le terrain au sud de l'église, qui correspond à l'ancien cimetière supprimé en 1843 et à l'ancienne cour de récréation de l'école, est nivelé et réaménagé en place publique. Ces travaux imprudents affectent la stabilité du chœur, dont les fondations sont insuffisantes, et un cintrage en béton armé doit être réalisé autour du chœur de toute urgence. La réouverture au culte est célébrée le 4 juin 1983 par un concert organisé par l'association Notre-Dame-des-Champs. Vers 2006, des problèmes de stabilité apparaissent de nouveau dans le chœur, et sa première travée doit être étayée par une complexe structure en charpente, qui comporte en hauteur un plancher afin de prévenir la chute de claveaux de la voûte. La visibilité du sanctuaire se trouve ainsi entravée.

## Description

Plan de l'église.

### Aperçu général
Irrégulièrement orientée vers le nord-est du côté de l'abside, l'église répond à un plan assez simple sans bas-côtés ni transept. Elle se compose d'une nef de quatre travées ; d'un chœur de deux travées, dont la seconde est une abside à pans coupées ; et de deux chapelles basses au nord et au sud de la première travée du chœur. La première travée de la nef est en grande partie occupée par une tribune bâtie en dur, ainsi qu'au nord, par la moitié du clocher, qui fait largement saillie au nord. La base du clocher abrite la chapelle des fonts baptismaux. La sacristie, qui se situait au sud de la dernière travée de la nef et à l'ouest de la chapelle latérale sud, a été démolie en 1980. La nef est recouverte d'une fausse voûte en berceau en bois plâtré ; les parties orientales sont voûtées d'ogives. Le portail occidental constitue l'unique accès à l'église.

### Intérieur

#### Nef et base du clocher

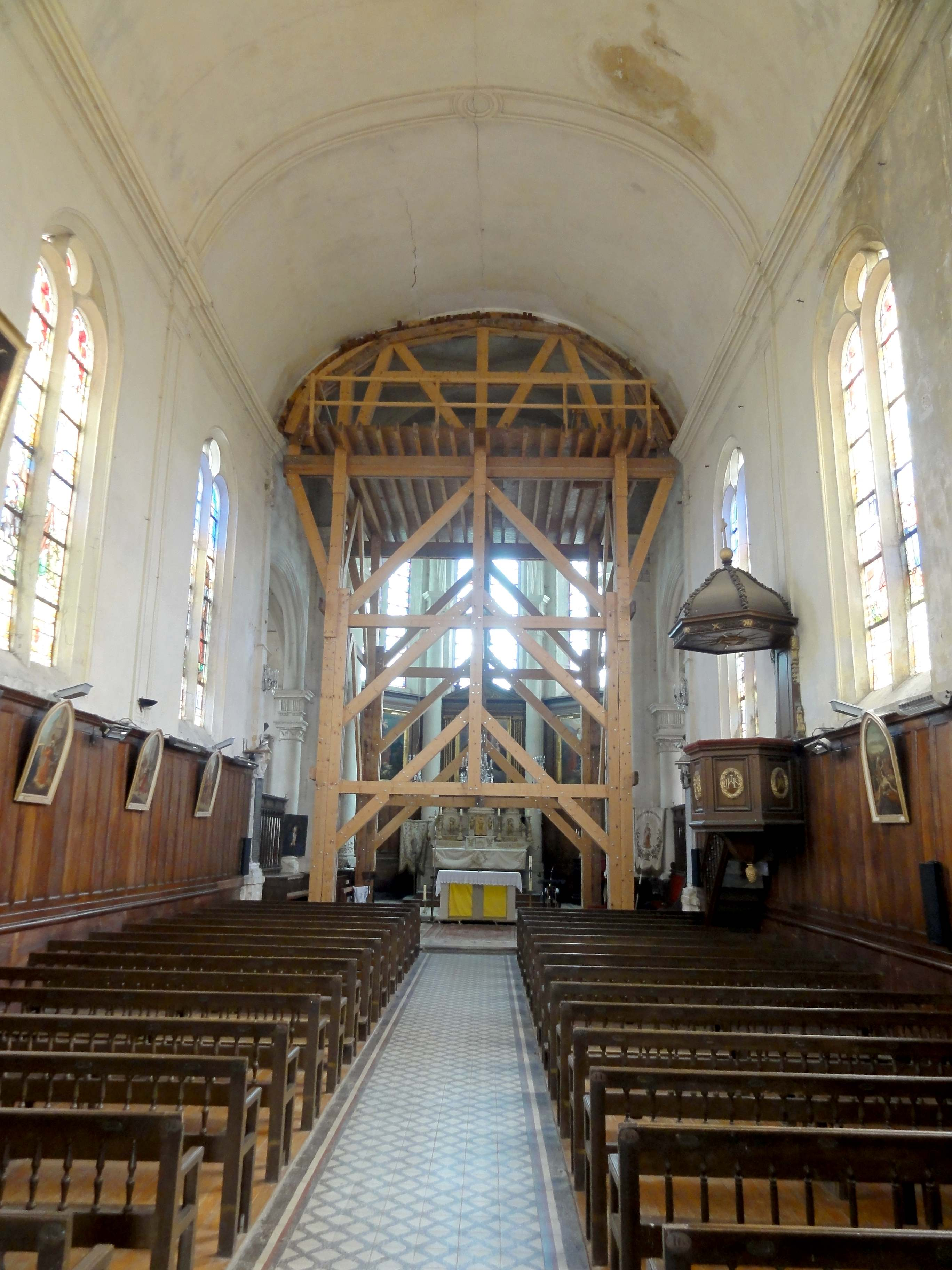
Nef, vue vers l'est.

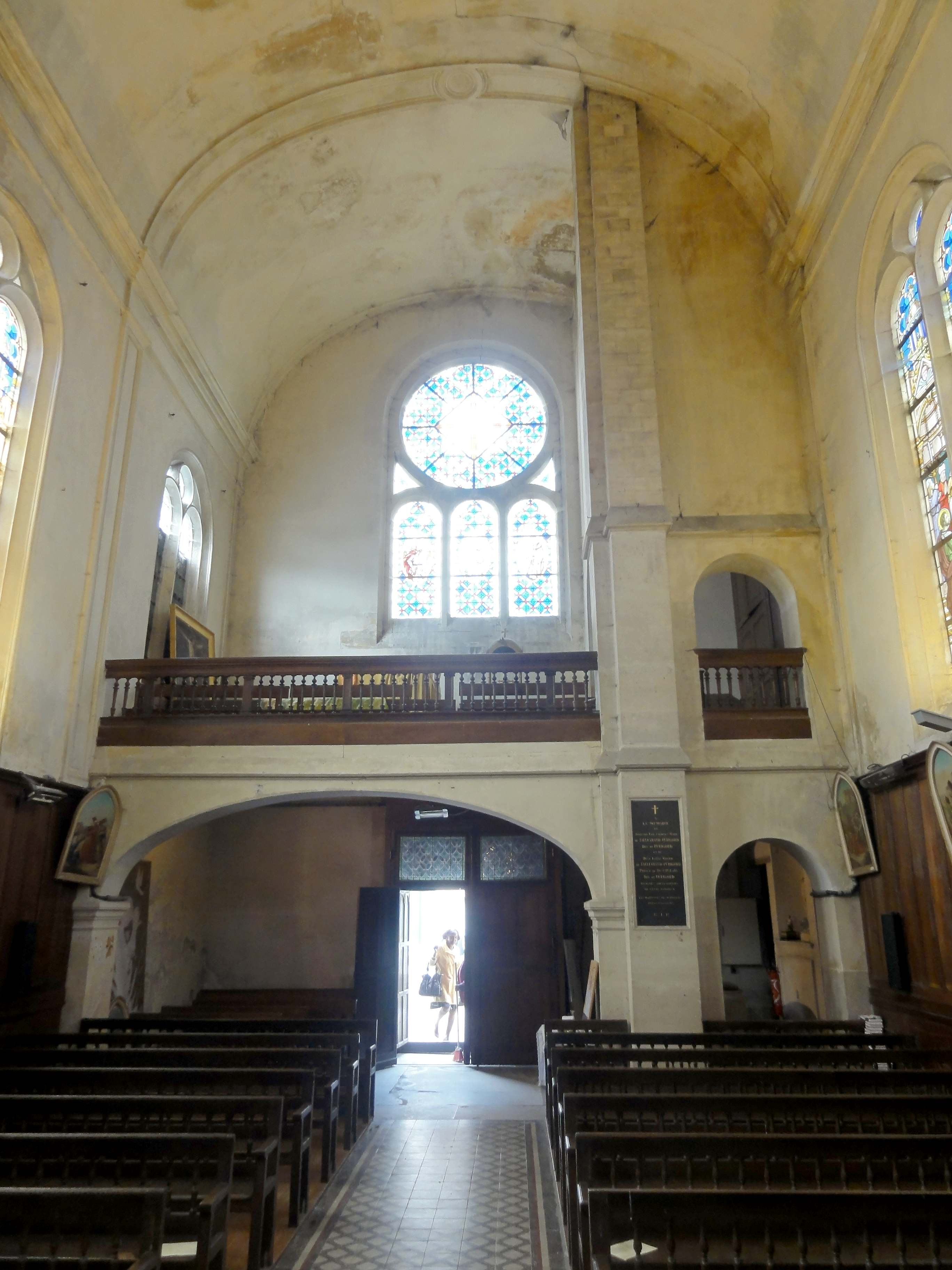
Nef, vue vers l'ouest.

La nef surprend par sa hauteur et sa largeur, surtout si l'on considère la taille modeste du village, qui ne compte que cinq cents habitants environ au moment de sa construction en 1859. On comprend que l'abbé Collin écrit au lendemain de son inauguration, plein d'enthousiasme, que « c'est un genre de petite cathédrale ». Si cette comparaison ne vaut pas pour les richesses de l'architecture, qui est sobre, elle prend tout son sens si l'on compare l'église de Maffliers à celles des églises voisines, telles que Presles et Montsoult. L'abbé Collin a le mérite d'avoir insisté sur la nécessité d'aligner la nef sur la hauteur et la largeur du chœur, en dépit du manque de moyens de la paroisse, ce qui ouvre entièrement la vue sur l'intéressant ensemble de la Renaissance, contrairement à des églises qui conservent des nefs très anciennes ou sommairement construites, telles que Chennevières-lès-Louvres, Roissy-en-France, où le chœur paraît souvent replié sur lui-même, et n'est que partiellement visible pour les fidèles. En même temps, l'architecte a su adapter le style de la nef à celui du chœur, sans chercher à l'imiter, et sans succomber à la tentation, fréquente à l'époque de l'historisme, d'un décor surabondant et d'un pastiche architectural de mauvais goût. Le regard reste attiré par le chœur, conformément à sa vocation de sanctuaire et lieu de la célébration eucharistique. Le délai de construction extrêmement bref de seulement neuf mois n'a pas non plus apporté des simplifications dommageables pour l'esthétique de l'espace intérieur ou d'autres négligences, sauf celle d'avoir bâtie la nef de 60 cm trop étroit.
Au nord et au sud, les fenêtres prennent appui sur un haut soubassement, qui représente un peu moins qu'un tiers de la hauteur des murs gouttereaux, et laisse assez de place aux surfaces vitrées. Les fenêtres ont la même largeur que dans l'abside et au nord et au sud des chapelles, et présentent le même remplage de type Renaissance. Il se compose de deux formes en plein cintre surmontées d'un oculus allongé, comme réminiscence du soufflet gothique flamboyant, et de deux écoinçons ajourés, qui se substituent aux mouchettes flamboyantes (qualifier les oculi en forme de cœur est inadéquat). Les meneaux sont aigus, comme à la période flamboyante, et les baies sont entourées d'une gorge (ce n'est pas le cas de la baie occidentale). Les travées sont séparées par des pilastres assez discrets, qui supportent un entablement ébauché, avec une double corniche moulurée. Au-dessus des pilastres, la voûte en berceau en cintre légèrement surbaissé est scandé par de larges bandeaux moulurés, comme à Presles. Ces différents caractéristiques amènent Dominique Foussard à qualifier l'architecture de la nef de néo-classique, mais il n'y a pas de rupture de style avec le chœur, et tenant compte des fenêtres qui ont le style de la seconde moitié du XVIe siècle, l'on pourrait aussi parler de style néo-Renaissance. Dans la partie antérieure de la nef, où elle ne développe pas sa pleine largeur en raison de la présence du clocher au nord, des dispositions particulières s'imposaient. Pour ne pas faire apparaître le clocher comme un corps étranger, sa base et son premier étage sont ajourés d'arcades en plein cintre, et les contreforts sont plats. Le reste de la première travée de la nef est recouverte d'une tribune, avec un plancher en bois et une balustrade ajouré en bois, mais une large arcade en cintre surbaissé comme support, au même plan que le mur oriental du clocher. L'accès à la tribune se fait par l'escalier du clocher, dont la porte se trouve au nord de la première travée, à côté d'une niche à statue en plein cintre. Les fonts baptismaux du milieu des années 1950 ont trouvé leur place ici. En haut de la tribune, le mur est percé d'une vaste fenêtre en plein cintre, dont le remplage se compose de trois formes en plein cintre surmontées d'un grand oculus.

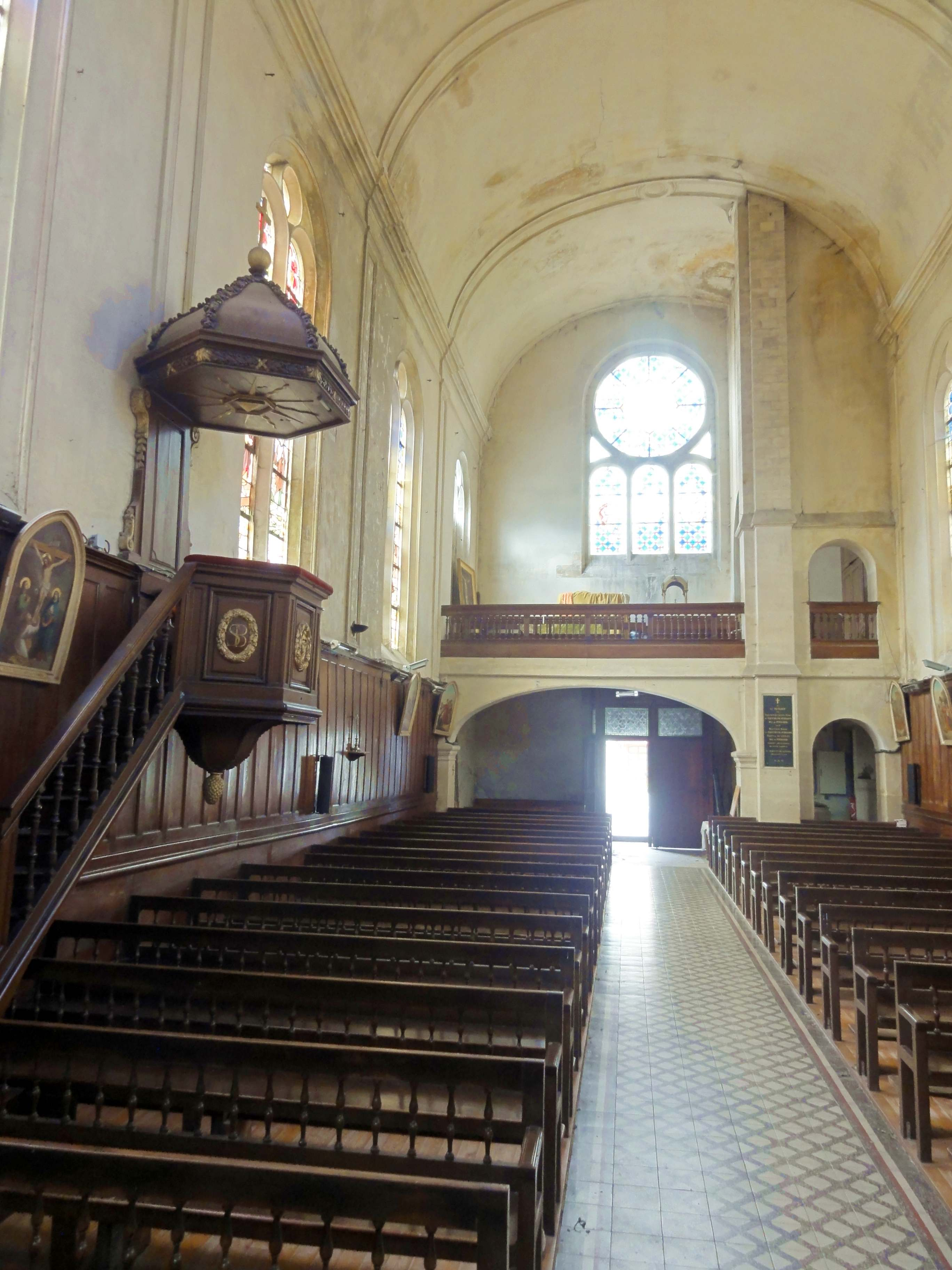
Nef, vue vers l'ouest.
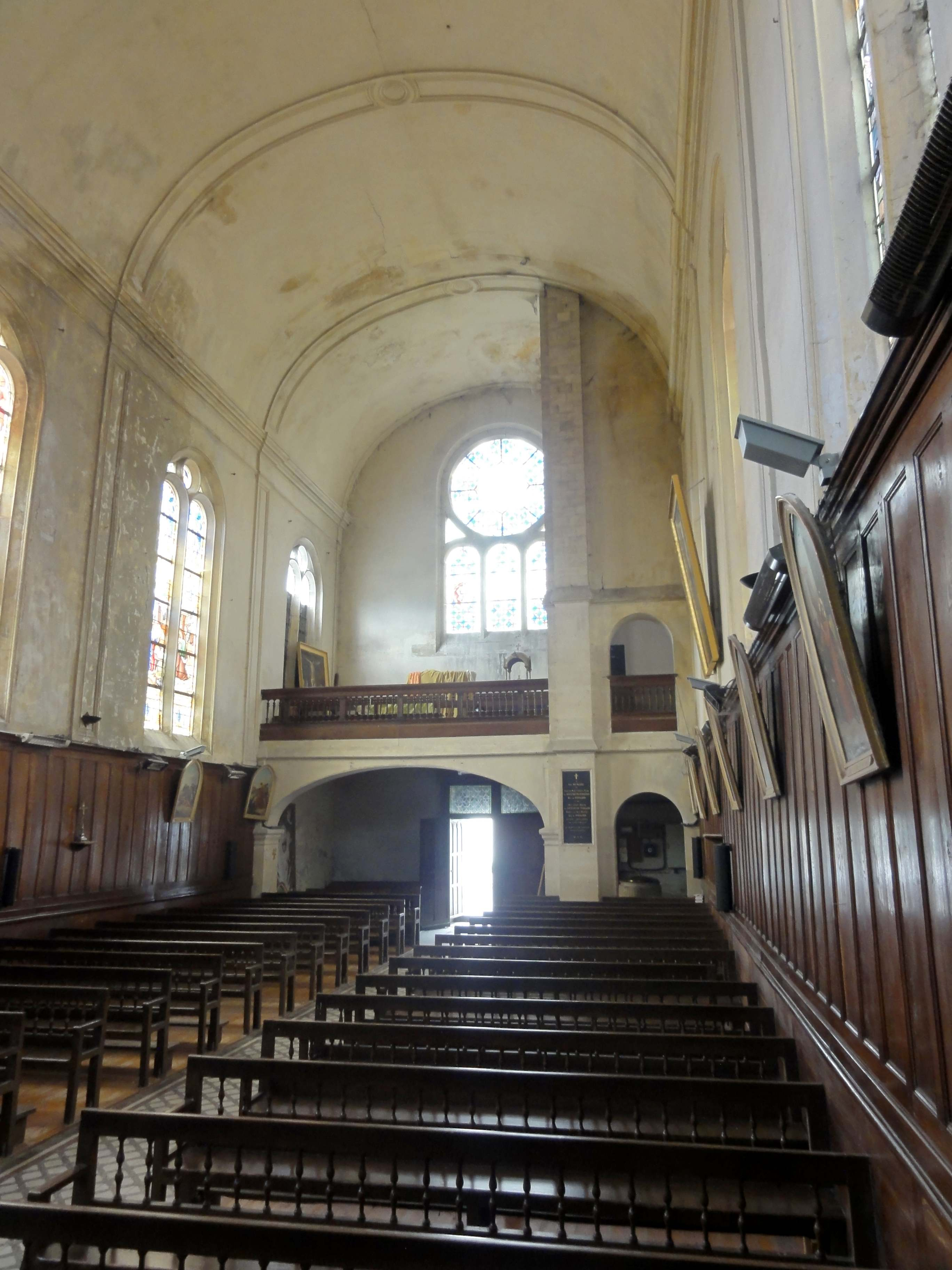
Nef, vue vers l'ouest.
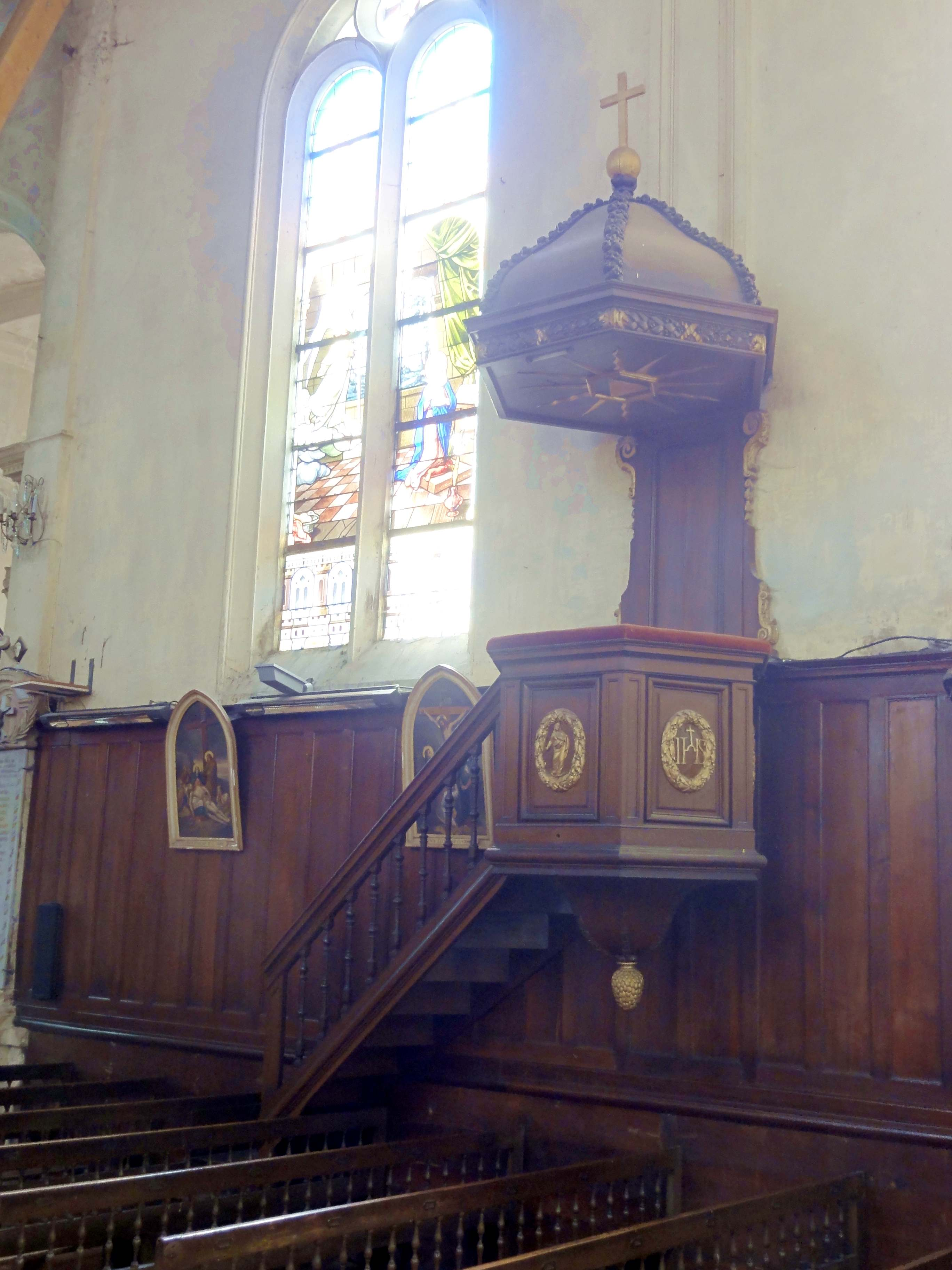
Chaire à prêcher.
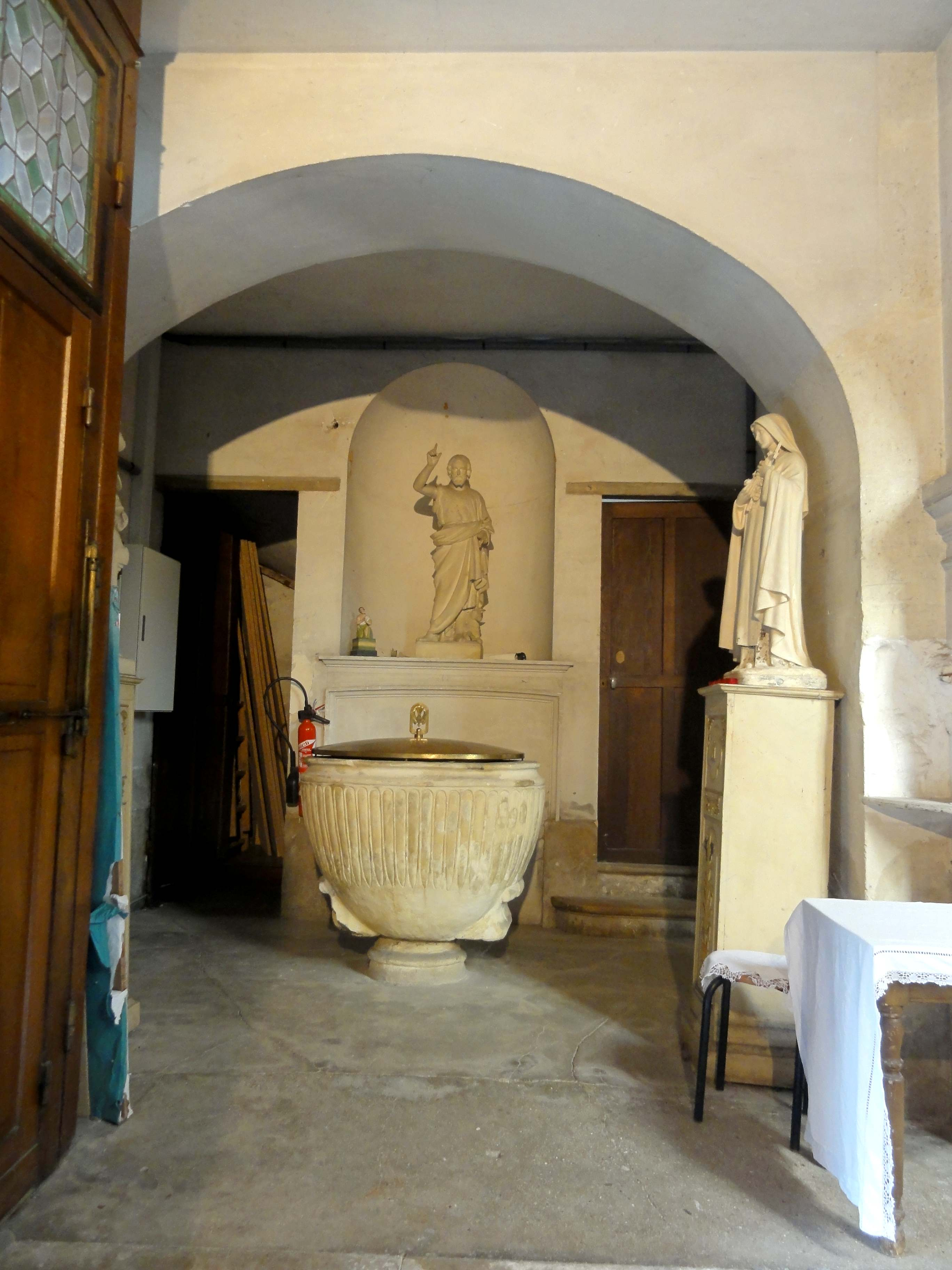
Base du clocher.
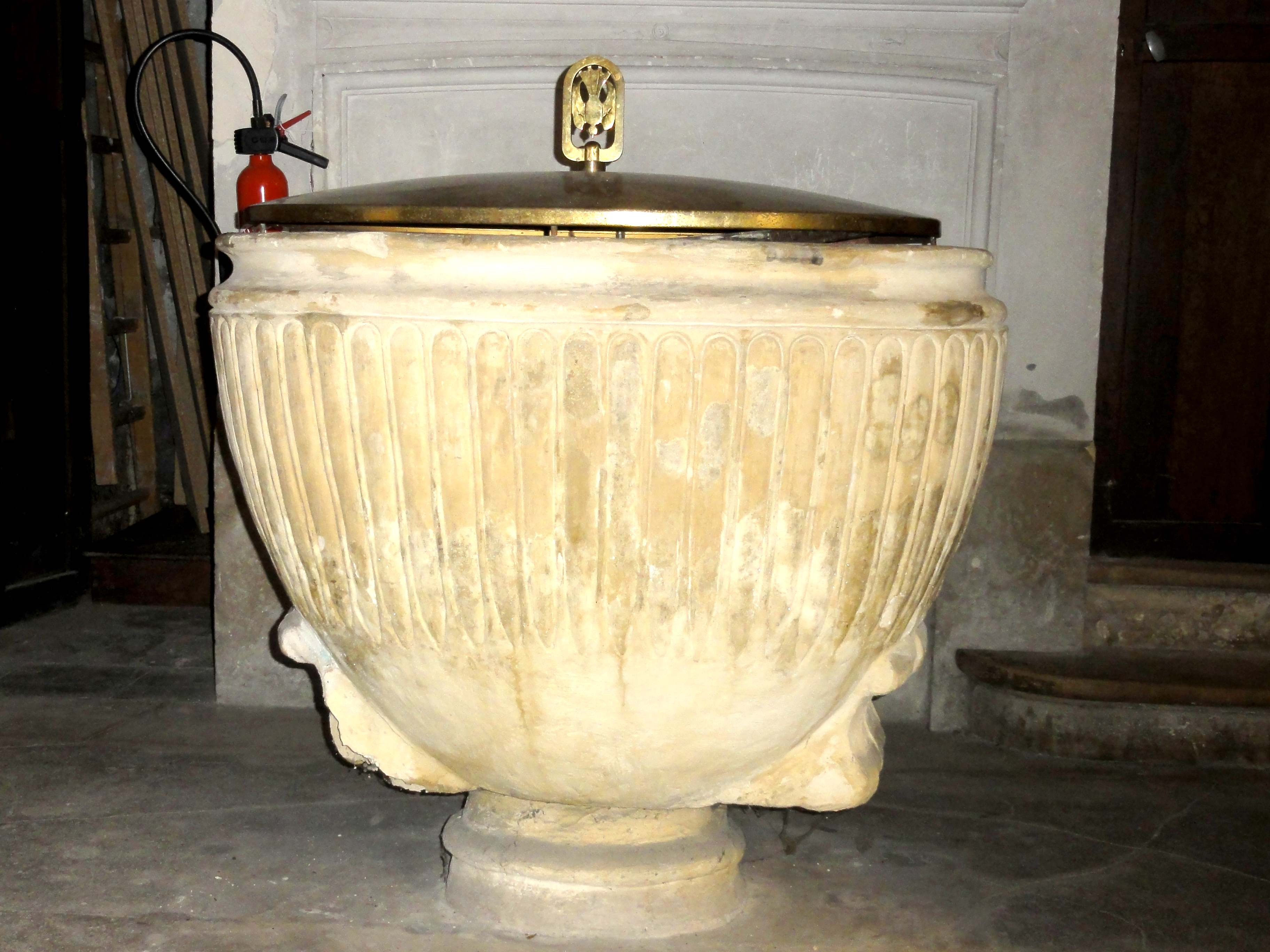
Fonts baptismaux.

#### Chœur

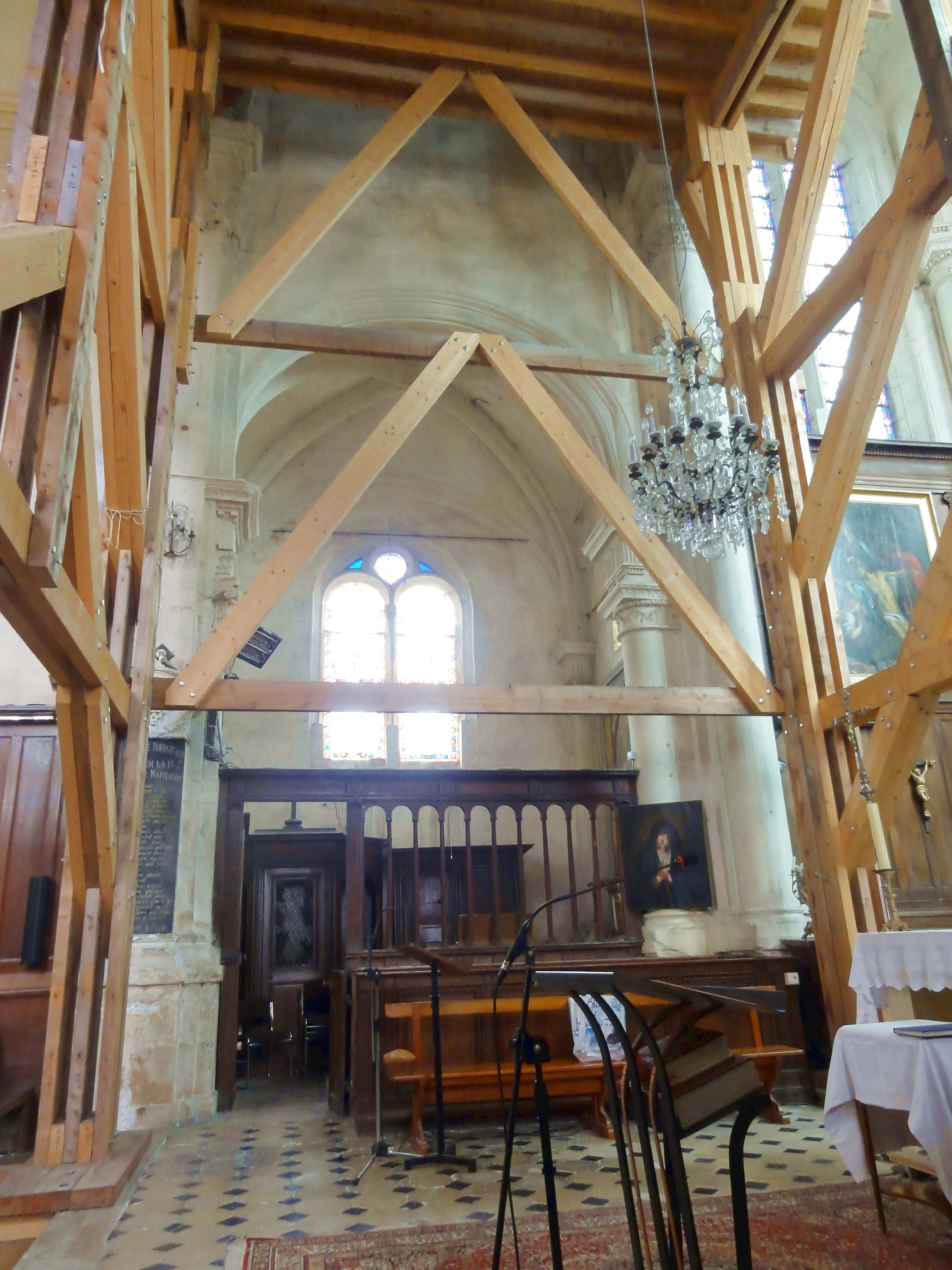
1re travée, vue vers le nord.

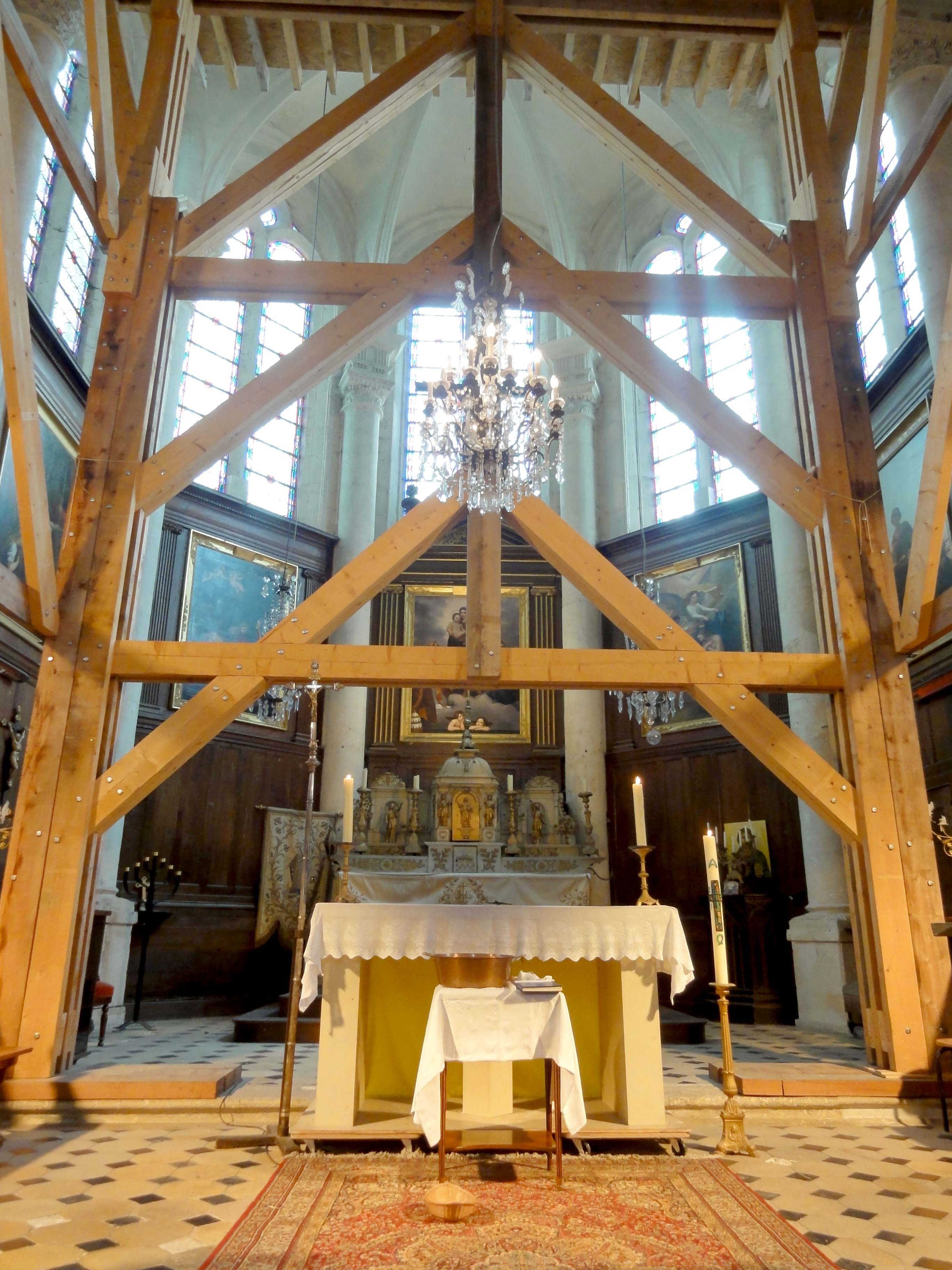
Abside.

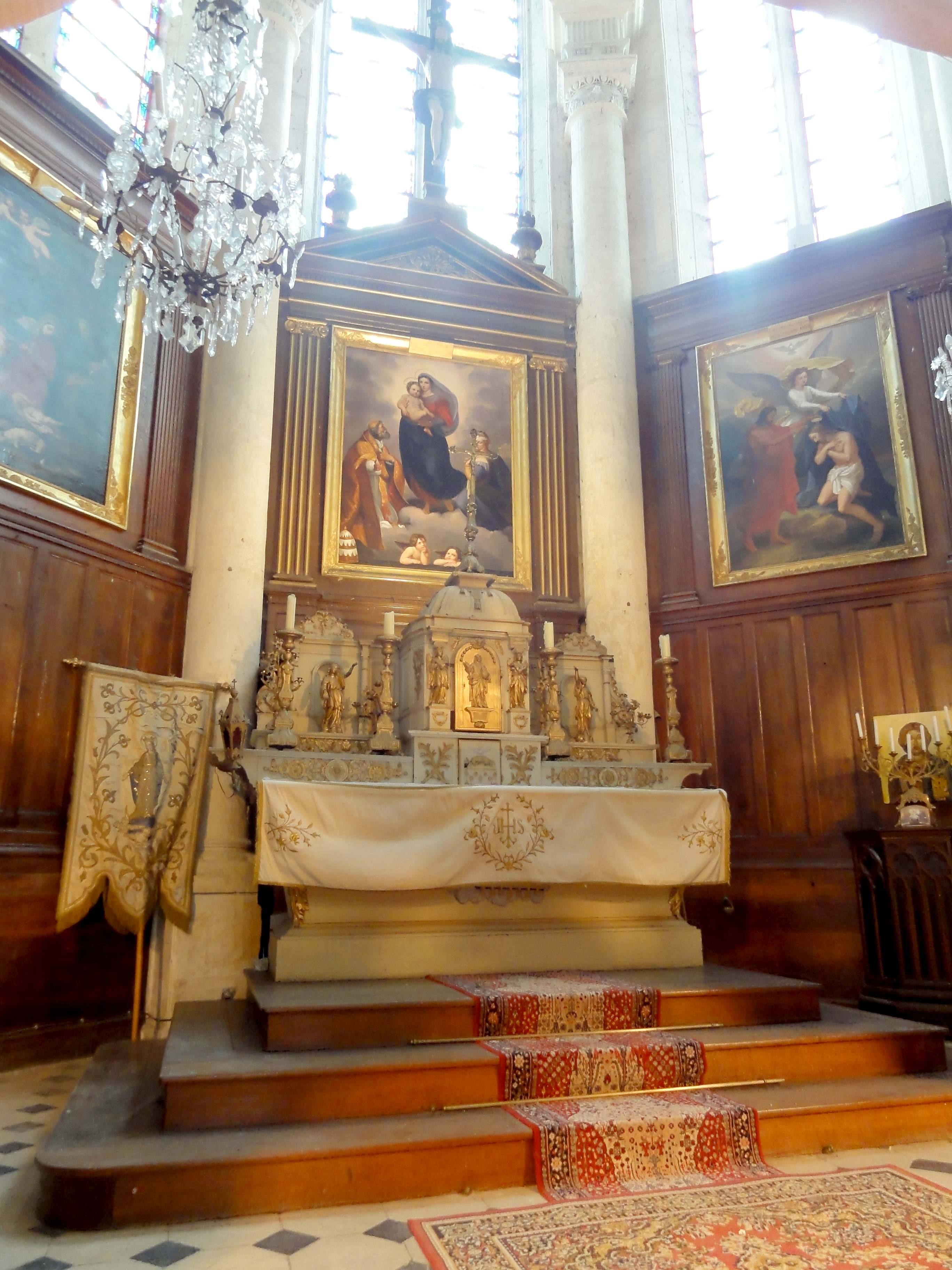
Maître-autel et retable.

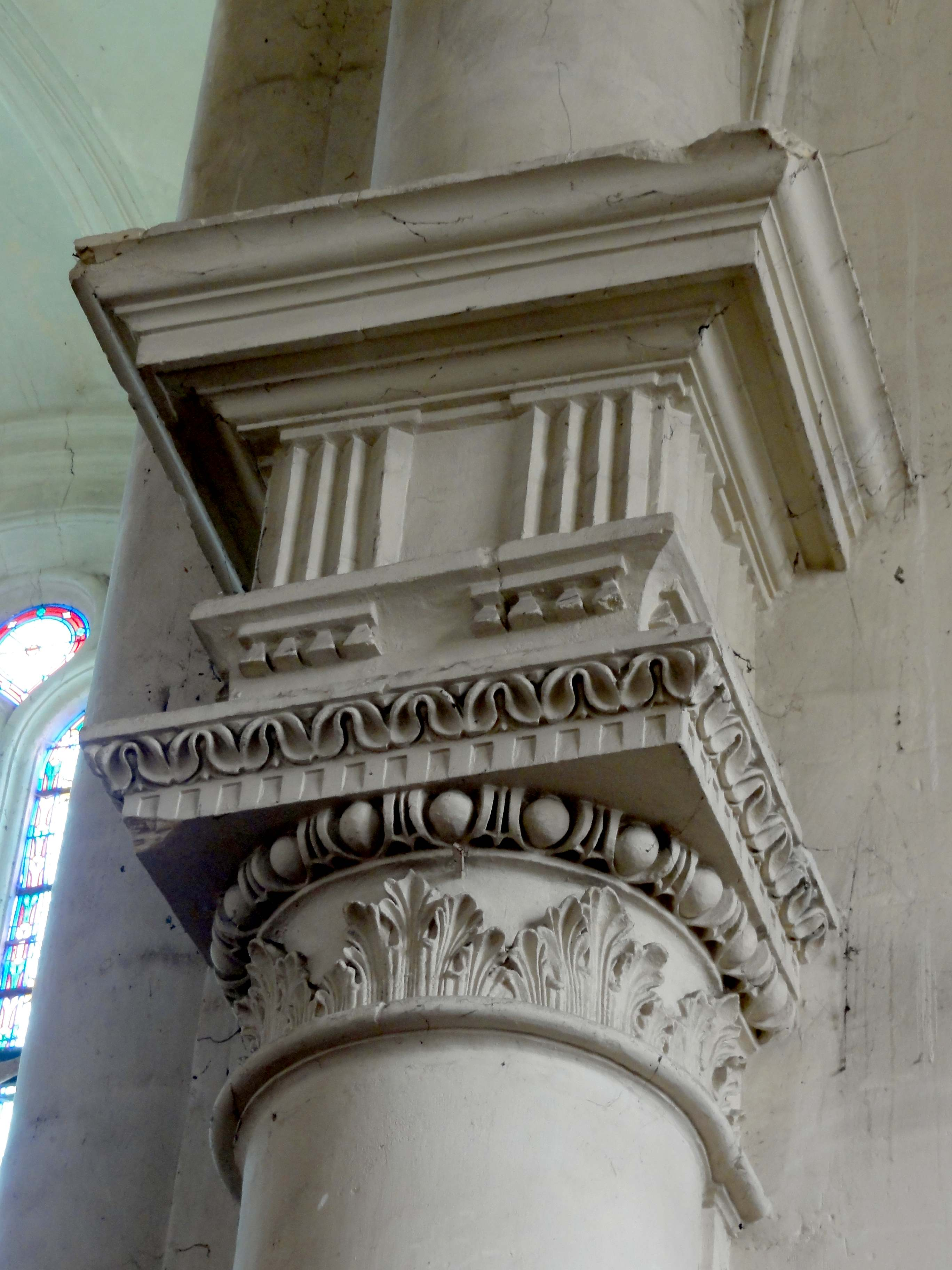
Chapiteau dorique.

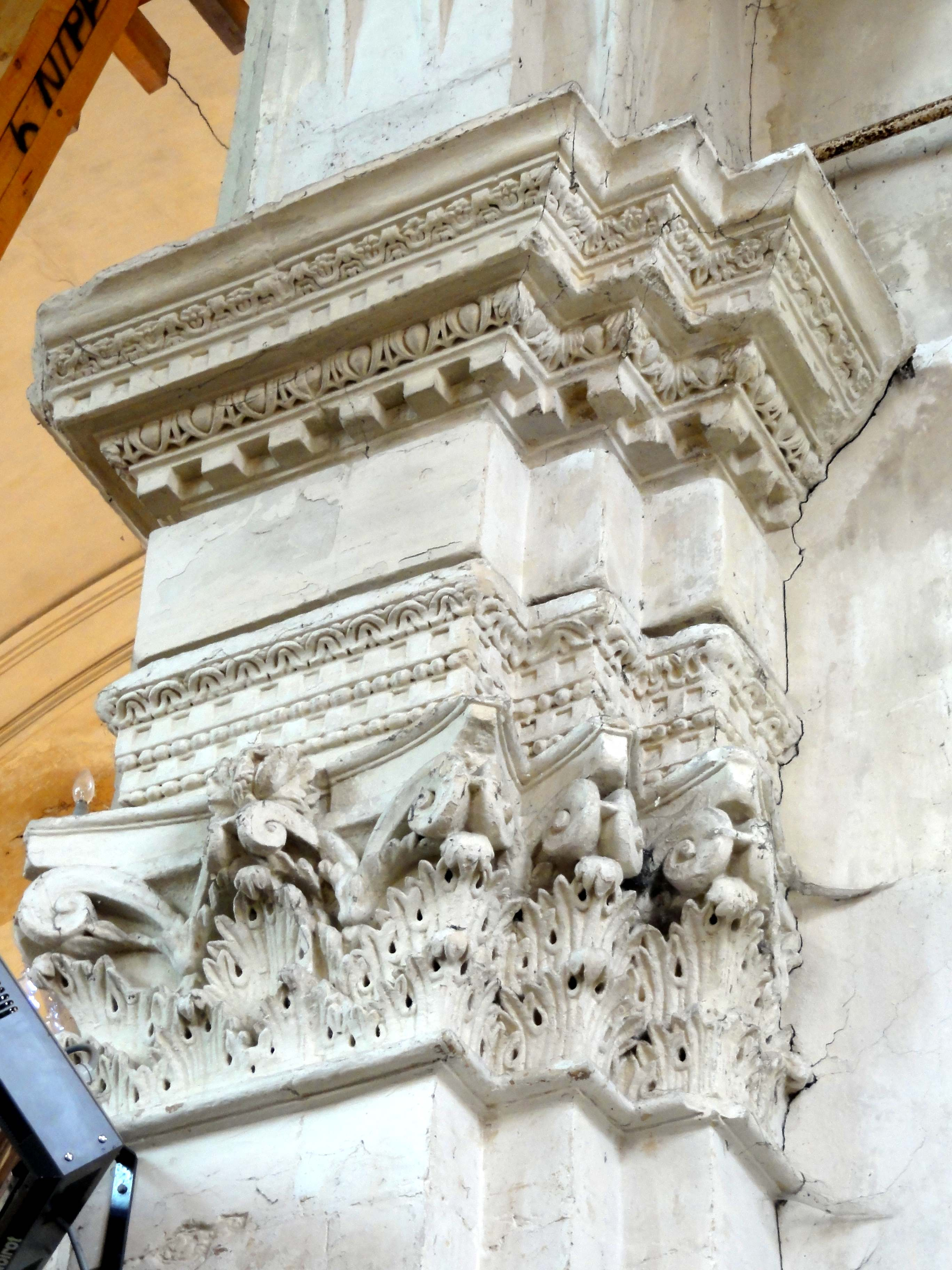
Chapiteau corinthien.

Le chœur est élancé et lumineux, et de proportions heureuses. Dominique Foussard souligne le grand intérêt de cet ensemble de la Renaissance. Dans la première travée, les grandes arcades ouvertes sur les chapelles donnent l'illusion d'une croisée du transept, puisque la nef ne possède pas de bas-côtés. La hauteur des grandes arcades correspond aux trois quarts de la hauteur sous le sommet de la voûte. Même s'il n'y a pas de fenêtres au-dessus des chapelles, la faible ampleur accordée à l'étage des murs hauts ne fait pas regretter l'absence de jours sur l'extérieur. Dans l'abside, les cinq pas ont tous la même envergure, contrairement à Attainville par exemple, où la partie droite est plus courte, ou à Presles, où elle n'est pas seulement plus courte, mais également aveugle ; sans parler du Plessis-Gassot, où la partie droite fait défaut. L'architecte n'a pas non plus adopté un plan à hémicycle, qui se trouve à Groslay et Roissy-en-France. L'abside est donc assez profonde, et forme une travée à part entière, comme à L'Isle-Adam et au Mesnil-Aubry. Aujourd'hui, les soubassements des fenêtres paraissent anormalement élevés, et semblent représenter la moitié de la hauteur du chœur, mais c'est le résultat de l'installation des boiseries avec leurs cinq tableaux de retable. Les fenêtres sont ainsi bouchées sur les deux cinquièmes de leur hauteur. Sinon, le chœur se caractérise par la superposition de deux ordres au niveau de l'arc triomphal uniquement ; par les six colonnes cylindriques fortement saillantes qui soutiennent l'arc-doubleau intermédiaire et la voûte de l'abside ; et par l'emploi systématique de l'arc en plein cintre, tant pour les voûtes que pour les arcades et les fenêtres.
Le voûtement est en même temps toujours influencé par le style gothique flamboyant. La voûte d'ogives reste d'emblée identifiée au style gothique, mais la pénétration des nervures dans un fût rond est typiquement flamboyante, de même que le profil aigu des nervures. Avec l'existence de chapiteaux et tailloirs, il n'y aurait pas eu lieu de prévoir des fûts, et le maître d'œuvre aurait pu faire retomber les nervures directement sur les tailloirs. L'on note aussi qu'il n'a pas pris le parti d'agrémenter les voûtes par des liernes et tiercerons, ou au moins par quelques liernes, contrairement à la règle au début de la Renaissance. La modénature prismatique aigüe s'observe aussi à L'Isle-Adam. En général, les profils perdent leur acuité dès la fin du règne de François Ier, et cède la place à une modénature méplate, comme à Attainville, Le Mesnil-Aubry, Le Plessis-Gassot et Mareil-en-France. Les clés de voûte sont également proches du modèle gothique flamboyant : celle de la première travée arbore un écusson martelé à la Révolution, et celle de l'abside est agrémentée d'un disque feuillagé. Parmi ces différents aspects, seulement la forme des supports de la voûte de l'abside peut être considérée comme faisant partie d'une signature artistique. L'on retrouve la même particularité dans l'église du Mesnil-Aubry, qui date en grande partie de la période comprise entre 1552 et 1567, et dont l'espace intérieur a été conçu par le maître-maçon luzarchois Nicolas de Saint-Michel. C'est également l'architecte d'Attainville, Le Mesnil-Aubry et Mareil-en-France. Dominique Foussard remarque que ce n'est qu'à Mareil-en-France, vingt-cinq ans après Maffliers, que Nicolas de Saint-Michel renonce à l'emploi systématique de l'arc brisé. Hormis avec l'église du Mesnil-Aubry, l'on peut trouver un lien de parenté avec l'église de Goussainville, à savoir l'emploi de bases attiques flanquées de griffes végétales aplaties, qui avaient disparu après la première période gothique, et qui ne font que timidement leur retour à la Renaissance,.
Mais les principales manifestations d'une signature artistique sont bien sûr les chapiteaux, qui sont richement moulurés et sculptés, et surmontés d'une section d'entablement, comme fréquemment à la Renaissance. En l'occurrence, les chapiteaux du second ordre peuvent être considérés comme doriques. Il n'y a pas de premier ordre sauf au niveau de l'arc triomphal, ainsi que dans les chapelles, mais le choix de l'ordre dorique pour ce niveau d'élévation est néanmoins étonnant, parce qu'il est réservé au premier niveau d'élévation selon les préceptes de l'architecture antique. La frise est revêtue de feuilles d'acanthe ; des rais de cœur se profilent dans l'échine ; et la corniche est ornée d'un rang de denticules ébauchées, et d'un rang de feuilles doubles délimitées par des successions d'hémicycles enchevêtres, les uns ouverts vers le haut, les autres ouverts vers le bas. (Des chapiteaux identiques existent à Conflans-Sainte-Honorine, Jouy-le-Comte et Villiers-Adam). Au-dessus, la section d'entablement présente une métope profilé de deux triglyphes à gouttes par face ; et une corniche fortement saillante. Comme particularité, les glyphes sont des arêtes, et non des rainures gravées, et les intervalles courts entre deux triglyphes ne laissent pas la place à des rosaces ou patères. Ces deux particularités ne parlent pas en faveur d'une attribution à Nicolas de Saint-Michel, qui préfère du reste les biglyphes. Pour venir à l'arc triomphal, il retombe sur des pilastres en lieu et place de colonnes engagées, et au niveau des grandes arcades, les pilastres sont interceptés par un chapiteau corinthien au tailloir richement sculpté, et une section d'entablement aniconique avec double corniche. L'emploi de l'ordre corinthien au premier niveau d'élévation est une liberté prise avec les conventions de l'architecture antique, qui réserve l'ordre corinthien au niveau d'élévation supérieur. L'on sait que Nicolas de Saint-Michel reste toujours fidèle à la règle de la superposition des ordres. L'architecte de l'église de Maffliers est donc un maître inconnu, qui applique les mêmes pratiques constructives, et qui est issu du même contexte culturel, tout en développant son propre style.

#### Chapelles
Puisque les supports du vaisseau central sont différents au niveau de l'arc triomphal et du doubleau intermédiaire, ceci vaut aussi pour les supports des grandes arcades vers les chapelles : à l'ouest, vers la nef, elles retombent sur des pilastres corinthiens, dont les chapiteaux sont surmontés de sections d'entablement, et à l'est, vers l'abside, elles retombent sur des chapiteaux doriques également surmontés de sections d'entablement, comme déjà décrits dans le contexte du chœur. Dans les autres églises de la région, il n'y a pas d'autres exemples de grandes arcades retombant sur des pilastres d'un côté et sur des colonnes engagées de l'autre côté, sans qu'il y ait eu un remaniement. Les supports corinthiens présentent la particularité d'un double ressaut à l'intérieur des chapelles, et trois volutes des chapiteaux se jouxtent ici, ce qui produit un bel effet plastique. Si la sculpture des corbeilles suit fidèlement le modèle antique, les tailloirs sont plus complexes : ils se composent, du haut vers le bas, d'un bandeau ; d'un rang d'oves dans l'échine ; d'un rang de denticules ébauchées ; d'un rang de perles ; d'un deuxième rang de denticules ébauchées ; et d'un autre rang de perles. Au-dessus, la frise de la section d'entablement est aniconique, mais comme à Presles, il paraît que les motifs d'origine, peut-être abîmés, ont été dissimulés sous une couche de plâtre. Comme déjà évoqué, la corniche est double, et fortement saillante, et se compose, du haut vers le bas, d'un bandeau en forme de doucine ; d'un rang d'oves comportant des fleurettes ; d'un rang de denticules ébauchées ; d'un rang de rais de cœur ; et d'un rang de denticules ordinaires. Malheureusement, comme le souligne Dominique Foussard, « il est malheureux que des dispositifs électriques très disgracieux empêchent d'admirer pleinement de si beaux ensembles ».
Dans les angles des chapelles, l'on trouve des colonnes engagées, de diamètre moindre que les colonnes à l'est des grandes arcades et dans le chœur, mais avec des chapiteaux et sections d'entablement du même type. Les voûtes d'ogives sont analogues à celles du vaisseau central, avec des formerets en plein cintre, et des clés de voûte armoriées. La chapelle du nord, ou chapelle Sainte-Cécile, est moins large que l'autre, et son chevet est pourvue d'une fenêtre en plein cintre sans remplage, presque entièrement bouchée à l'exception d'une demi-lune. C'est ici que se trouve le vitrail avec le portrait en buste de Cécile Lutton, la sœur morte prématurément de Mme Courmont qui fit restaurer la chapelle. L'écusson de la clé de voûte a été martelé. La baie du chevet de la chapelle du sud, ou chapelle Saint-Michel ou de la Vierge, est de même largeur que celles de la nef et de l'abside, et munie d'un remplage Renaissance, mais cette baie est entièrement bouchée. En revanche, les fenêtres latérales des chapelles restent libres. Sur la clé de voûte, les armes de Claude La Fayette (de gueules à la bande d'or à une bordure de vair), fondateur de la chapelle, ont été restituées en 1874. Les arcades des deux chapelles sont fermées par des clôtures en bois, à hauteur d'homme, qui comportent une porte cantonnée de pilastres ioniques cannelés, et une dizaine d'arcatures en plein cintre. La clôture de la chapelle Sainte-Cécile peut être datée de 1632 grâce à des documents des archives paroissiales, qui font état d'offrandes importantes de Nicolas Poussepin, sieur de Montbrun, en vertu desquelles il lui est permis de fermer la chapelle par une grille, d'y installer des bancs, et d'en jouir à perpétuité. Avec le recul de la pratique religieuse et la rareté des offices, les deux chapelles ont perdu leur vocation de lieux de dévotion, bien que les retables restent en place. La chapelle Sainte-Cécile accueille l'orgue, le confessionnal et une armoire récemment acquise, et la chapelle Saint-Michel est encombrée d'un tas d'objets provenant de la sacristie démolie en 1980, ce qui ne contribue pas à mettre en valeur les quatre éléments du mobilier classés aux monuments historiques qu'abrite la chapelle,.

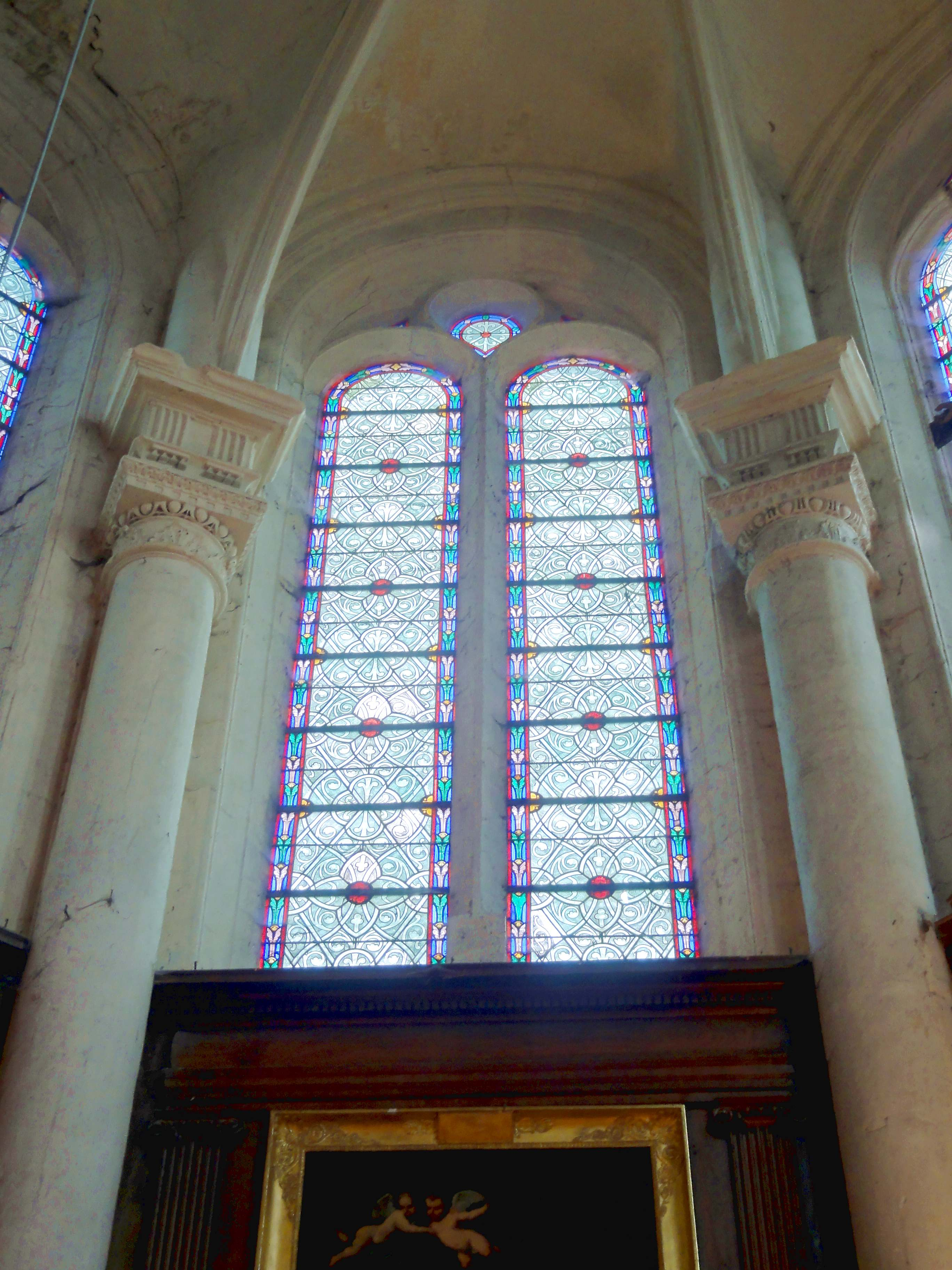
Abside, pan nord-est.
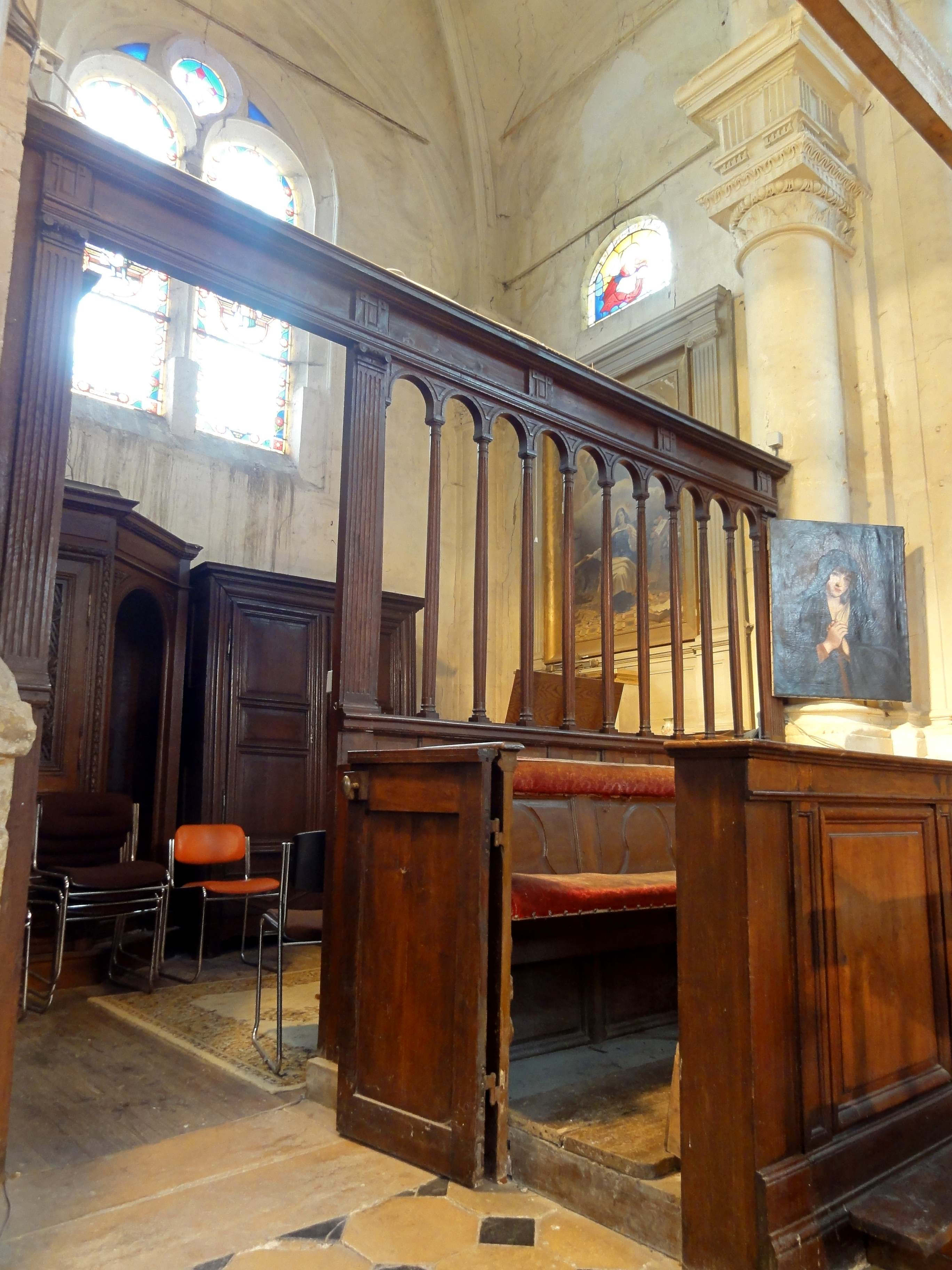
Vue sur la chapelle nord.
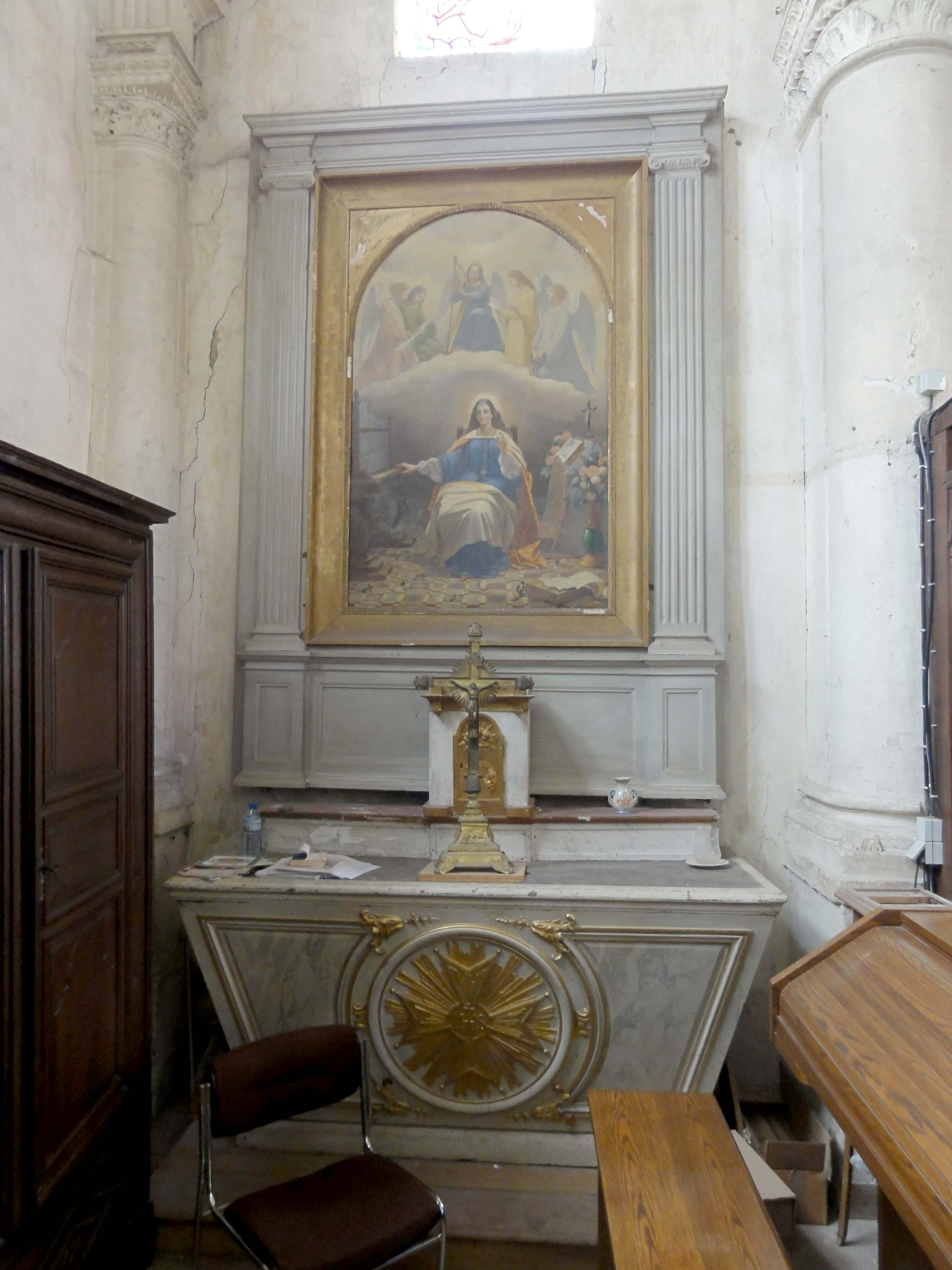
Chapelle nord, chevet.
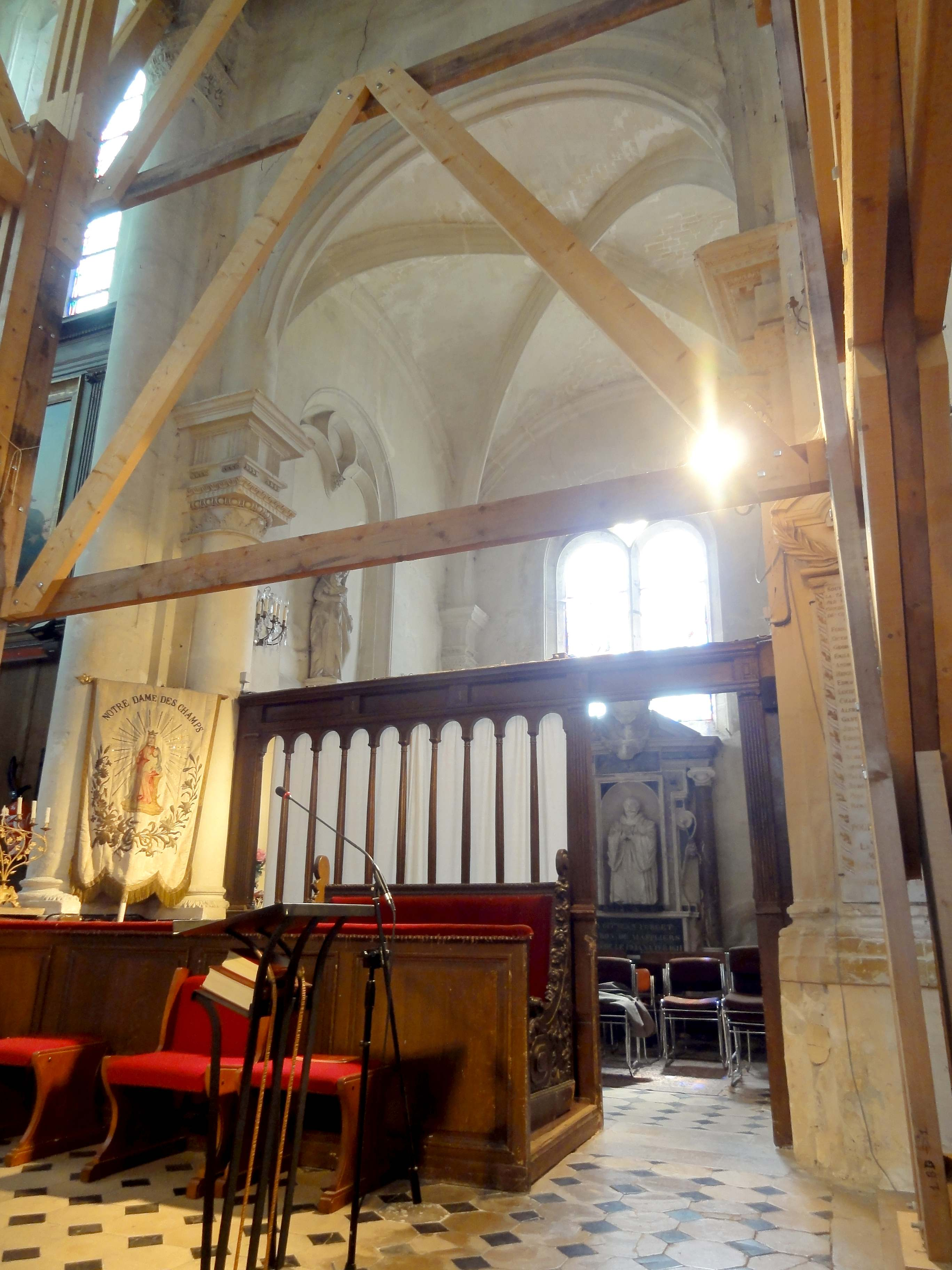
Vue sur la chapelle sud.
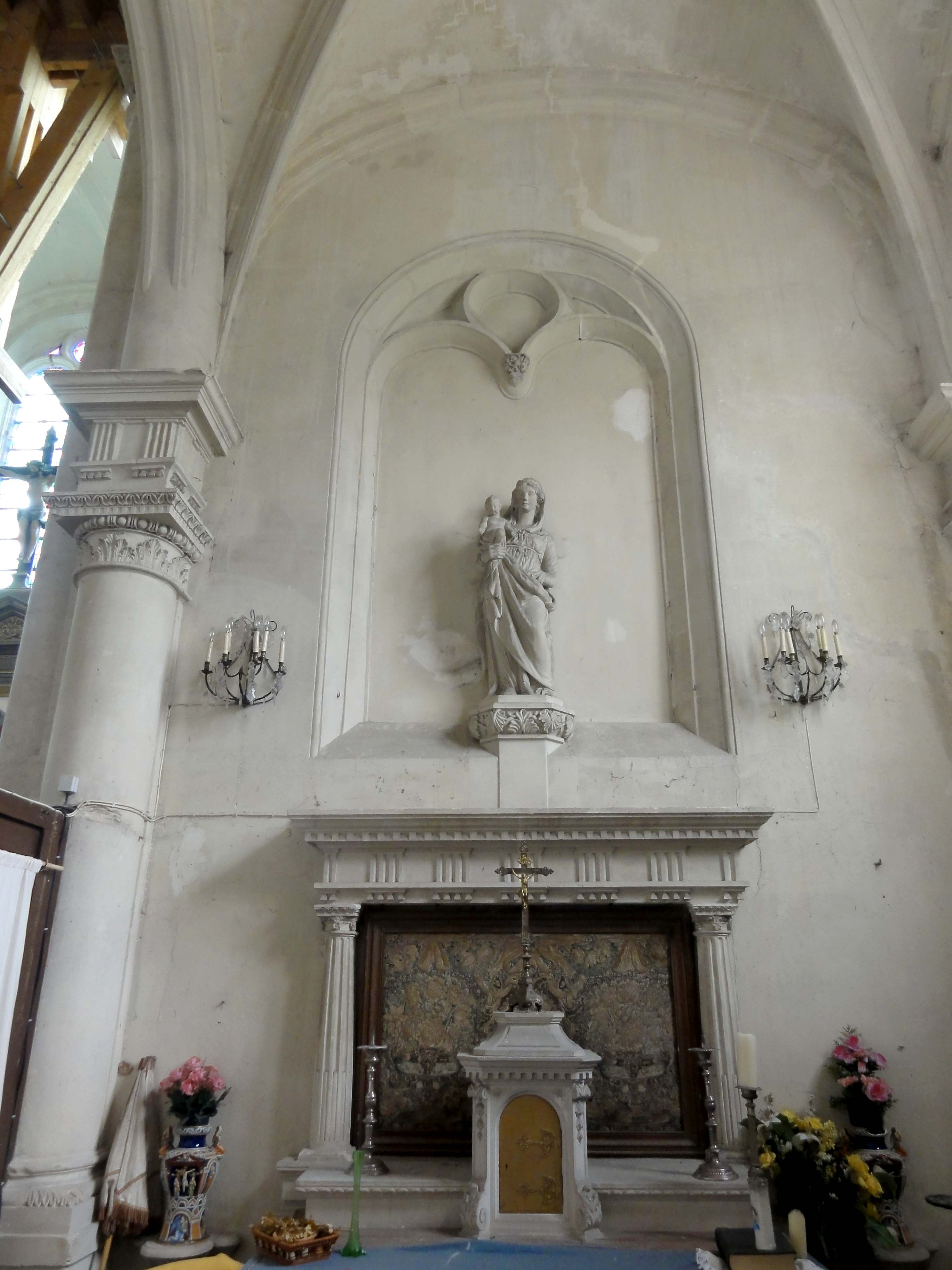
Chapelle sud, chevet.
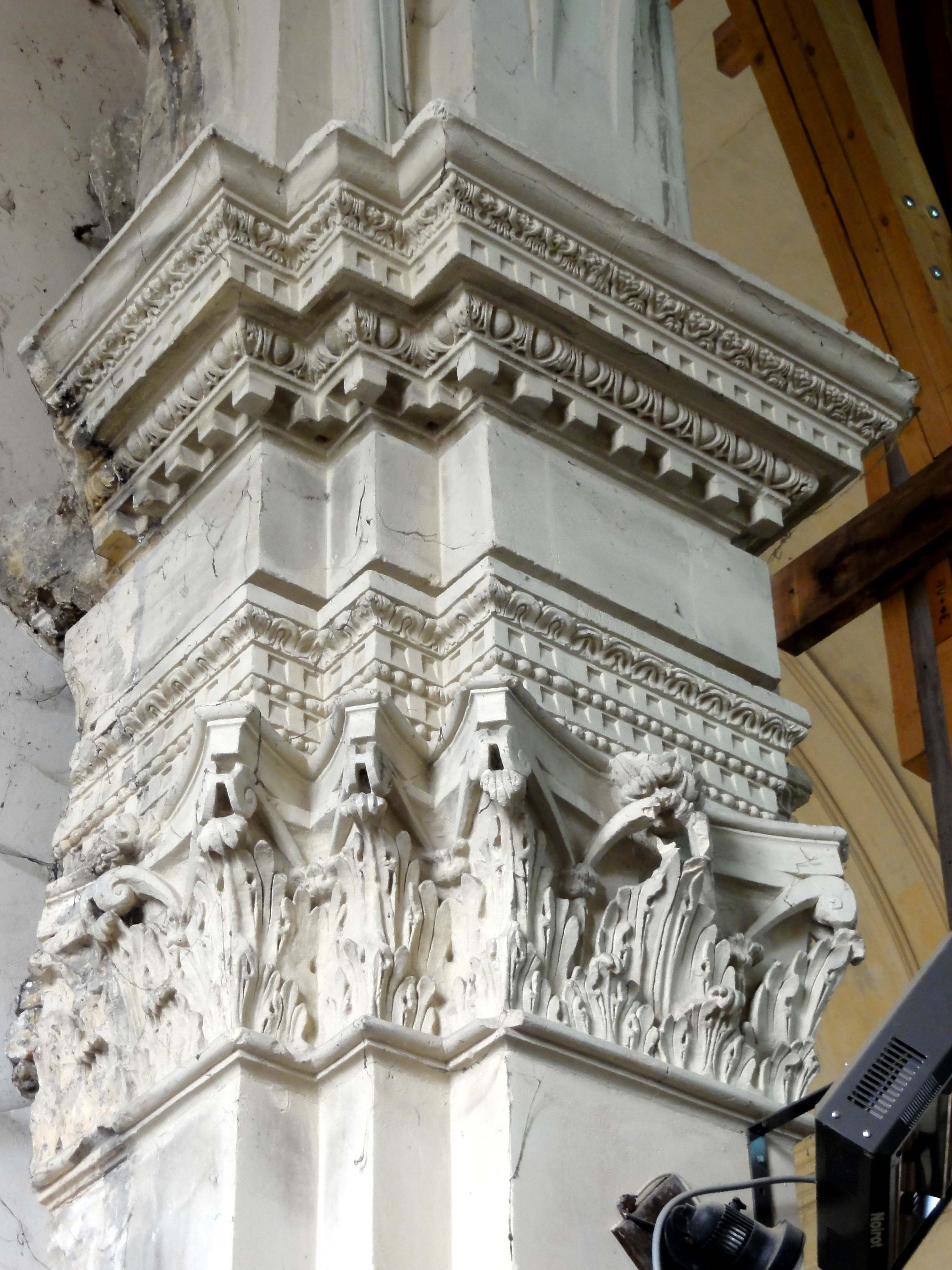
Chapiteau corinthien.

### Extérieur

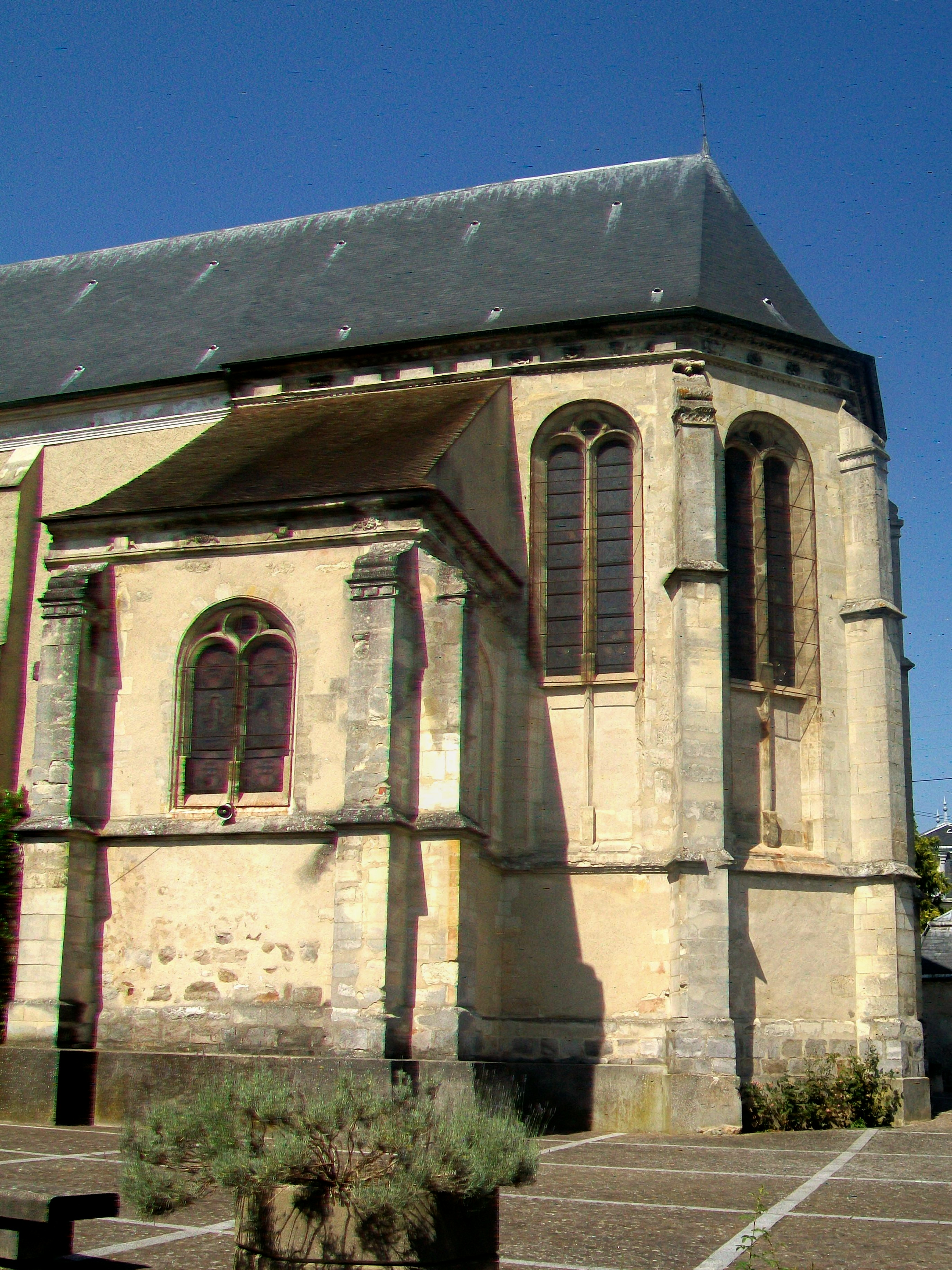
Parties orientales.

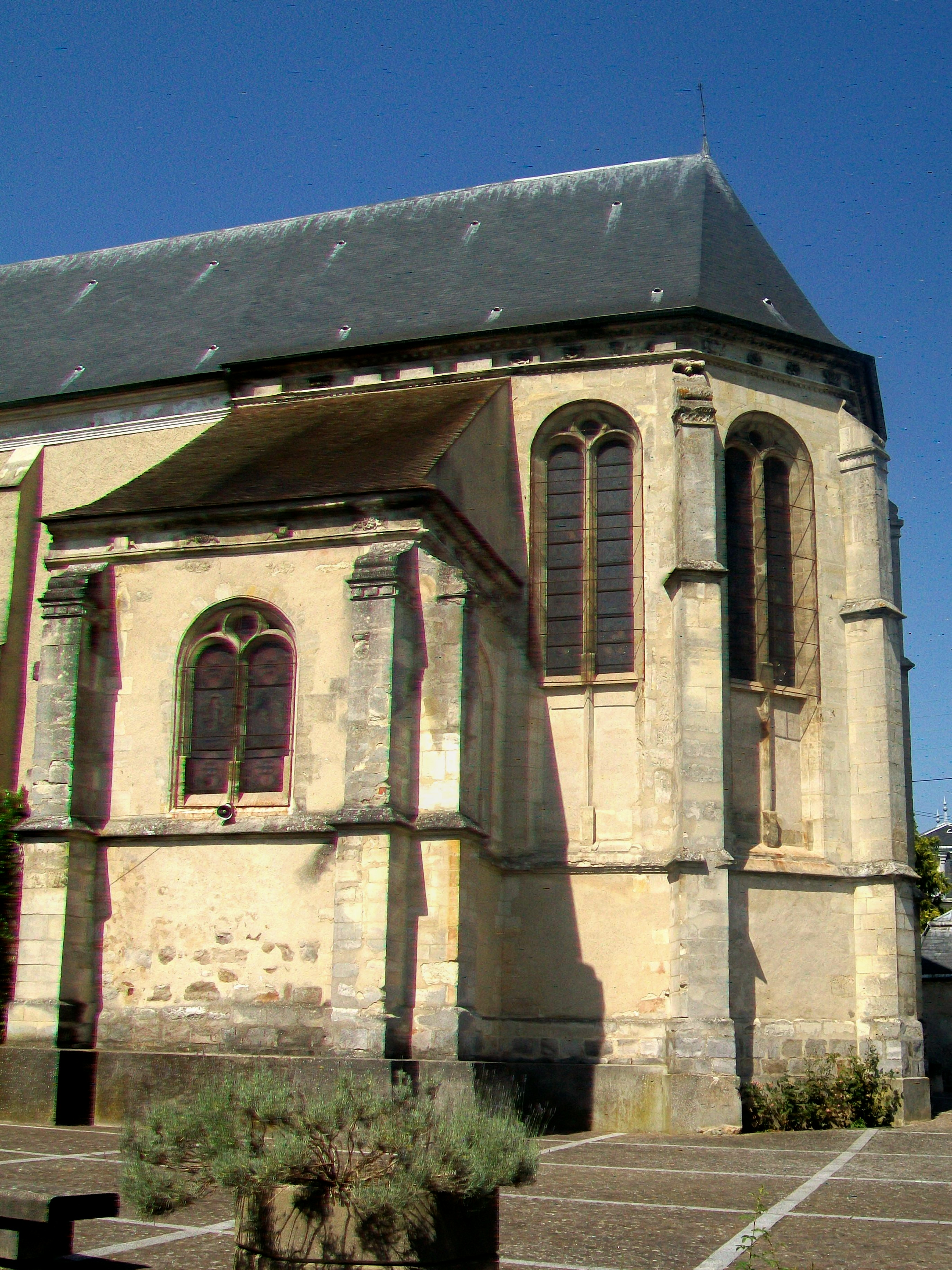
Parties orientales.

La nef et le clocher sont enduits, à l'exception des éléments structurants et des pourtours des baies. Une structuration verticale est apportée par les deux contreforts orthogonaux qui épaulent le clocher à chaque angle (y compris l'angle nord-est visible depuis la nef). Les contreforts sont plats, et réalisés en pierre de moyen appareil. Ils sont scandés par trois larmiers, et s'amortissent par des glacis formant larmier. Les deux premiers niveaux définis par les larmiers équivalent en hauteur le troisième. La forme aplatie des contreforts est caractéristique du style néo-classique, qui cherche à les assimiler à des pilastres, mais aussi de l'architecture romane. Les larmiers sont en revanche typiquement gothiques. Peu usuel est l'implantation du premier larmier au niveau des impostes du portail, où l'on trouve plus couramment une tablette moulurée à l'image des tailloirs des chapiteaux du portail. En l'occurrence, le portail ne possède pas de chapiteaux ; il est seulement flanqué de pilastres plats décorés d'une métope avec une triglyphe. La double archivolte en plein cintre circonscrit un tympan nu, ce qui paraît comme une référence au style roman. Le second larmier sert d'appui à la grande fenêtre occidentale de la nef, déjà décrite. Au même niveau, le clocher est percé d'une étroite baie rectangulaire. Il est à noter que les deux premiers larmiers existent également à l'intérieur de l'église, sur les murs du clocher. Le troisième larmier marque le début de l'étage de beffroi du clocher et du pignon incomplet de la nef. L'étage de beffroi est ajouré, sur chaque face, de deux baies abat-son gémelées en plein cintre, et se termine par une corniche. Puis, le toit est formé par une pyramide en charpente recouverte d'ardoise. Le pignon est dépourvu de toute ornementation, et d'une grande banalité. Il cache inutilement un toit à croupe.
Les élévations latérales de la nef n'appellent que quelques brèves remarques. Pour des raisons esthétiques, la hauteur des murs gouttereaux dépasse le niveau nécessaire, et atteint la hauteur du chœur. Ceci donne un écart inhabituel entre le sommet des fenêtres et la corniche. La fausse voûte en berceau est donc entièrement comprise entre les deux murs gouttereaux, alors que généralement ce type de plafond s'inscrit sous la charpente. Les contreforts, assez minces et simplement enduits, présentent une retraite au niveau des impostes des fenêtres, et s'achèvent par un glacis en dessous de l'entablement ébauché, qui termine les murs tout comme à l'intérieur.
Seulement le chœur et les chapelles sont d'un réel intérêt. Ici, les murs sont réalisés en moellons noyés dans un mortier, la pierre de taille étant réservée aux contreforts, aux corniches, et aux parties hautes du chevet. Comme d'usage à la période flamboyante, un larmier court tout autour à la limite des allèges. En s'inspirant des parties orientales, cet élément a donc été retenu pour la structuration de la nef et du clocher. Les contreforts sont de section carrée, et sont scandés par ce larmier. Les quatre contreforts du chevet sont en outre scandés par un second larmier à mi-hauteur des fenêtres. Le couronnement des contreforts est inhabituel dans la région, mais en même temps réalisé dans le plus pur style Renaissance. Il se compose d'un glacis revêtu de feuilles d'acanthe, avec en haut et en bas, des coussinets de chapiteaux ioniques traités en balustres, et enveloppés de feuilles d'acanthe, comme on les trouve, par exemple, dans l'église de Roissy-en-France. En dessous du couronnement, l'on trouve une section d'entablement, avec un rang d'oves dans l'échine de la corniche, et un rang de grands oves (des ovales excavés reliés par une ligne horizontale). Sur la chapelle du sud, tout ce décor est seulement ébauché. En plus des sommets des contreforts, l'entablement qui tient lieu de corniche mérite l'attention. Un rang de denticules se profile sous l'architrave, sauf sur la chapelle du nord, et un second rang de denticules, surdimensionnées, de dessine dans l'échine de la corniche proprement dite. La métope traduit l'influence dorique, comme à Attainville, mais l'architecte à curieusement renoncé aux triglyphes, et les motifs de la frise sont donc uniquement des rosaces ou patères à ombilic, souvent agrémentés par des rubans, ainsi que des cartouches richement sculptés, et parfois des têtes humaines. Malheureusement, les éléments sculptés ont fait l'objet d'une restauration inaboutie, qui s'est contentée de les remplacer par des pierres lisses. Au sud, la date de 1832 se lit sur l'entablement du chœur, mais aucun auteur n'explique sa signification. Les réseaux des fenêtres ont également subi une restauration, qui s'est bornée à remplacer les parties basses par des éléments non moulurés. Comme particularité, l'on note l'arrachement du mur de la sacristie à l'ouest de la chapelle du sud, et surtout une niche à statue sur le contrefort oriental de la chapelle du nord. Elle possède un dais architecturé sous la forme d'un petit édicule, qui est surmonté d'un fronton en arc de cercle cantonné d'ailerons baroques. Le fond de la niche feinte de l'édicule est sculpté d'un second édicule, où se profile un personnage minuscule. La console se compose d'une section d'entablement et d'un écusson presque effacé, entouré de feuillages ou de lambrequins. Une épitaphe a été gravée en dessous.

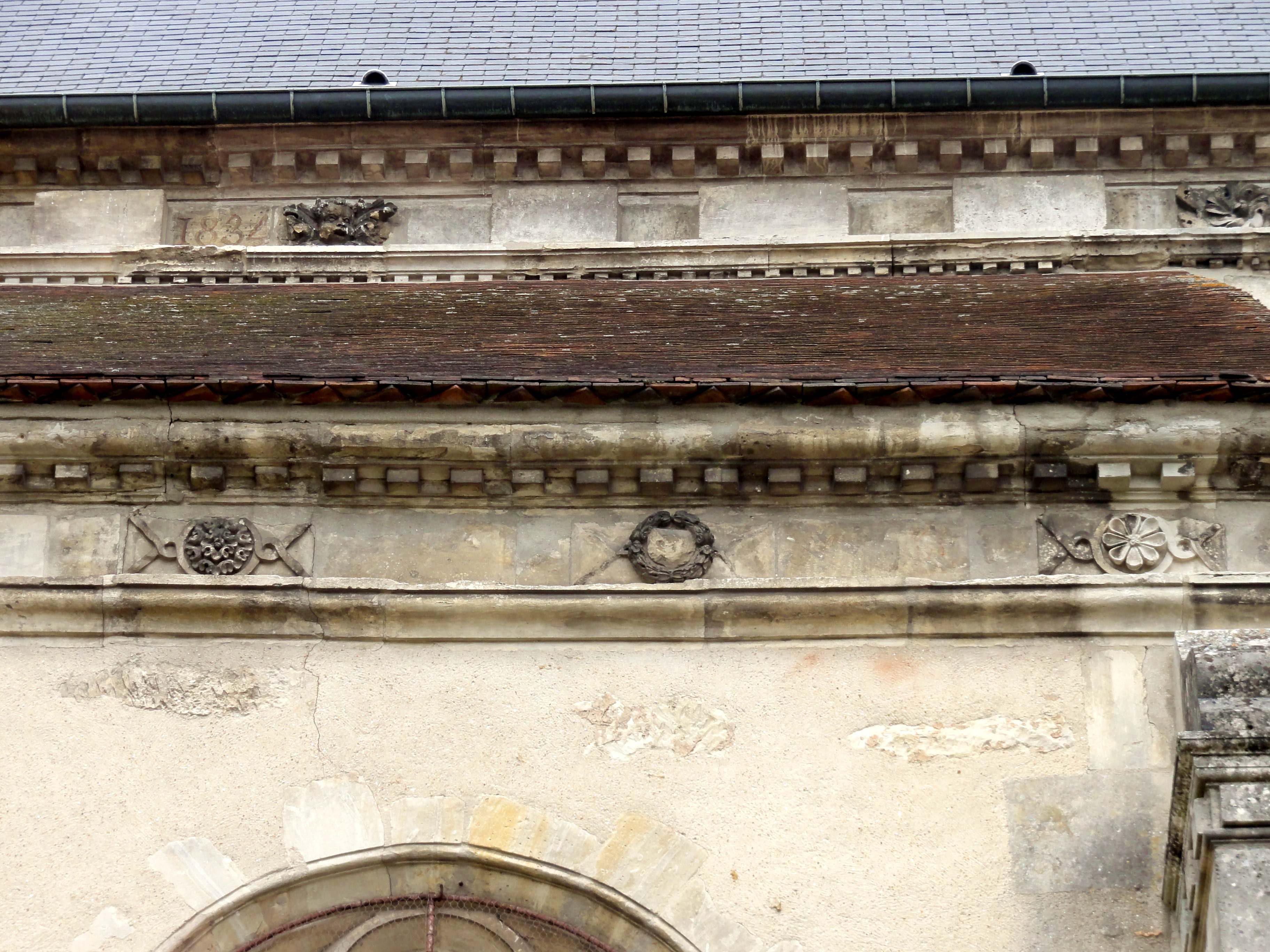
Entablement du chœur et de la chapelle sud.
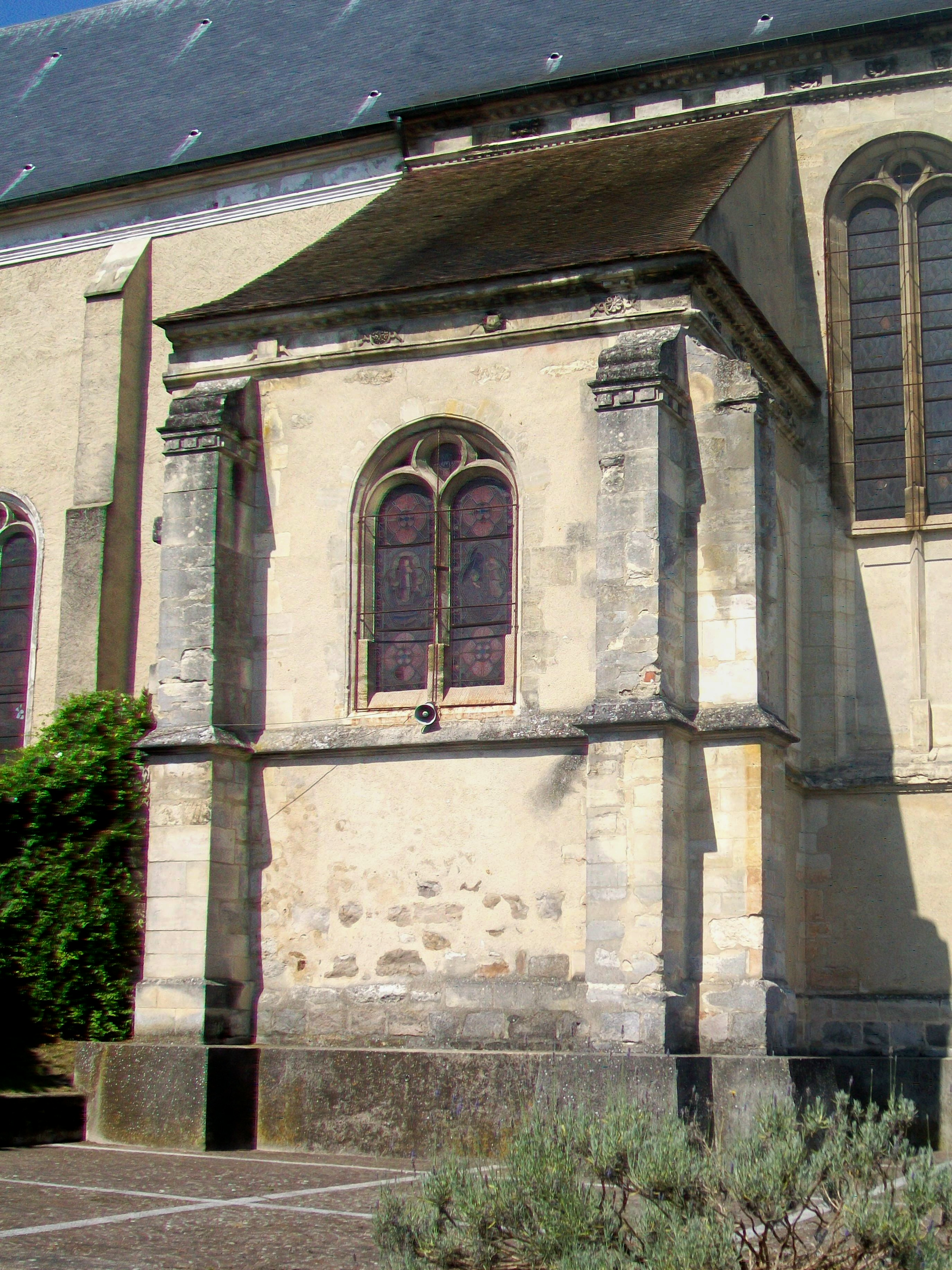
Chapelle sud, dédiée à la Vierge Marie.
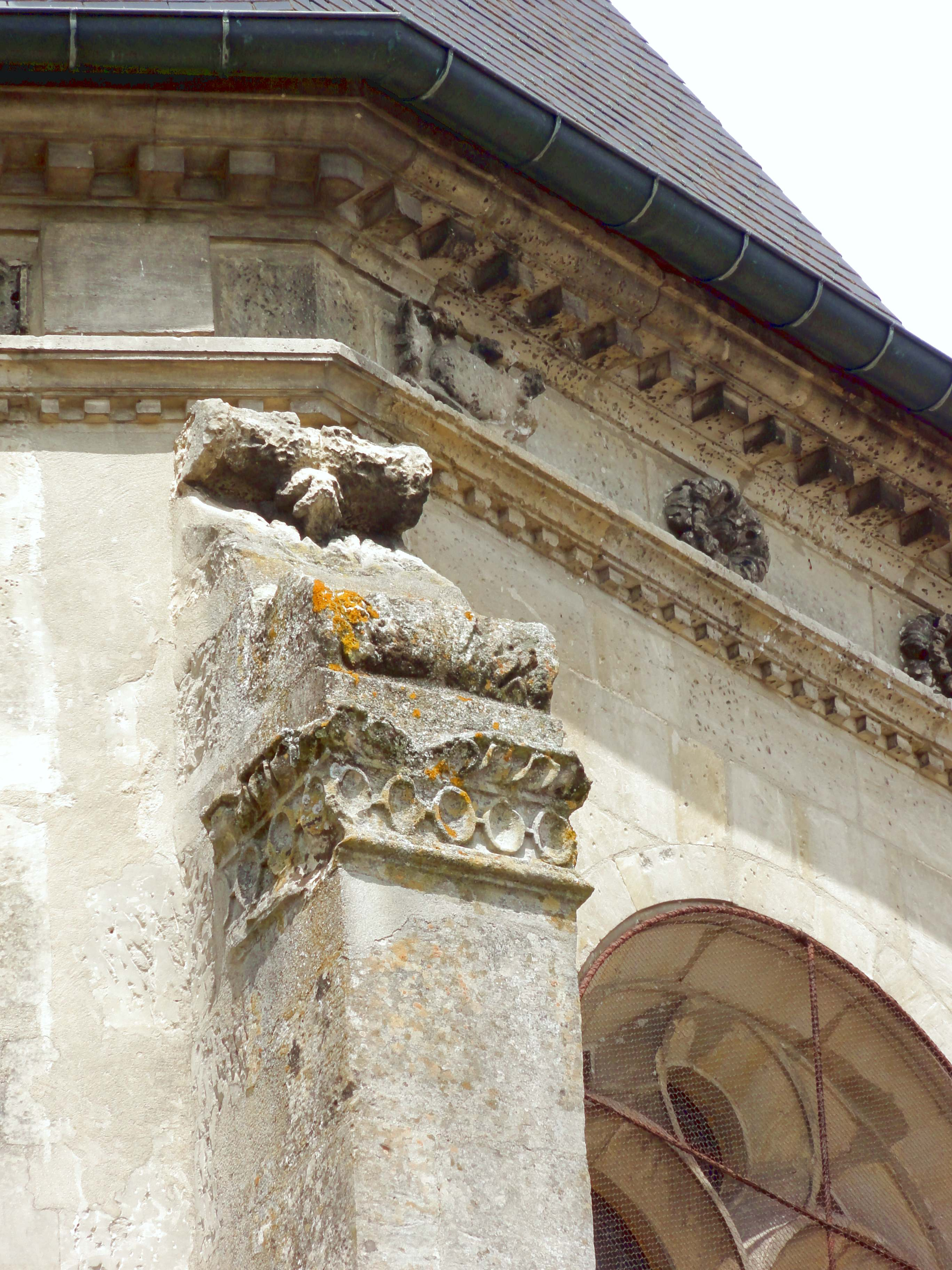
Couronnement du contrefort sud de l'abside.
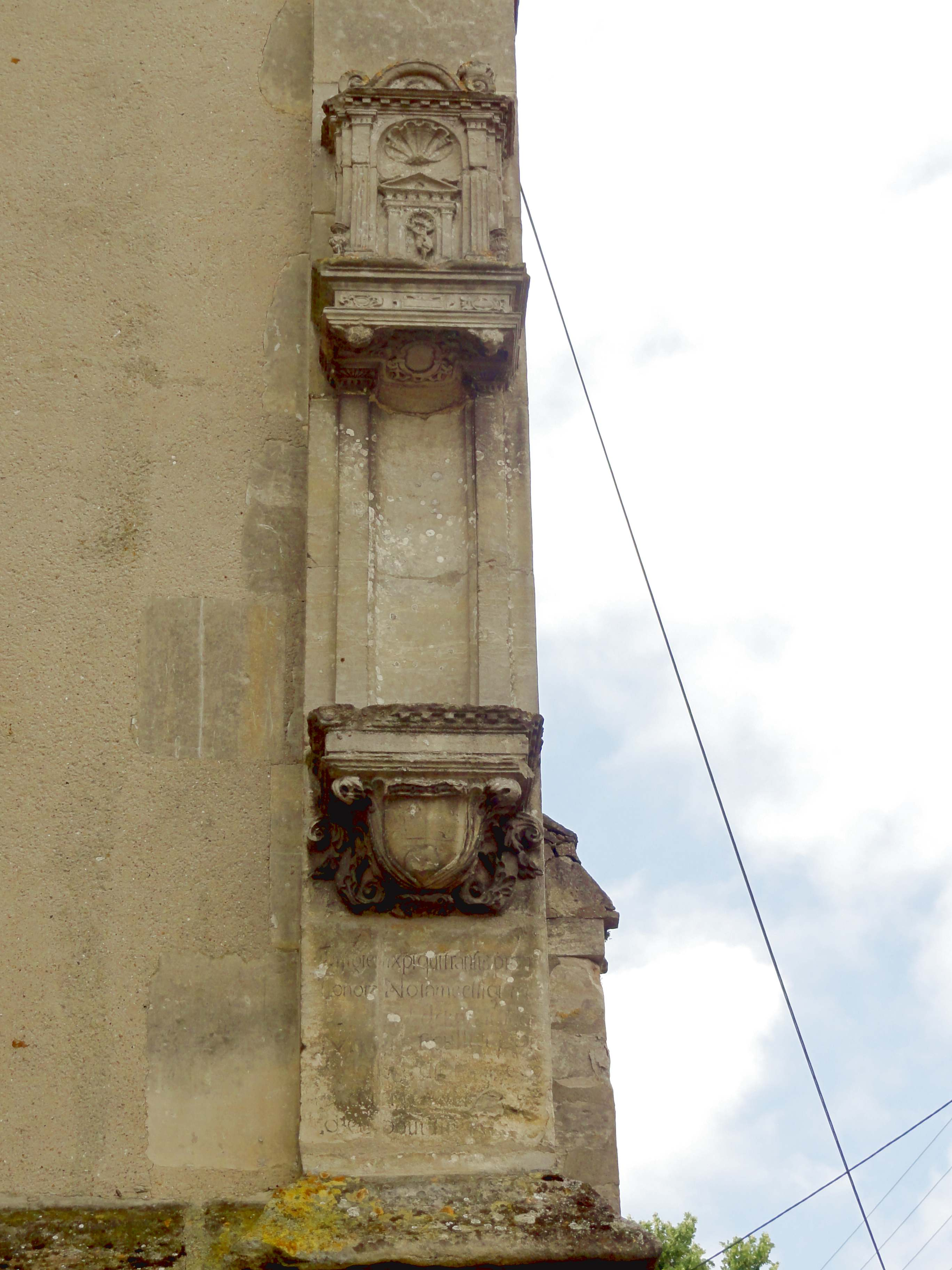
Niche à statue au chevet de la chapelle nord.
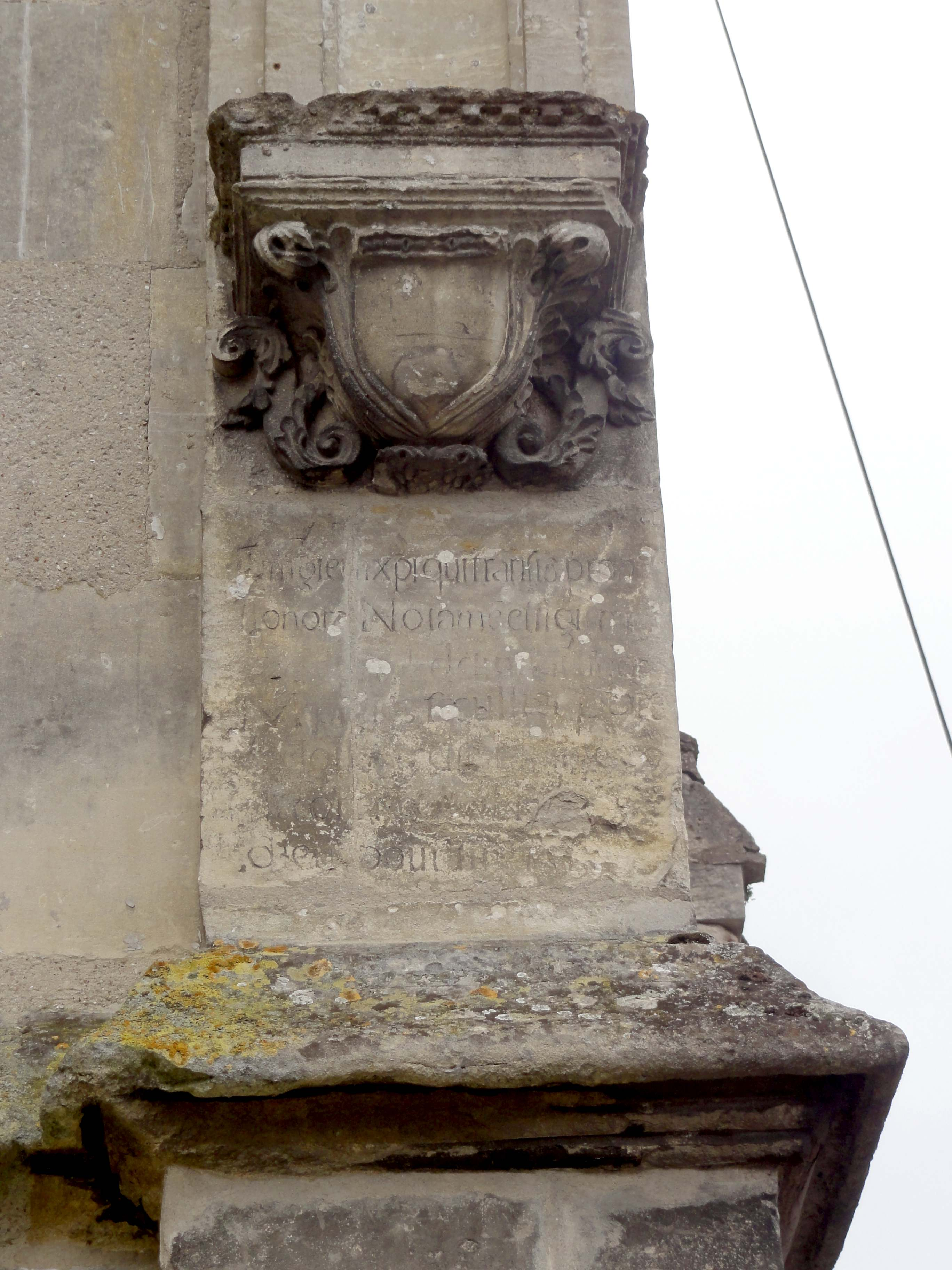
Vue rapprochée de la console de la niche.
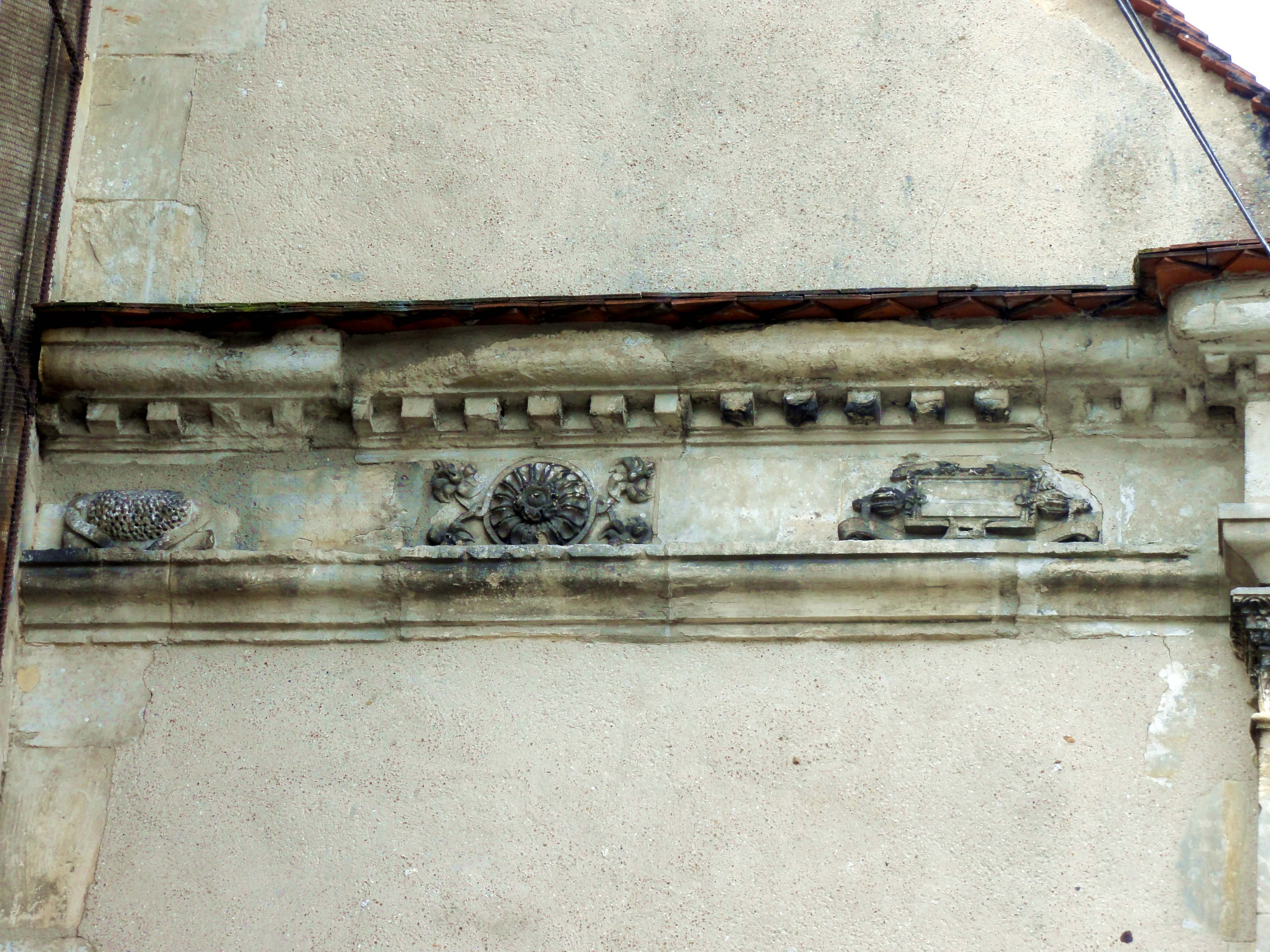
Entablement au chevet de la chapelle nord.

## Mobilier
Parmi le mobilier de l'église, quatre éléments sont classés monument historique au titre objet. Il s'agit de deux statues de la Vierge à l'Enfant, d'un monument funéraire et d'un antependium, tous conservés dans la chapelle de la Vierge.

### Mobilier de la chapelle de la Vierge

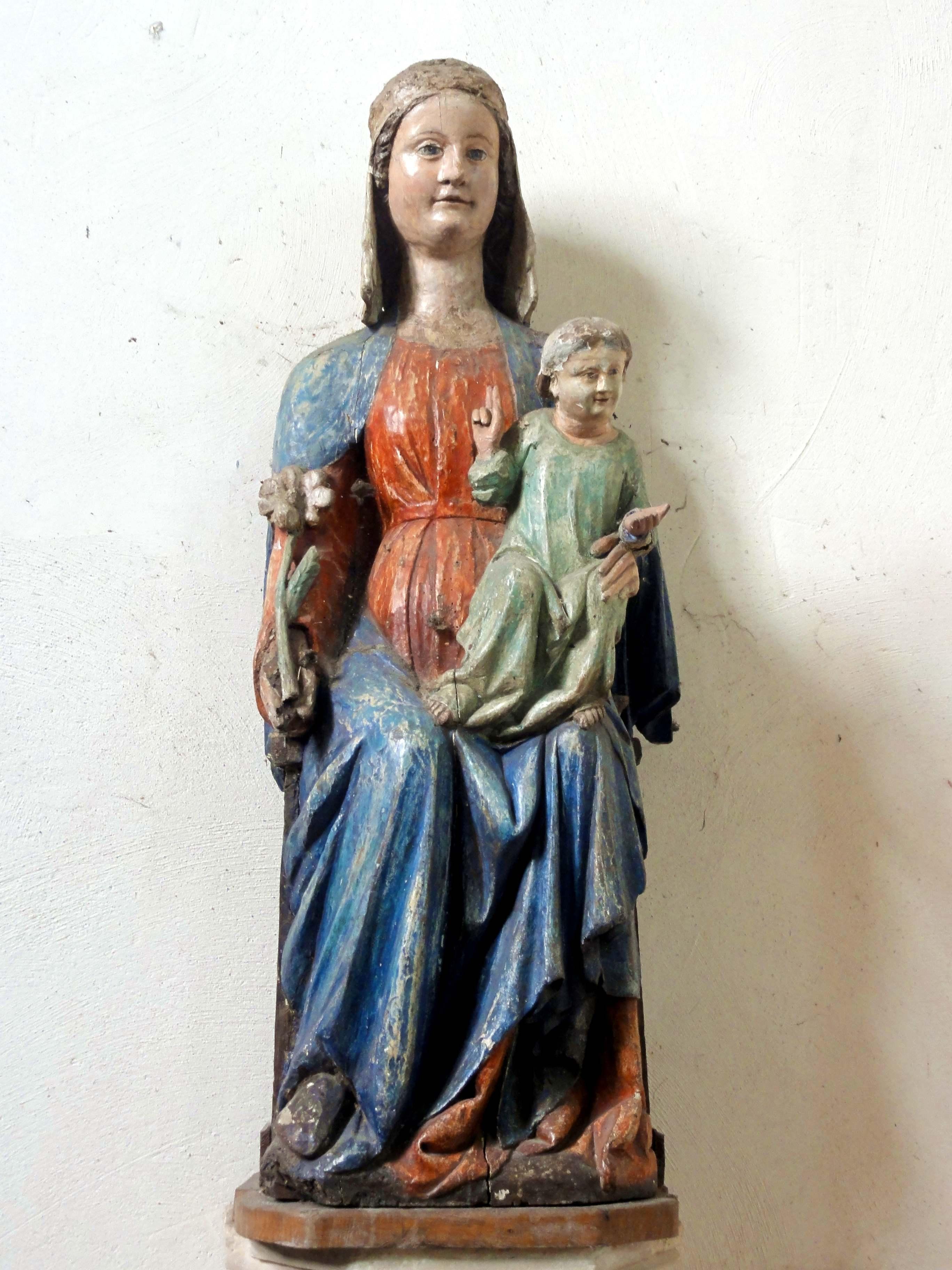
Notre-Dame-des-Champs.

- La statue en bois polychrome de la Vierge à l'Enfant, dite Notre-Dame-des-Champs, date de la fin du XIIIe ou plutôt du début du XIVe siècle, et mesure 110 cm de hauteur. Éliane et Jean-Pierre Beau pensent que Notre-Dame des Champs fait partie du Saint-Sépulcre exposée avant la Révolution dans la chapelle, mais aucune Vierge à l'Enfant n'entre jamais dans la composition d'un Saint-Sépulcre, où Jésus est bien sûr représenté mort. En tout cas, la statue est le seul élément du mobilier de la chapelle qui a échappé à sa destruction en 1793. Le reste du mobilier a en effet été brûlé dans un feu civique, allumé par le garde-champêtre Lériche, qui a imaginé de mettre une charge de poudre dans l'une des statues du Saint-Sépulcre. Elle explosa au milieu de l'assemblée réunie pour une séance patriotique, qui déclara que « ni les magies, ni les sortilèges des réactionnaires ne les empêcheraient d'abolir par le feu les ex-saints et les ex-saintes de l'ex-paradis ». La Vierge à l'Enfant a été subtilisée par un paroissien, qui en aurait fait une marche d'escalier afin de ne pas s'attirer la fureur des révolutionnaires. Ensuite, la statue, très abîmée a été entreposée dans les combles de l'église, où elle fut plus ou moins oubliée. C'est le mérite de l'abbé Gallet d'avoir découvert sa valeur artistique, et de l'avoir restauré. Il a refait la marguerite que Marie tient dans sa main droite, et la tête et les mains de l'Enfant Jésus, qui tenait peut-être un orbe. La polychromie d'origine a été restituée, ce qui est tout à fait remarquable à l'époque, qui préfère des décors fantaisistes dans le goût néogothique. La couronne de la Vierge était ornée de fausses turquoises et émeraudes, et le col de verroteries, comme souvent à l'époque de Louis IX de France saint Louis. Dans le respect de l'authenticité de l'œuvre, ces détails n'ont pas été refaits[18],[19].
- La statue en pierre de la Vierge à l'Enfant date de la limite XVe / XVIe siècle ; ses dimensions n'ont pas été prises. La tête de l'Enfant est remarquablement bien sculptée, et sa posture est plein de vivacité, ce qui contraste avec l'habituelle représentation maladroite du petit Jésus comme un adulte en miniature[20].
- Le monument funéraire en marbre de Jean Forget, premier baron de Maffliers, mort le 19 janvier 1611, mesure 500 cm de hauteur, se compose d'une niche à statue abritant un priant à l'effigie du défunt ; de deux colonnes en marbre rouge, munies de chapiteaux ioniques en marbre blanc ; d'un entablement avec une métope en marbre noir ; d'une plaque en marbre noire posée devant, sans inscription ; et d'un fronton triangulaire orné d'un édicule baroque richement décoré. Le monument a subi diverses mutilations, et l'épitaphe aux pieds de l'orant a sans doute été refait au XIXe siècle : « CY GIT JEAN FORGET BARON DE MAFFLIERS DÉCÉDÉ LE 10 JANVIER 1611 ». Jean Forget est né à Paris en 1539. Ses parents, originaires de Tours, sont Pierre Forget, seigneur de la Branchoire, et Françoise de Fortia, dame de cour de la reine. Henri II nomme Jean Forget conseiller de la Cour le 8 août 1567, puis président en la cinquième chambre des requêtes. Henri IV le nomme président à mortier le 15 octobre 1590. Ses deux mariages avec Claude Vialard, veuve de Denis Dumesnil, et avec Anne Leclerc, fille de Nicolas Leclerc, seigneur de Franconville et du Tremblay, restent sans enfants[21],[22].
- L'antependium représentant la Vierge à l'Enfant assise au milieu d'un médaillon est une broderie en fils de soie polychromes, sur un tissu de lin, avec des lamelles d'argent ondulées comme décor de fond. Deux vases à fleurs et un riche décor floral occupent l'espace autour du médaillon central. L'œuvre a probablement été réalisée dans un couvent d'Ursulines au cours du XVIIe siècle, et mesure 132 cm de largeur pour 181 cm de hauteur. En 1874, l'abbé Mancel fit encadrer l'antependium, et le plaça sur l'autel de la Chapelle de la Vierge, où il tient lieu de retable. Malencontreusement, le principal motif, la Vierge à l'Enfant, est caché par le tabernacle[23],[24].
- Une plaque de marbre blanc est tout ce qui reste du mausolée du marquis de Briqueville, détruit en 1793. L'inscription est la suivante : « Ci gît Henry François, chevalier, marquis de Briqueville, baron de Maffliers, Montsoult A la Pierre Marguerite et Bethemont. Seigneur de Villaines, du Grand Gournay et d'Isigny chevalier de l'ordre royal et militaire de Saint-Louis lieutenant général des armées du Roy. Décédé en cette Paroisse le XXVIIe Nov. M.DCC.LXXV » (28 novembre 1785[23].

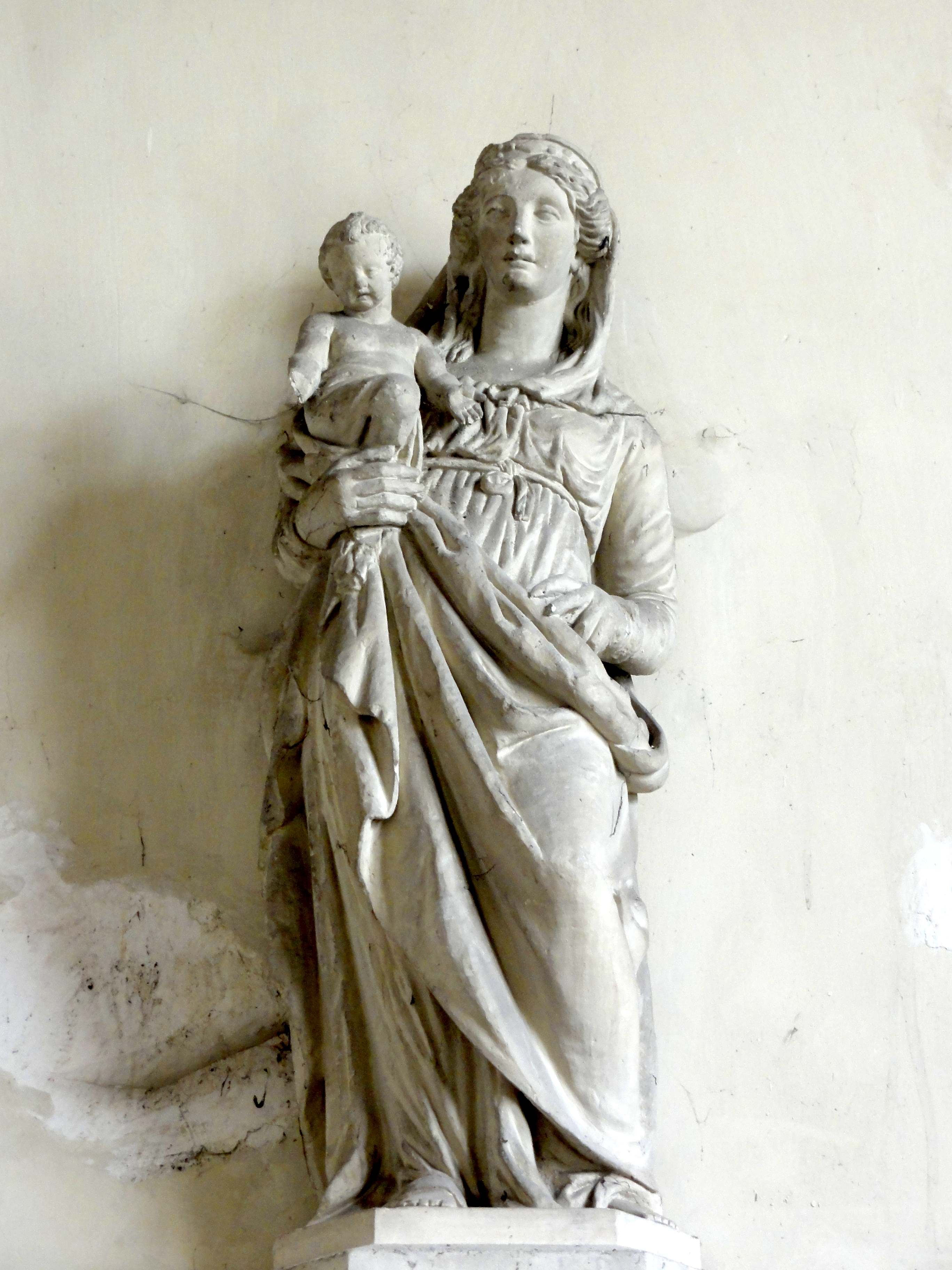
Vierge à l'Enfant d'autour de 1500.
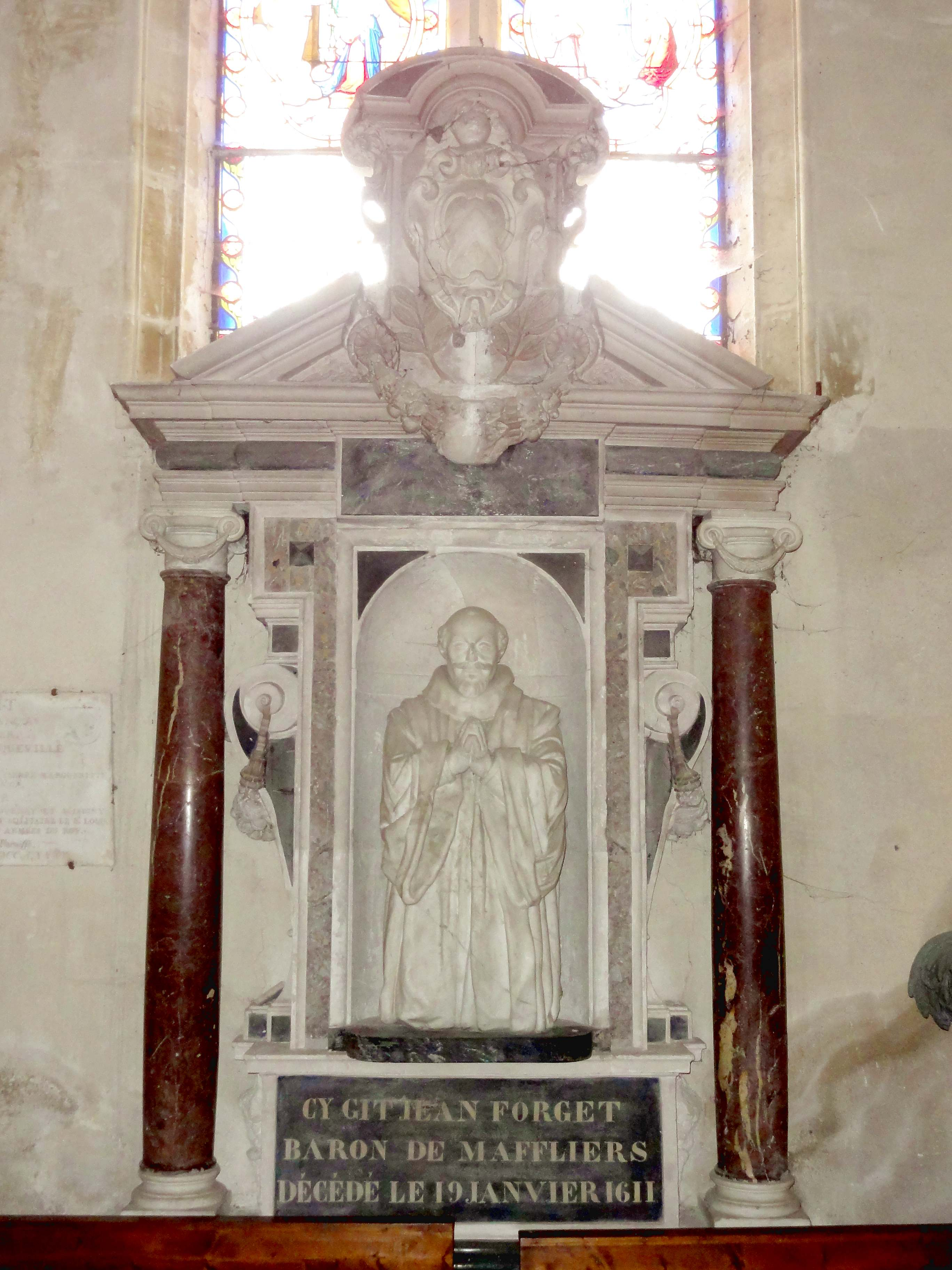
Monument funéraire de Jean Forget.
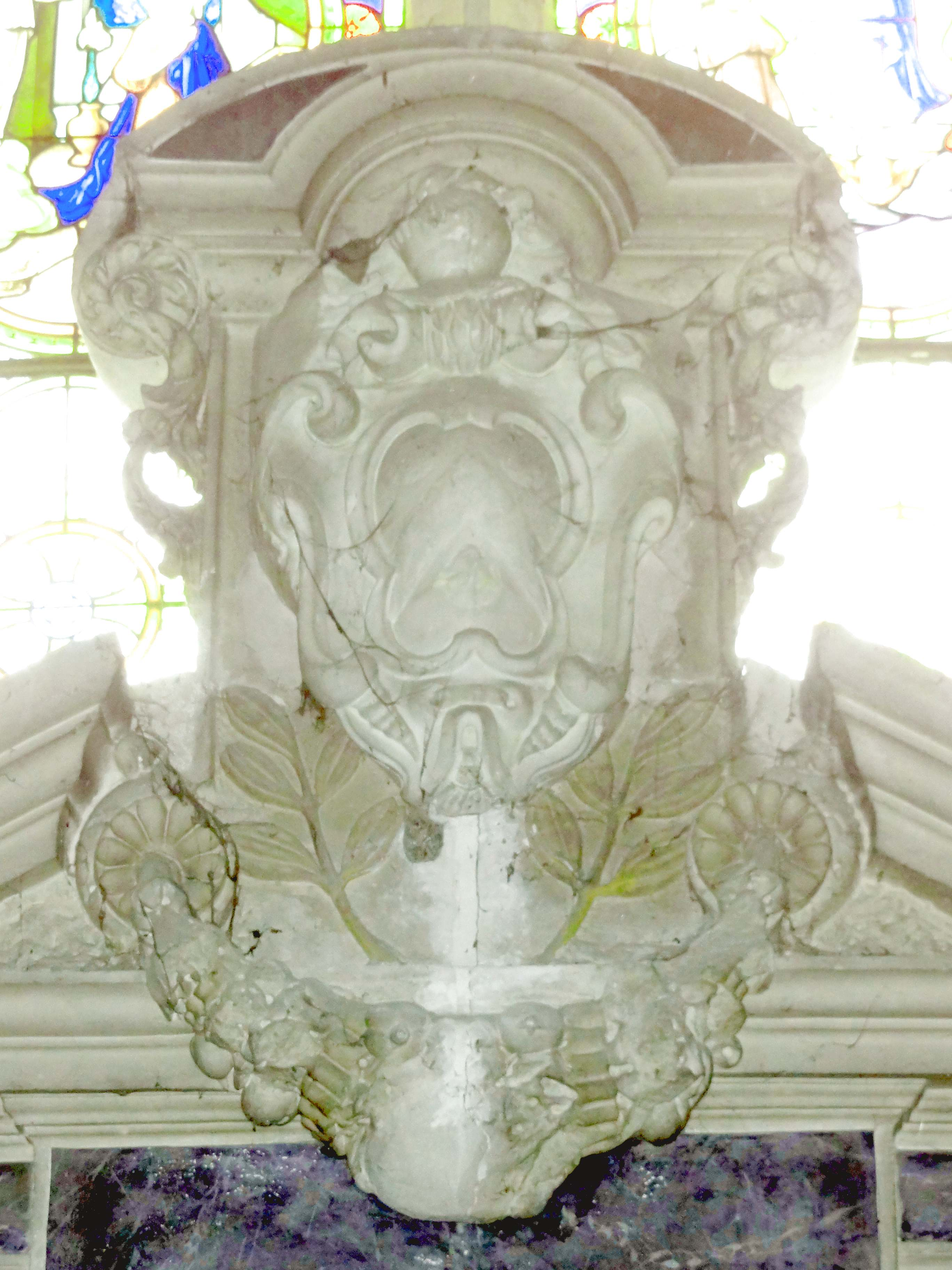
Détail du même monument - armoiries.
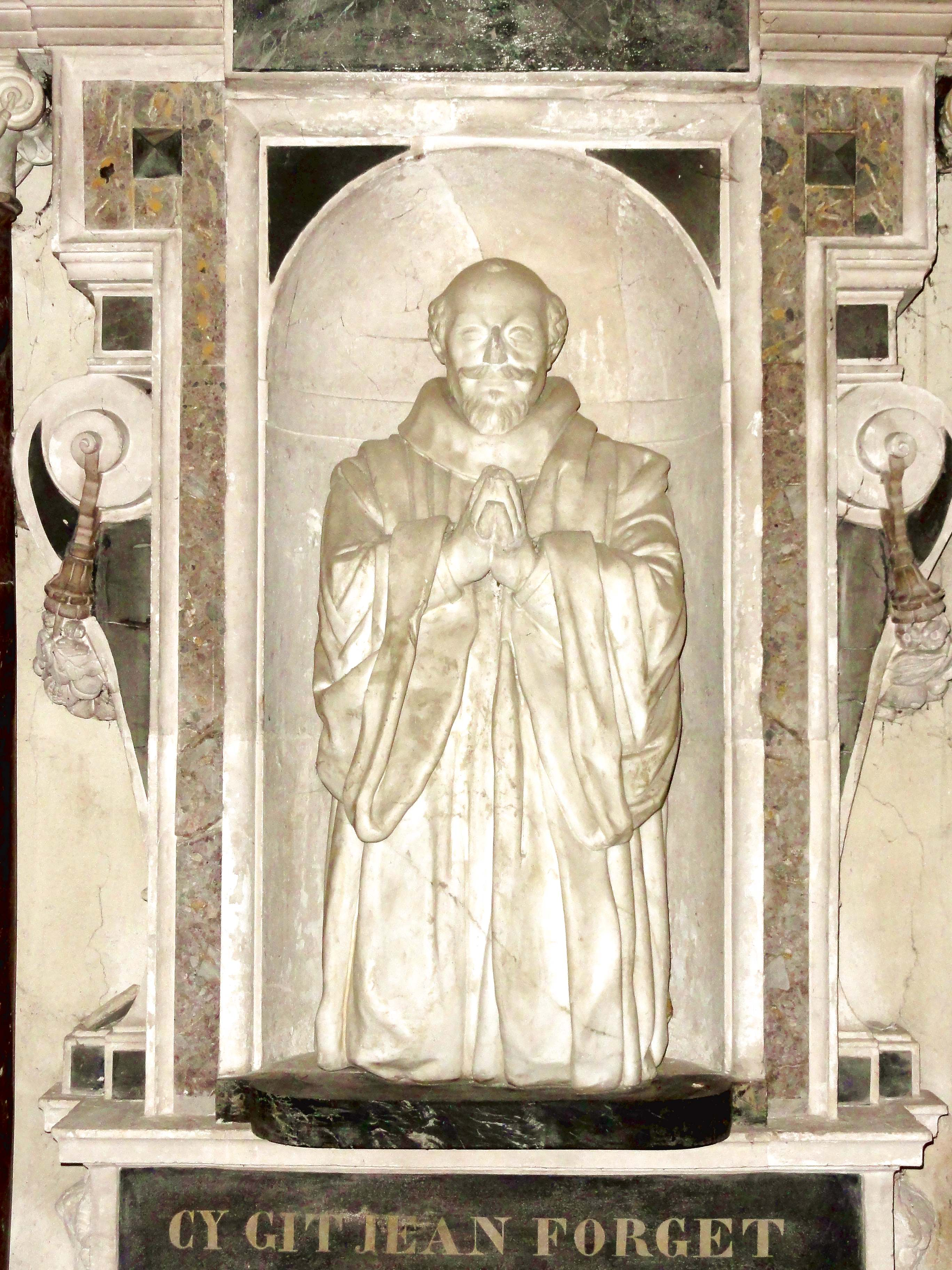
Priant du même monument.
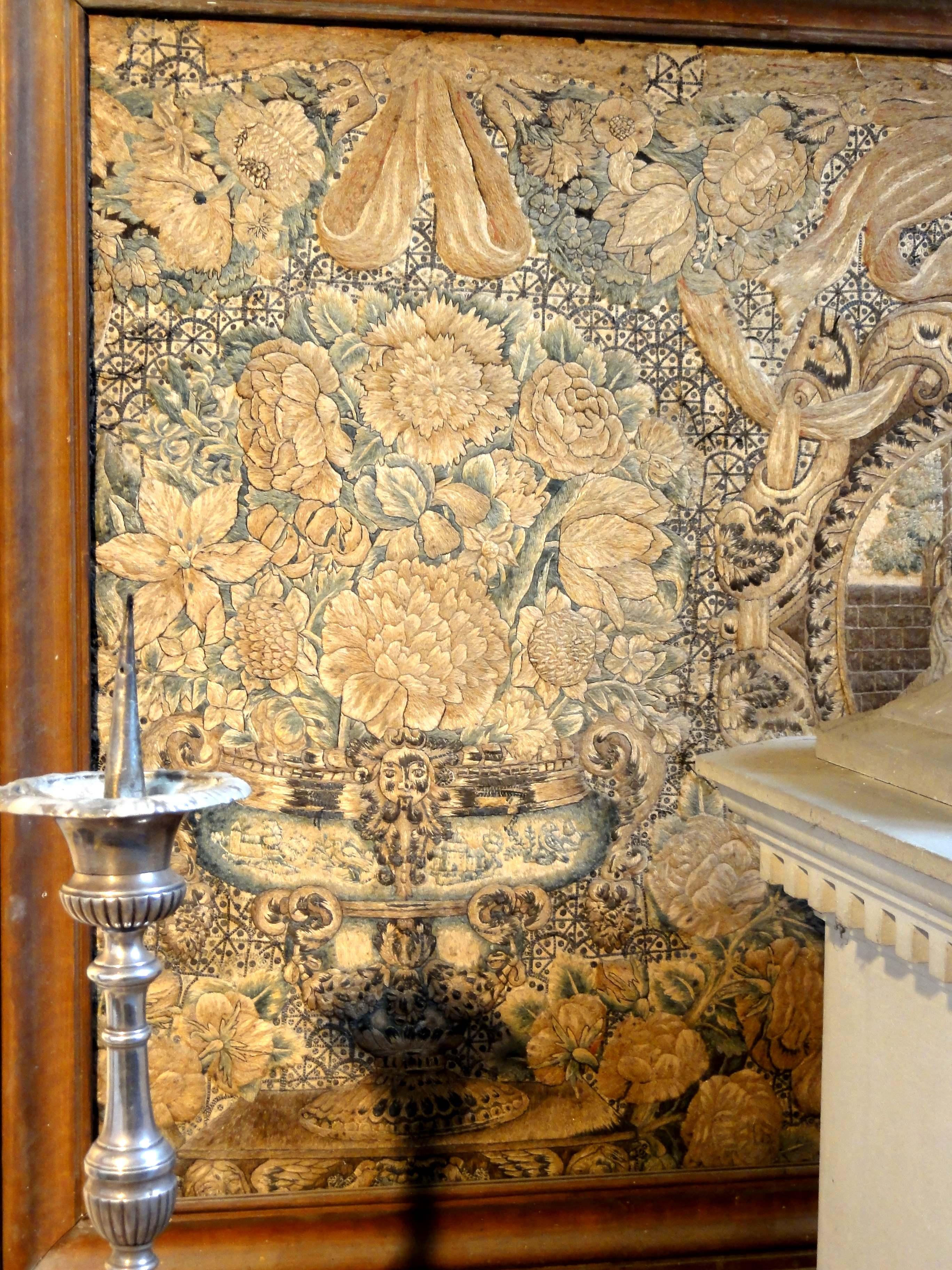
Antependium en broderie.
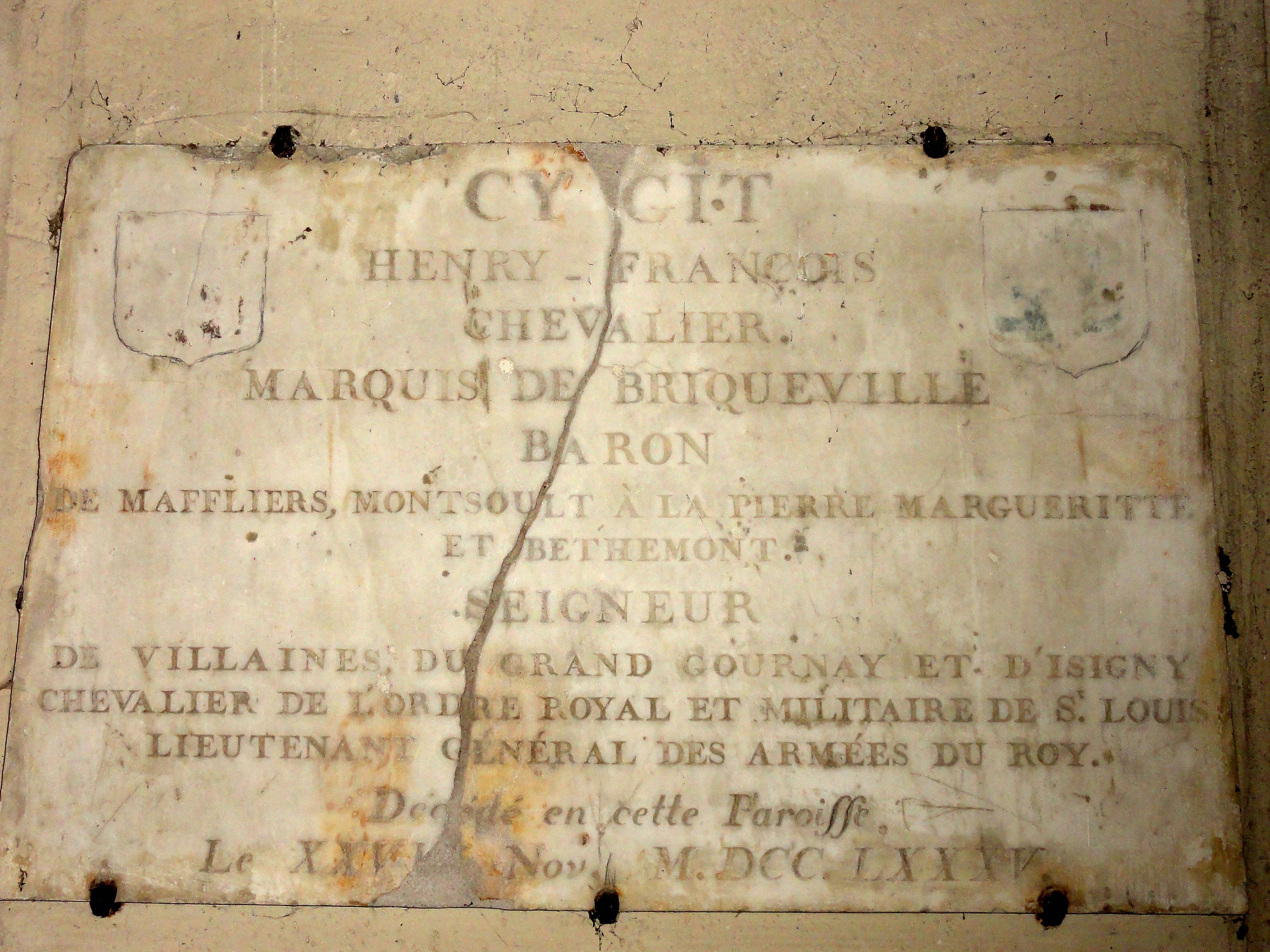
Épitaphe du marquis de Briqueville.

### Tableaux
L'ensemble de ces tableaux a été restauré par la commune de Maffliers grâce aux dons de la fondation Maxime-Goury-Laffont[réf. souhaitée].
- Un tableau peint à l'huile sur toile et représentant le Christ en croix entre la Vierge de douleur et saint Jean est accroché au nord de la nef.
- Le tableau de retable de la chapelle du nord, dédiée à sainte Cécile de Rome, représente la sainte assise à côté d'un orgue, sans doute parce qu'elle est la patronne des musiciens. À droite, l'on voit un prie-Dieu, et dans le ciel, au milieu de nuages, un ange sonne la harpe, et deux paires d'anges l'accompagnent chantent pour louer Dieu.
- Un tableau peint à l'huile sur toile et représentant la réception du Saint-Rosaire par saint Dominique et une jeune fille, restant à identifier, de la main de la Vierge à l'Enfant, est accroché sur le mur occidental de la chapelle de la Vierge.
- Cinq tableaux peints à l'huile sur toile, de dimensions identiques mais de provenance diverses, sont intégrés dans les boiseries de l'abside, et forment le retable. Les sujets sont, de gauche à droite : Lamentation sur le Christ mort, à six personnages, probablement du XVIIe siècle ; la Nativité de Jésus-Christ, qui serait signée Teniers d'après l'abbé Gallet ; La Madone Sixtine, copie d'un tableau de Raphaël réalisée en 1833 par Mandard, propriétaire de Montbrun ; le Baptême du Christ, copie d'une œuvre d'Émile Signol datée de 1888 ; et Sainte Geneviève gardant ses moutons[25],[5].
- SAINTE MERE THERESA  peinte par Yanick JAMES 2023 qui en a fait don à l'église de Maffliers

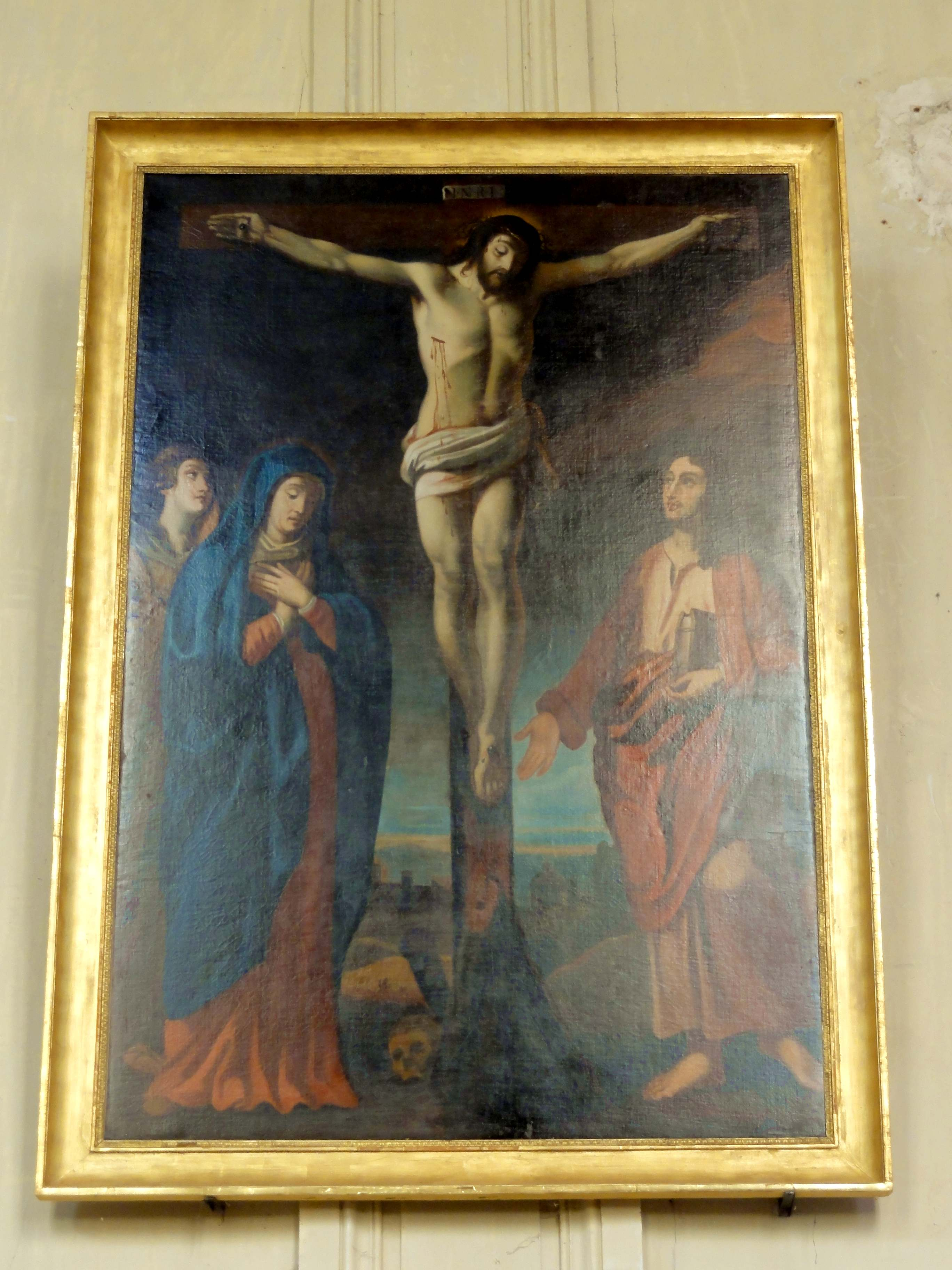
Christ en croix.
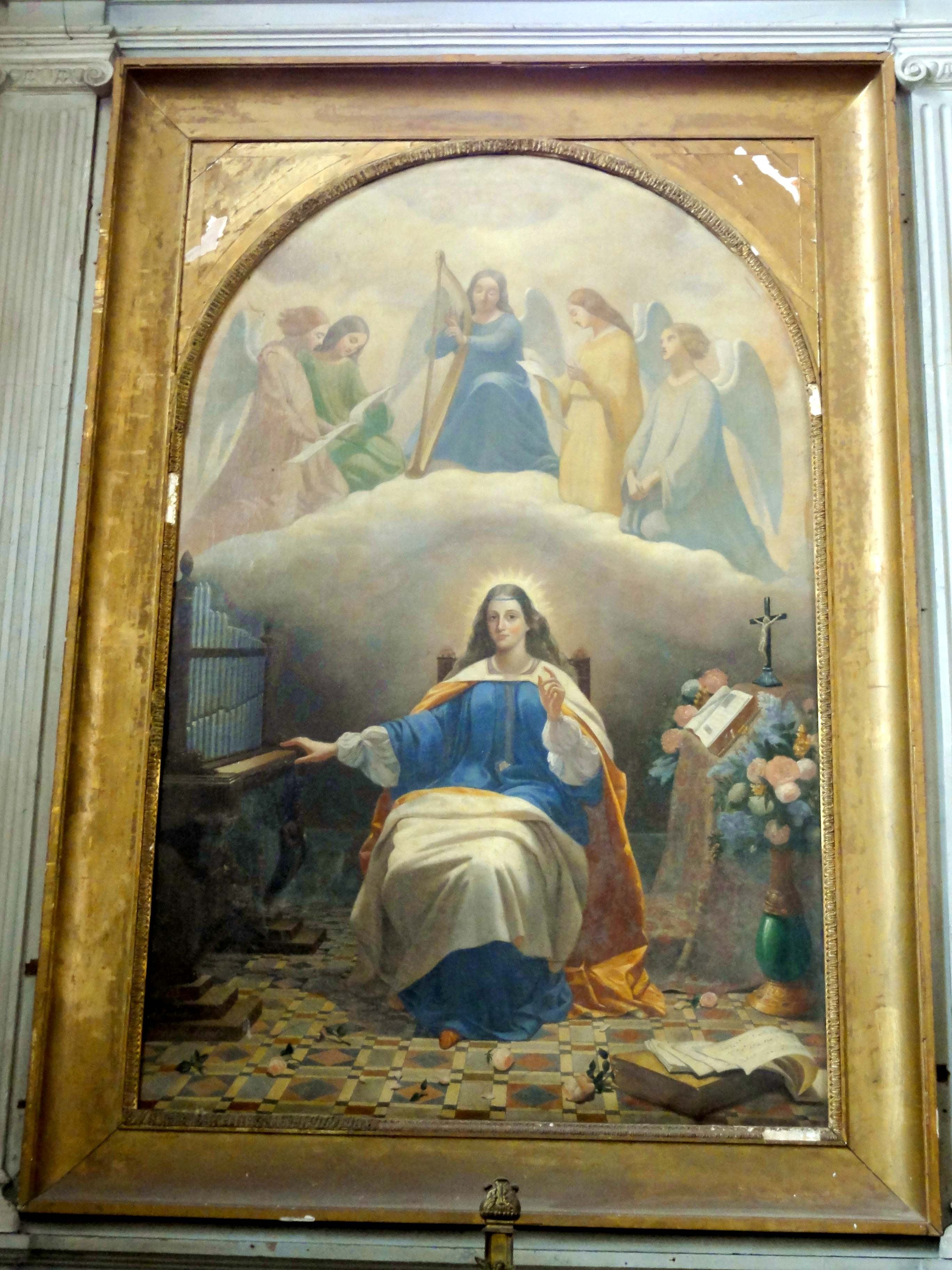
Sainte Cécile.
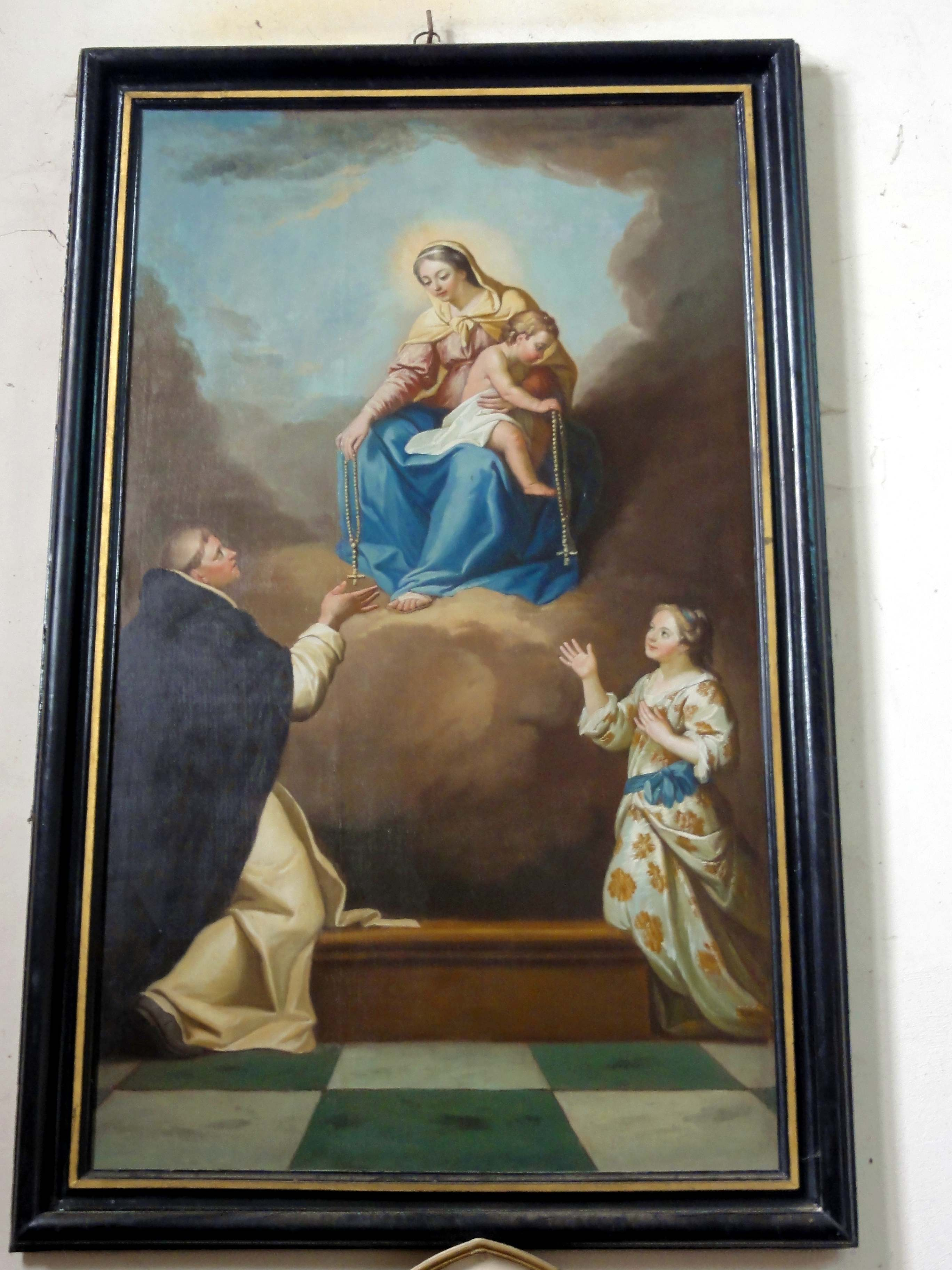
Réception du Rosaire.
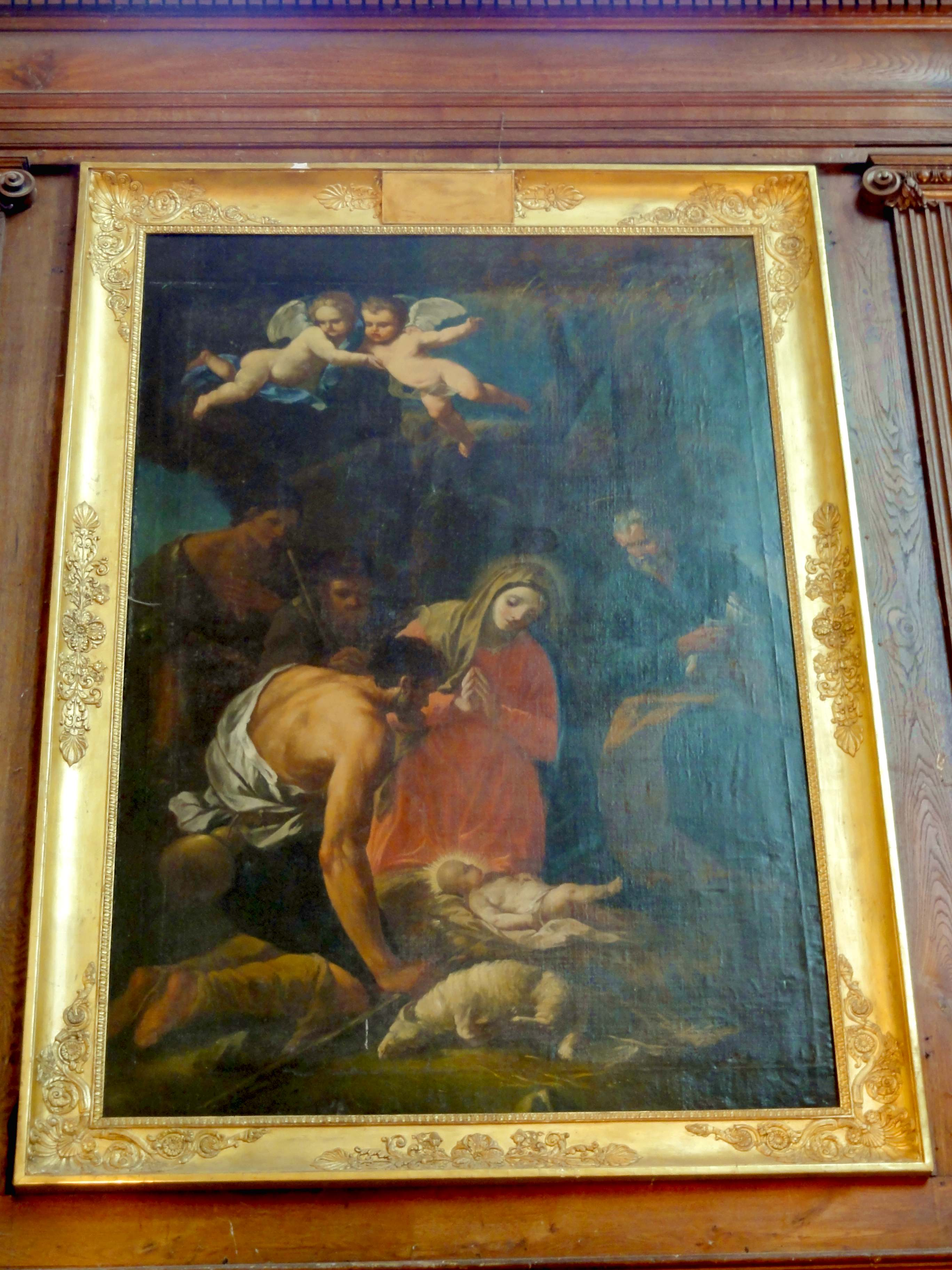
Nativité de Jésus Christ.
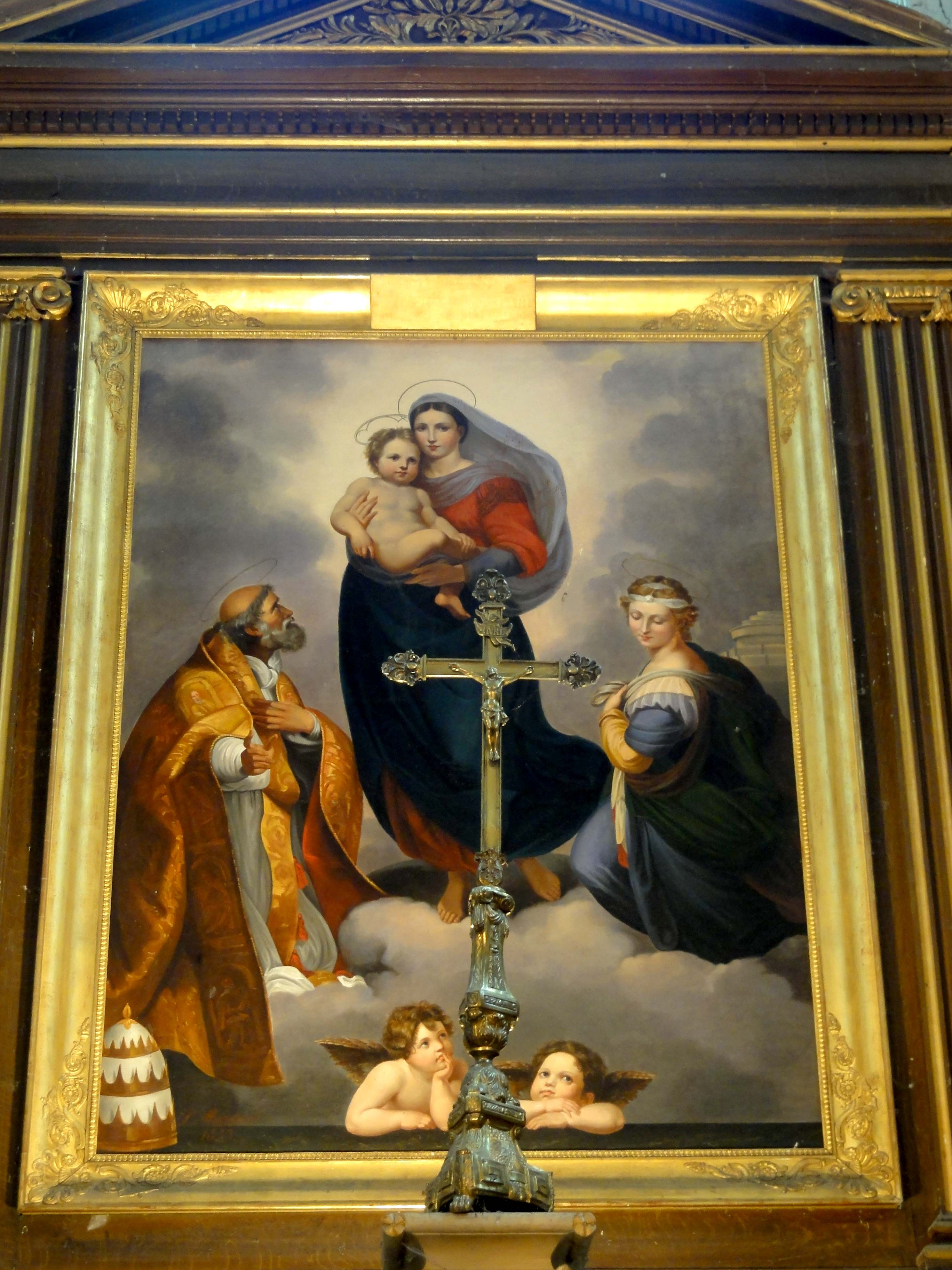
La Madone Sixtine.
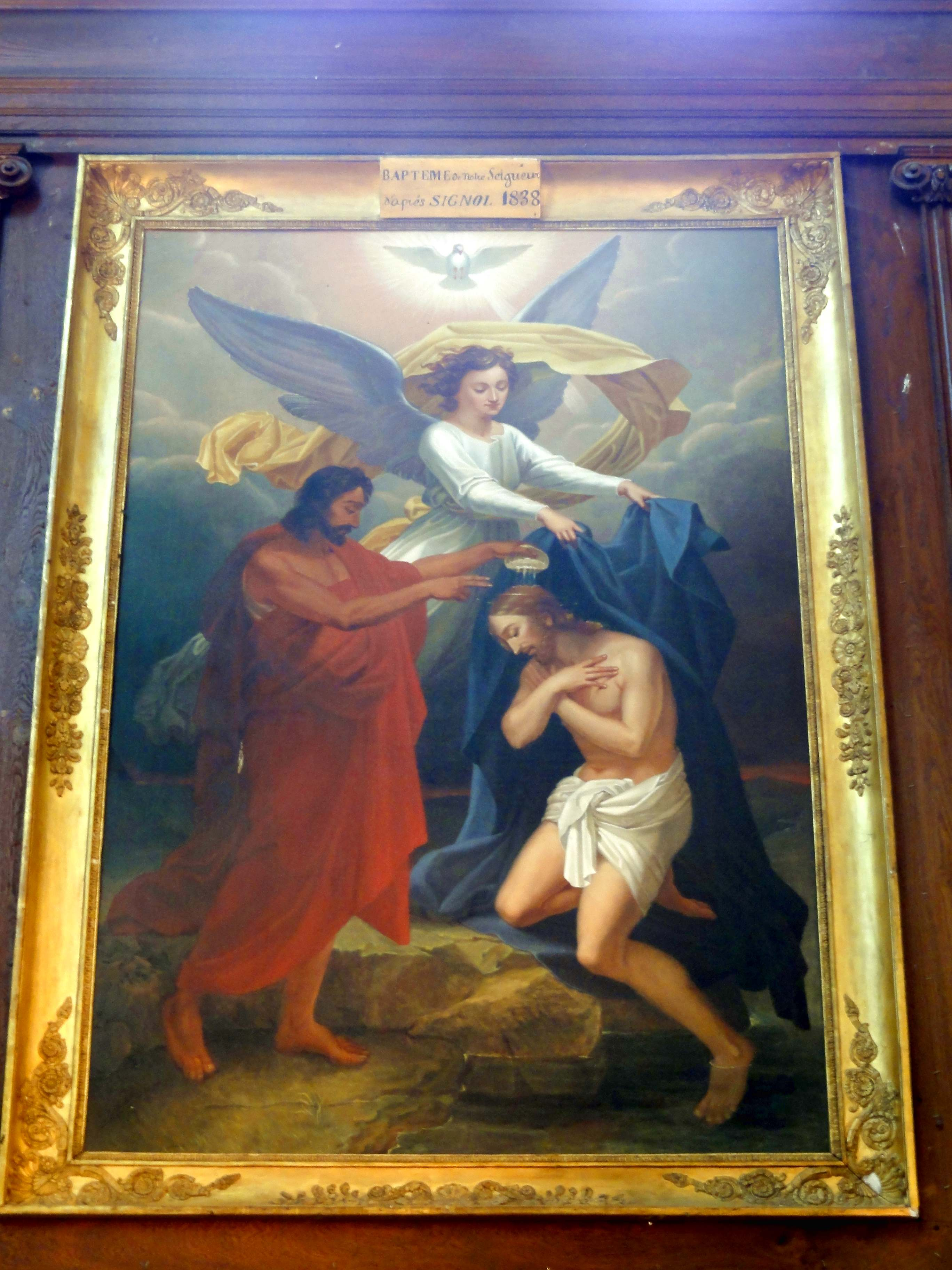
Baptême du Christ.

### Vitraux
Les verrières latérales de la nef datent du début du XXe siècle, et ont été inaugurées par l'abbé Delanoue le 4 août 1912. Les verrières de la seconde et de la troisième travée ont été confectionnées par les ateliers de Nicolas Lorin, Chartres, et celles de la quatrième travée sortent des ateliers Chanussot, Paris. Les motifs n'occupent que le second, le troisième et le quatrième registre, et sont représentés sous deux arcs en plein cintre. Le registre inférieur et les deux registres supérieurs sont réservés à un décor architecturé, qui est inspiré de la Renaissance sur les vitraux Lorin, et d'un style troubadour douteux sur les vitraux Chanussot. Les vitraux Lorin dateraient des années 1908-1912, et les vitraux Chanussot sont datés de 1901 et de 1903. Les motifs des trois verrières du nord sont la Présentation de Jésus au Temple ; la Fuite en Égypte ; et l'Assomption de Marie. Les motifs des trois verrières du sud sont la Nativité de Jésus-Christ ; la Visitation de la Vierge Marie ; et l'Annonciation faite à Marie. En 1999, la fondation Maxime-Goury-Laffont  finance[réf. souhaitée] une nouvelle rosace et trois lancettes pour la grande baie de la façade occidentale. Ce sont des créations du vitrailliste Dominique Legris. Le thème de la rosace est la Sainte-Trinité. Les trois lancettes ont pour sujet, de gauche à droite : saint Michel archange, la Vierge Marie, et saint Jean-Baptiste.

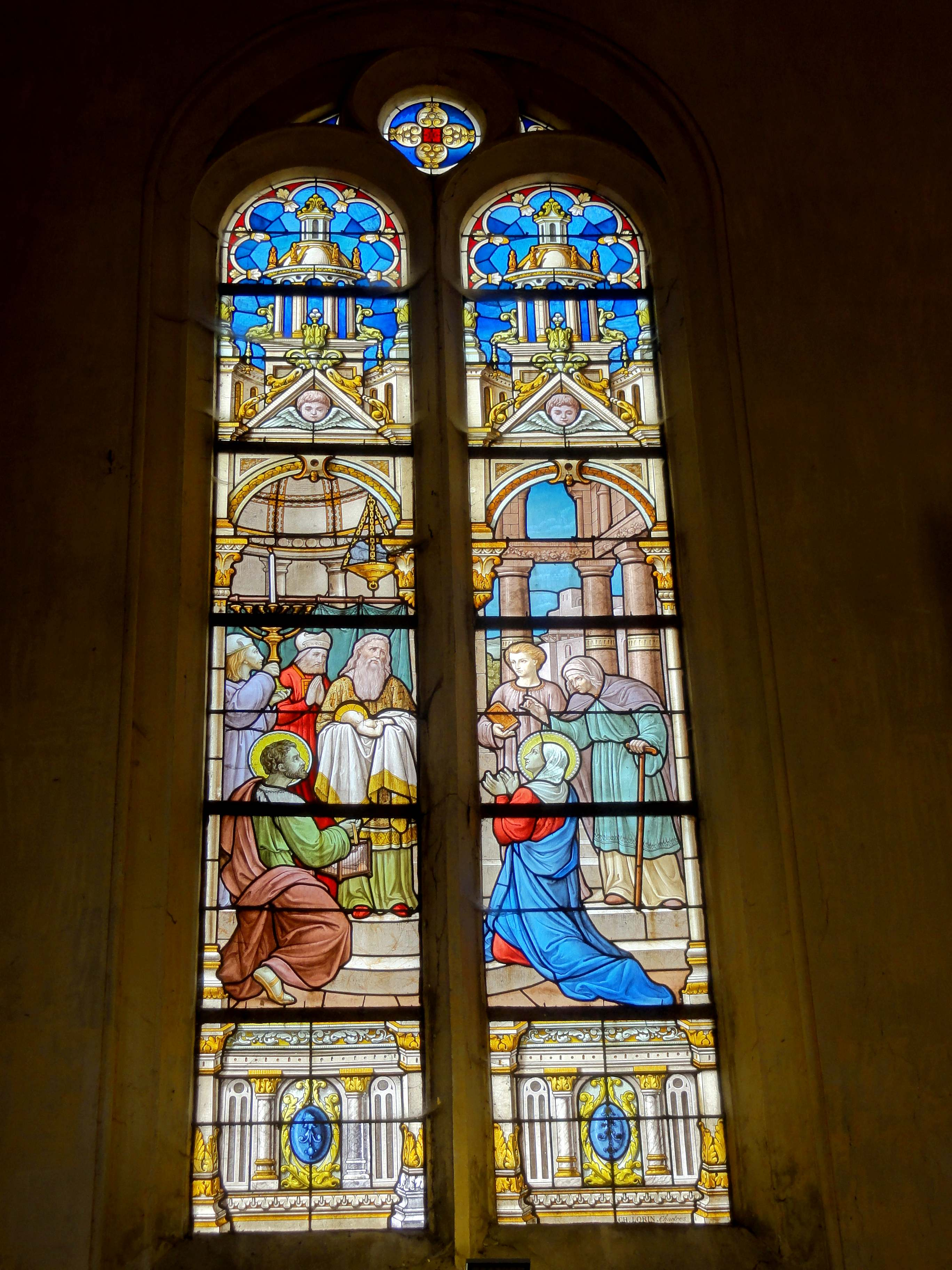
Présentation au Temple.
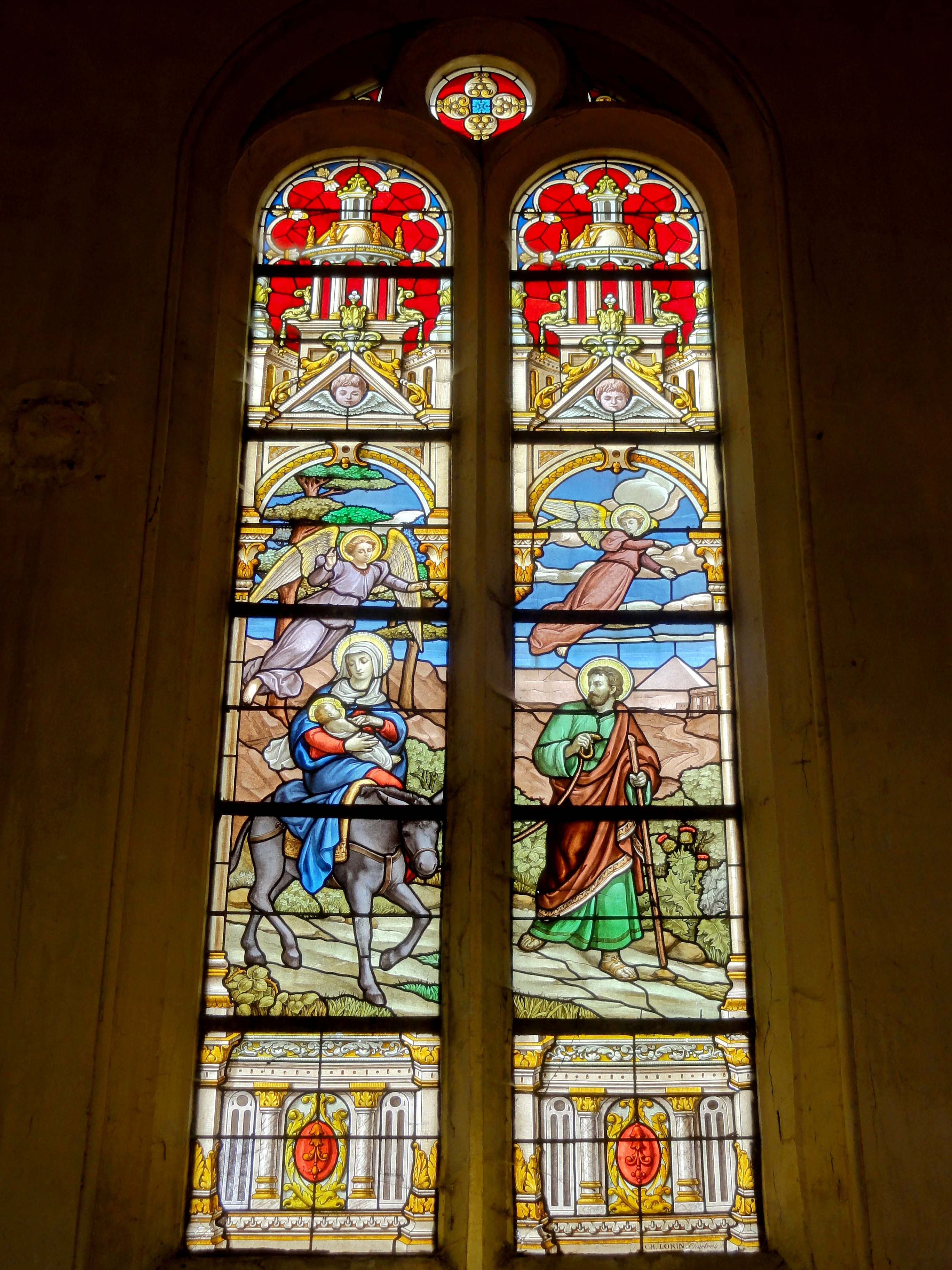
Fuite en Égypte.
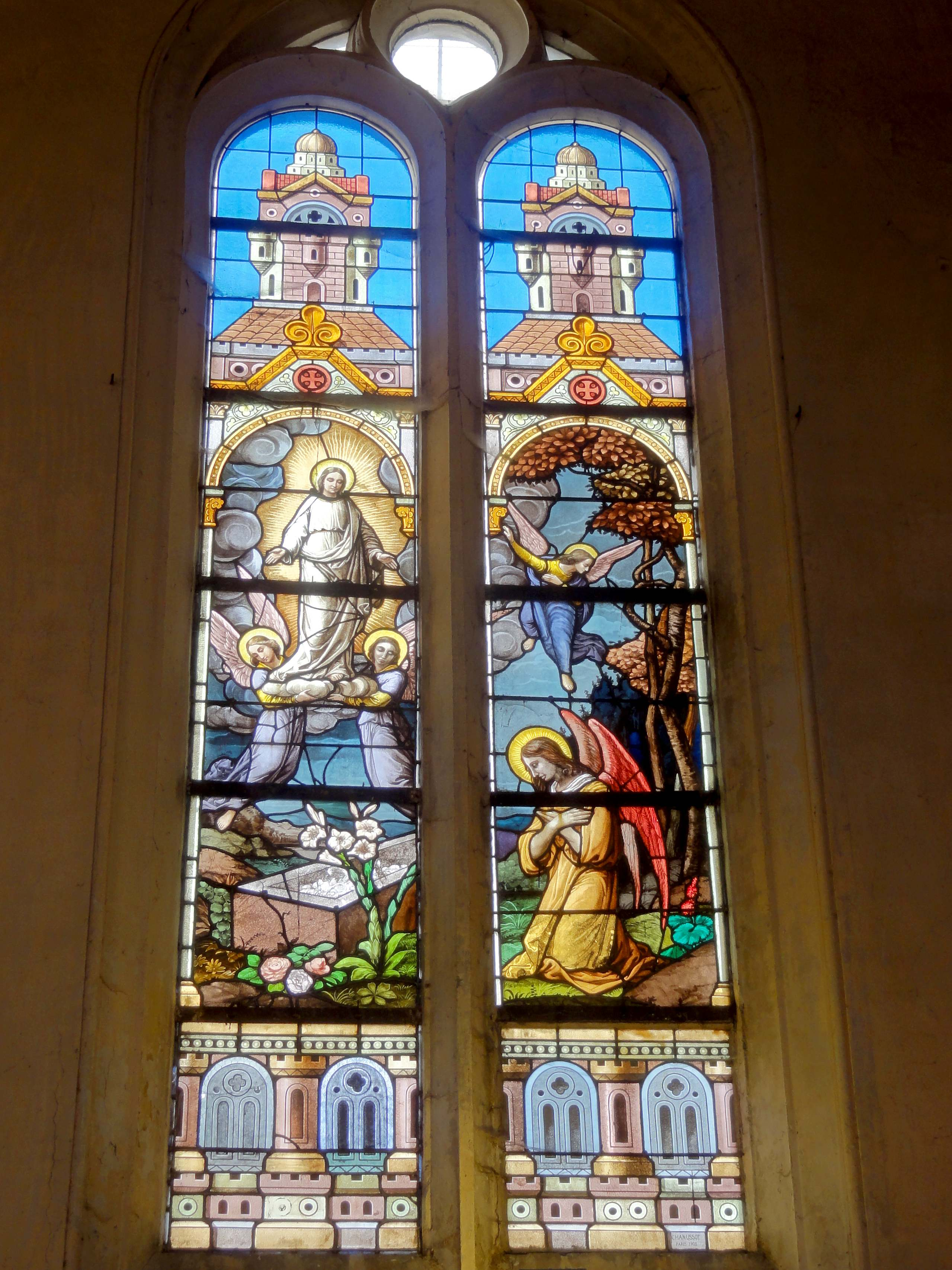
Assomption de Marie
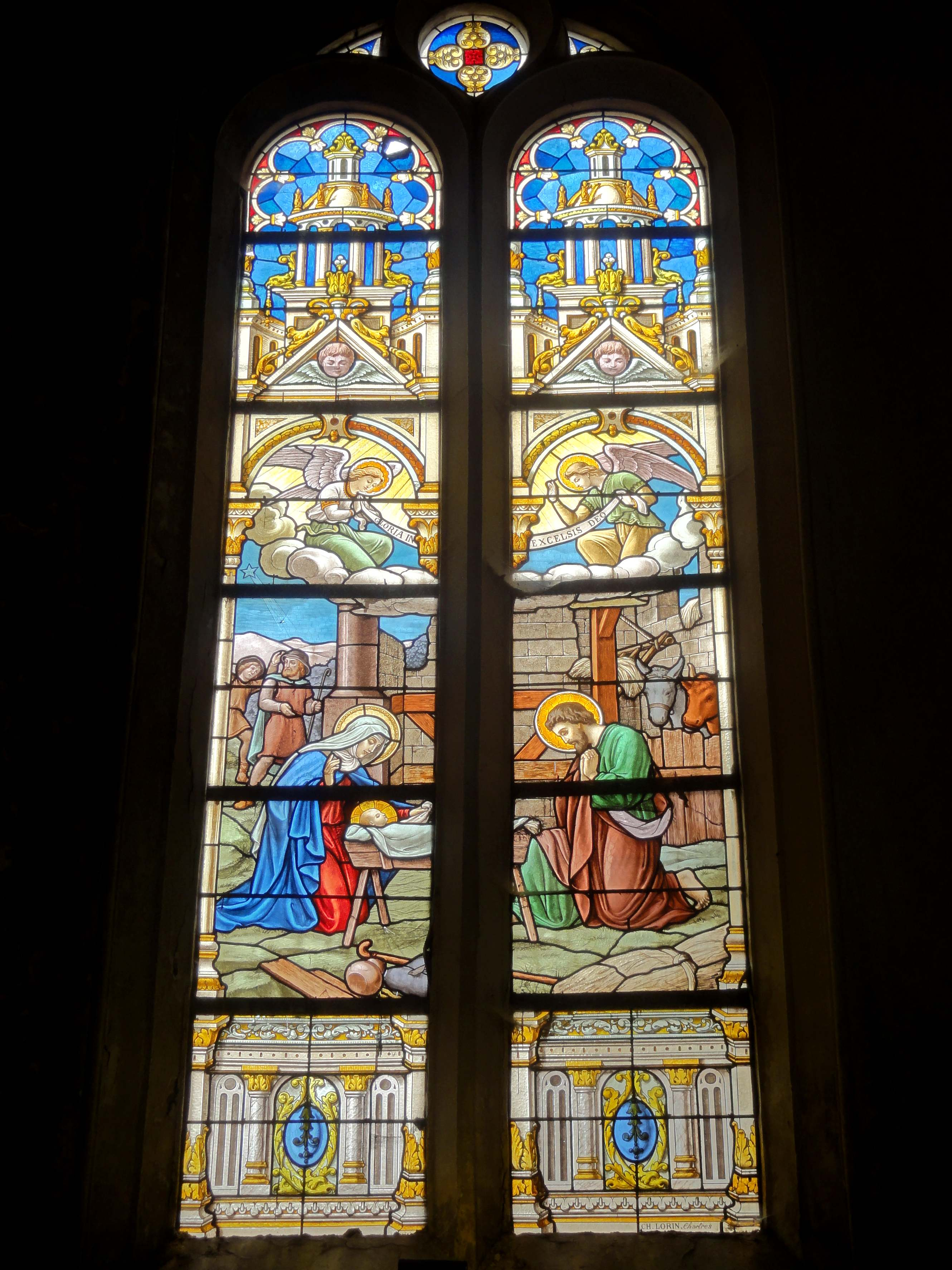
Nativité de Jésus.
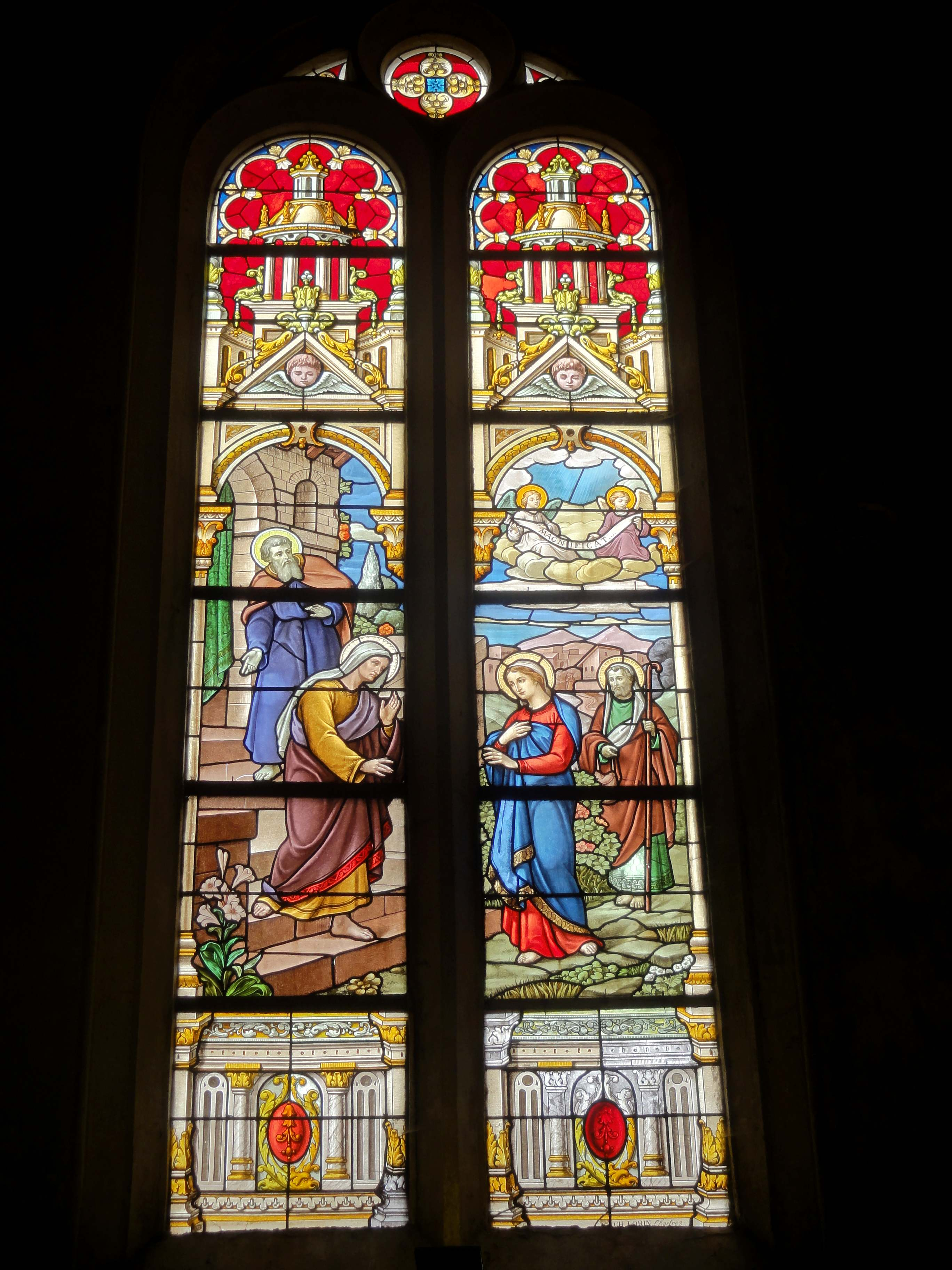
Visitation.
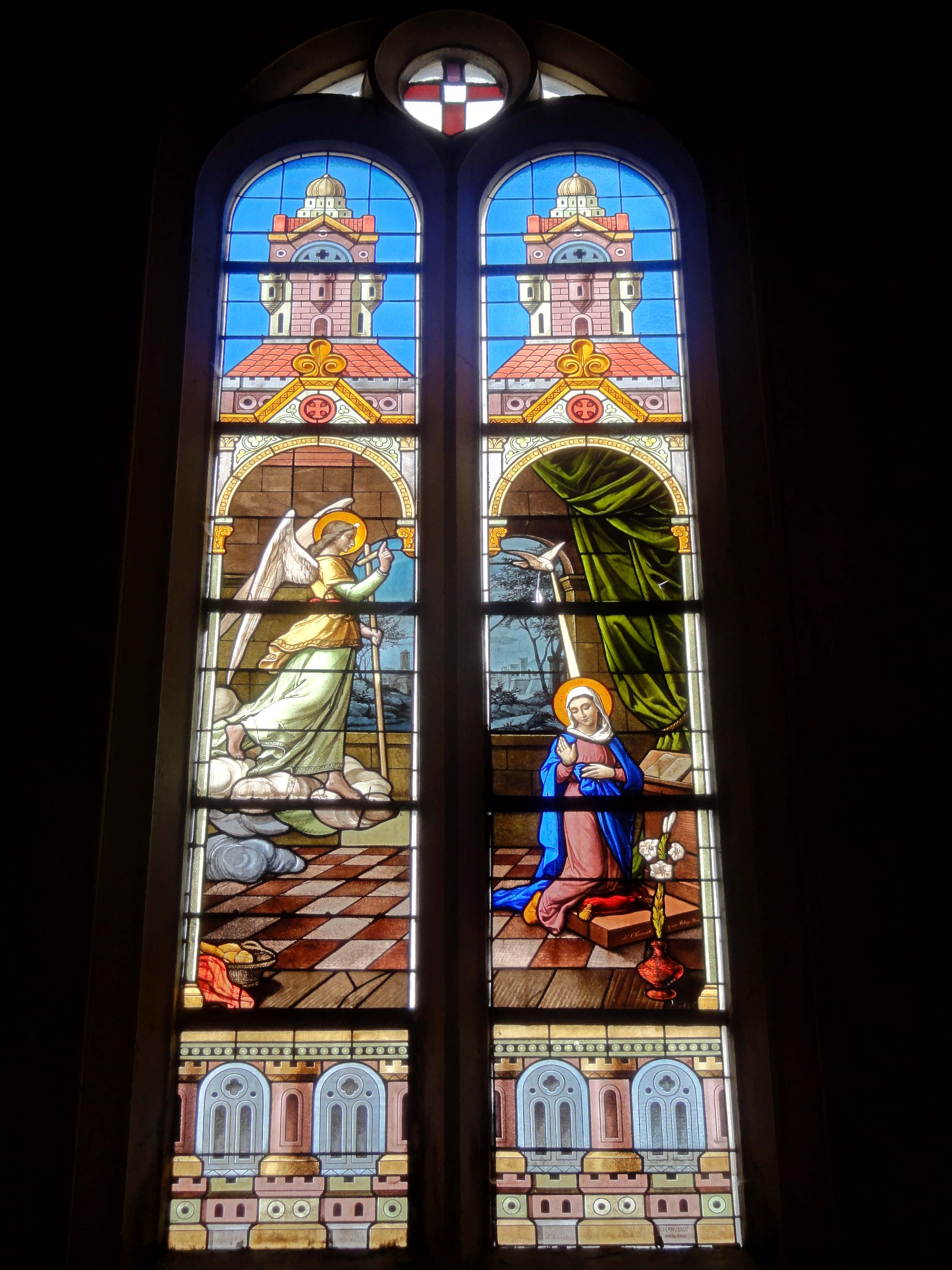
Annonciation.
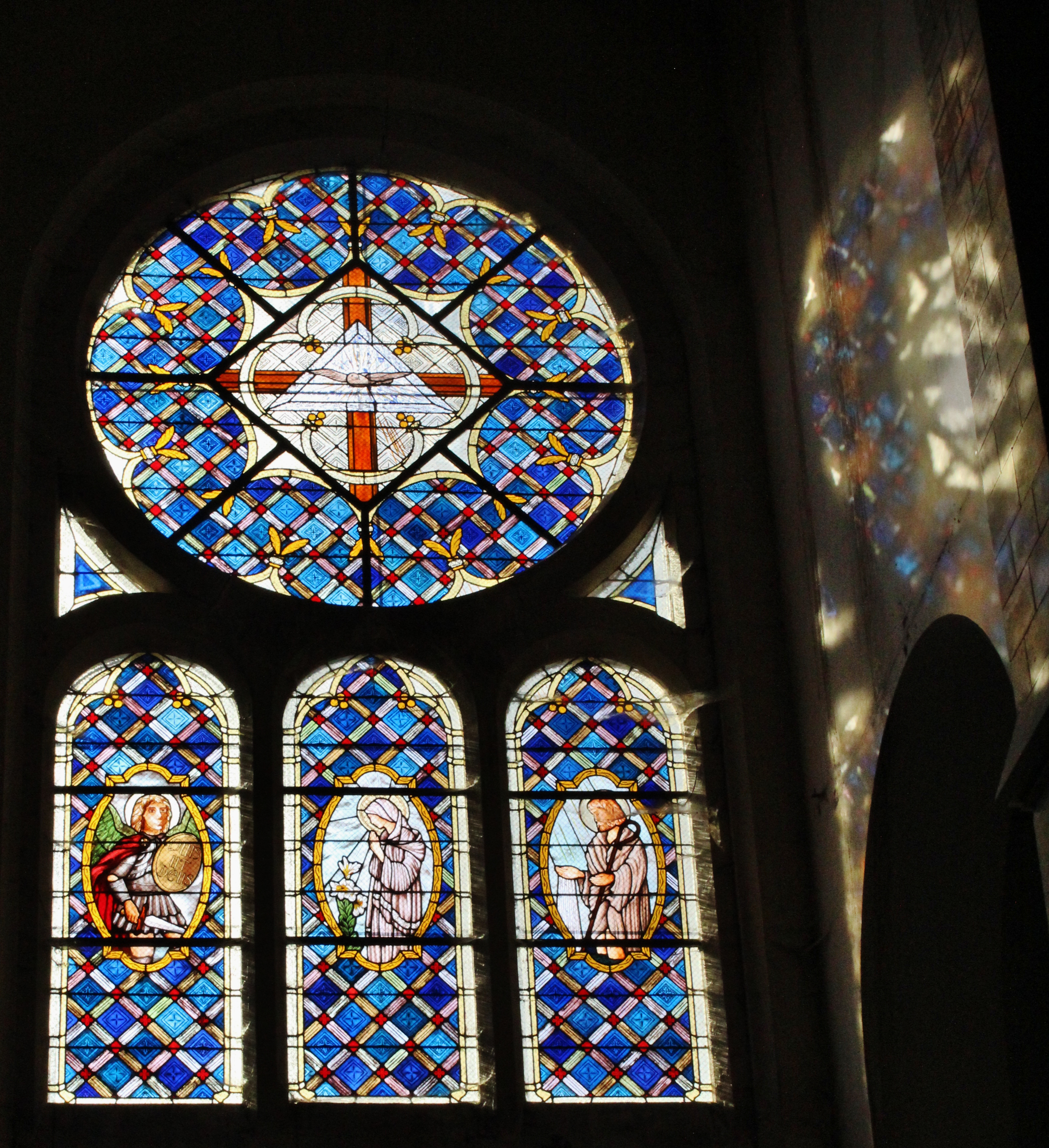